# Liste d'aliments déshydratés
 (juin 2019).
 (juin 2019).
Si vous disposez d'ouvrages ou d'articles de référence ou si vous connaissez des sites web de qualité traitant du thème abordé ici, merci de compléter l'article en donnant les références utiles à sa vérifiabilité et en les liant à la section « Notes et références ».

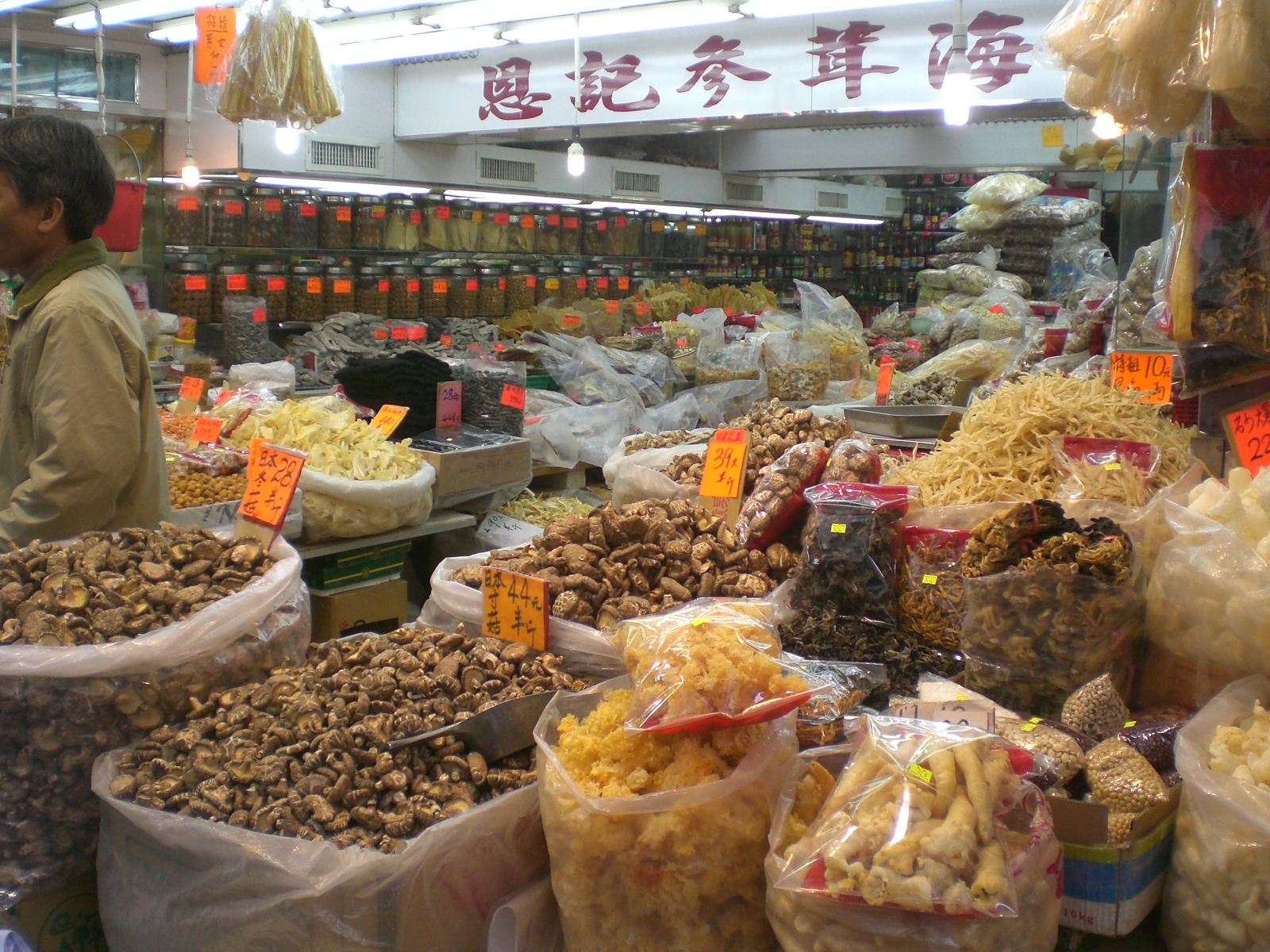
Divers aliments séchés dans un magasin spécialisé

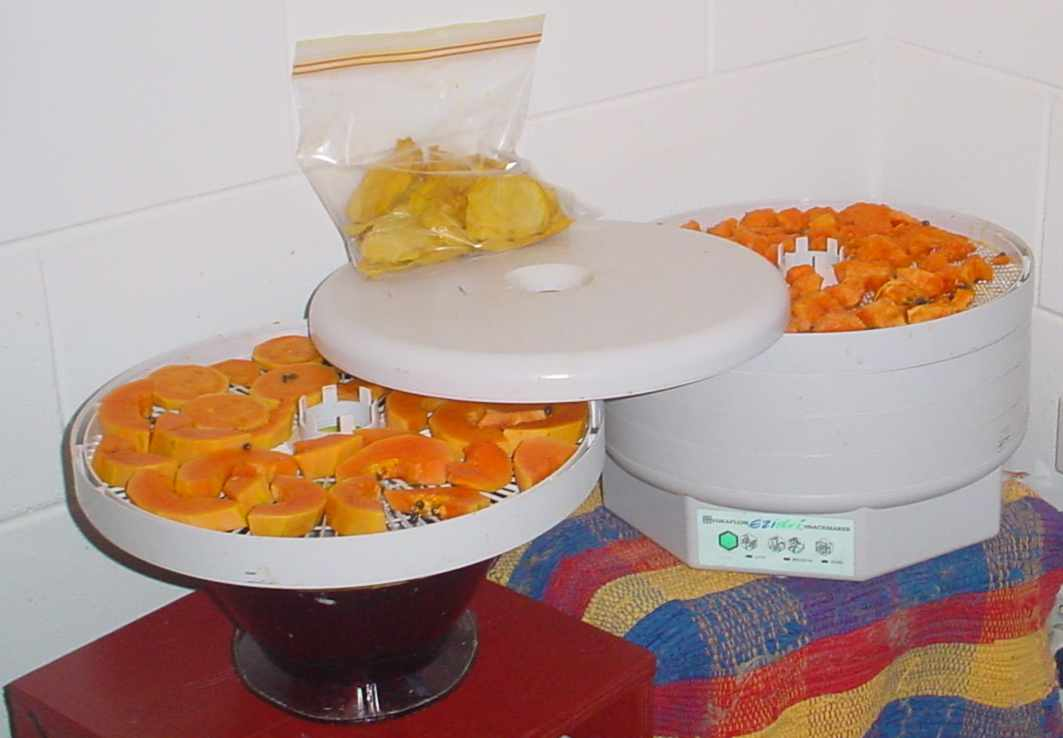
Déshydrateur d'aliments électrique avec des tranches de mangue et de papaye en cours de séchage

Ceci est une liste des aliments déshydratés. Le séchage des aliments est une méthode de conservation des aliments consistant à éliminer l'eau contenue dans les aliments, ce qui empêche le développement des bactéries.
Cette technique est pratiquée dans le monde entier et la première pratique connue de séchage d'aliments au Moyen-Orient et en Asie remonte à 12 000 ans avant J-C.

## Boissons et dérivés
- Le café instantané est une boisson soluble dérivée de grains de café infusés. Il est préparé par lyophilisation ou séchage par atomisation, après quoi il peut être réhydraté. Du café instantané sous forme liquide concentrée est également fabriqué.

- De la même façon, la chicorée (Ricoré par exemple), certains thés en granulé en vrac ou en sachet, ou des jus de fruits (Tang) sont lyophilisés.
- Le chocolat ou boisson au cacao en poudre instantané.

- La soupe instantanée consiste en un paquet de bouillon sec qui ne contient pas d'eau. Elle est préparée en ajoutant de l'eau, puis en chauffant le produit pendant une courte période, ou en ajoutant de l'eau chaude directement au mélange à soupe sec.
- La soupe portable Portable soup (en) est une sorte de nourriture déshydratée utilisée aux XVIIIe et XIXe siècles. C'était un précurseur des actuels extraits de viande et de bouillon cube.

- La Tarhana (en) est une soupe séchée d'Asie centrale.

### Produits laitiers
- La crème glacée lyophilisée est une crème glacée dont l’essentiel de l’eau a été éliminée par un processus de lyophilisation; scellée dans une pochette, elle ne nécessite aucune réfrigération. Elle est très consommée par les spationautes durant leurs missions.

- Le kechek fait partie d'une grande famille d'aliments que l'on trouve dans les cuisines libanaise, palestinienne, égyptienne, kurde, iranienne et centrale. Il est fabriqué à partir de lait égoutté ou de yogourt égoutté en le formant et en le laissant sécher. Il peut être fabriqué sous différentes formes : roulé en petites billes, tranché en lamelles ou encore façonné en morceaux.
- Le lait évaporé est un produit laitier en conserve de longue conservation, avec environ 60% de l'eau éliminée. Il diffère du lait concentré sucré, qui contient du sucre ajouté.
- Le lait en poudre est un produit laitier fabriqué en évaporant le lait jusqu'à la sécheresse. De nos jours, le lait en poudre est généralement préparé par séchage par atomisation de lait écrémé sans matière grasse, lait entier, babeurre ou lactosérum.
- Un produit de crème non laitière est une substance liquide ou granulaire destinée à remplacer le lait ou la crème en tant qu’additif au café ou à d’autres boissons.

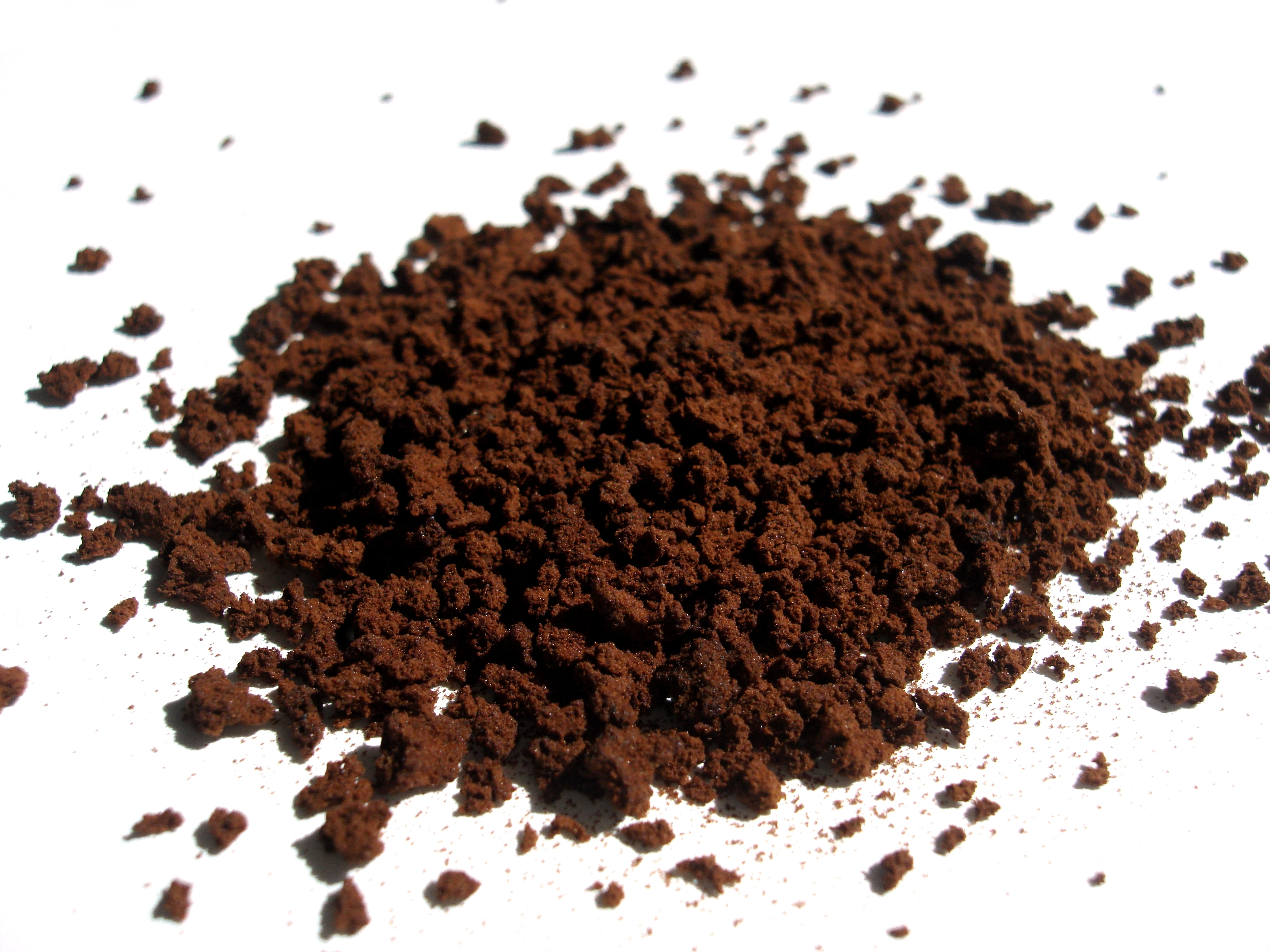
Café instantané
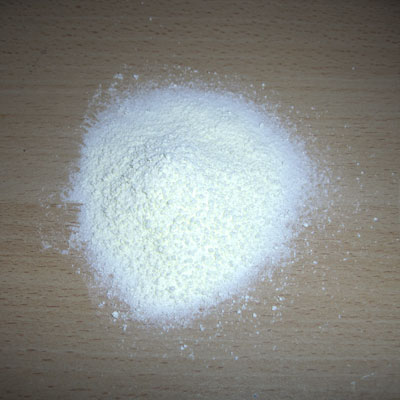
Lait en poudre
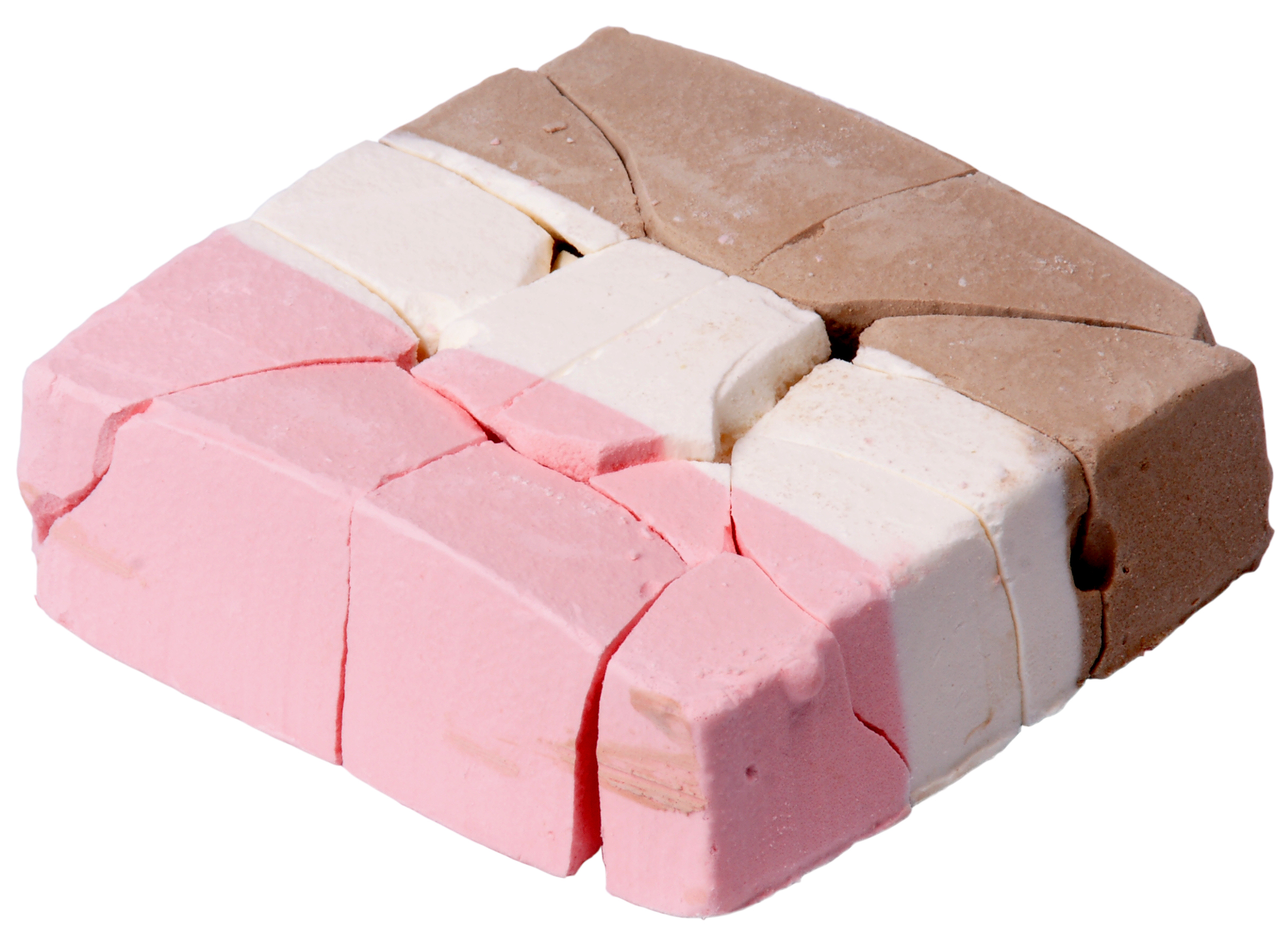
Crème glacée lyophilisée
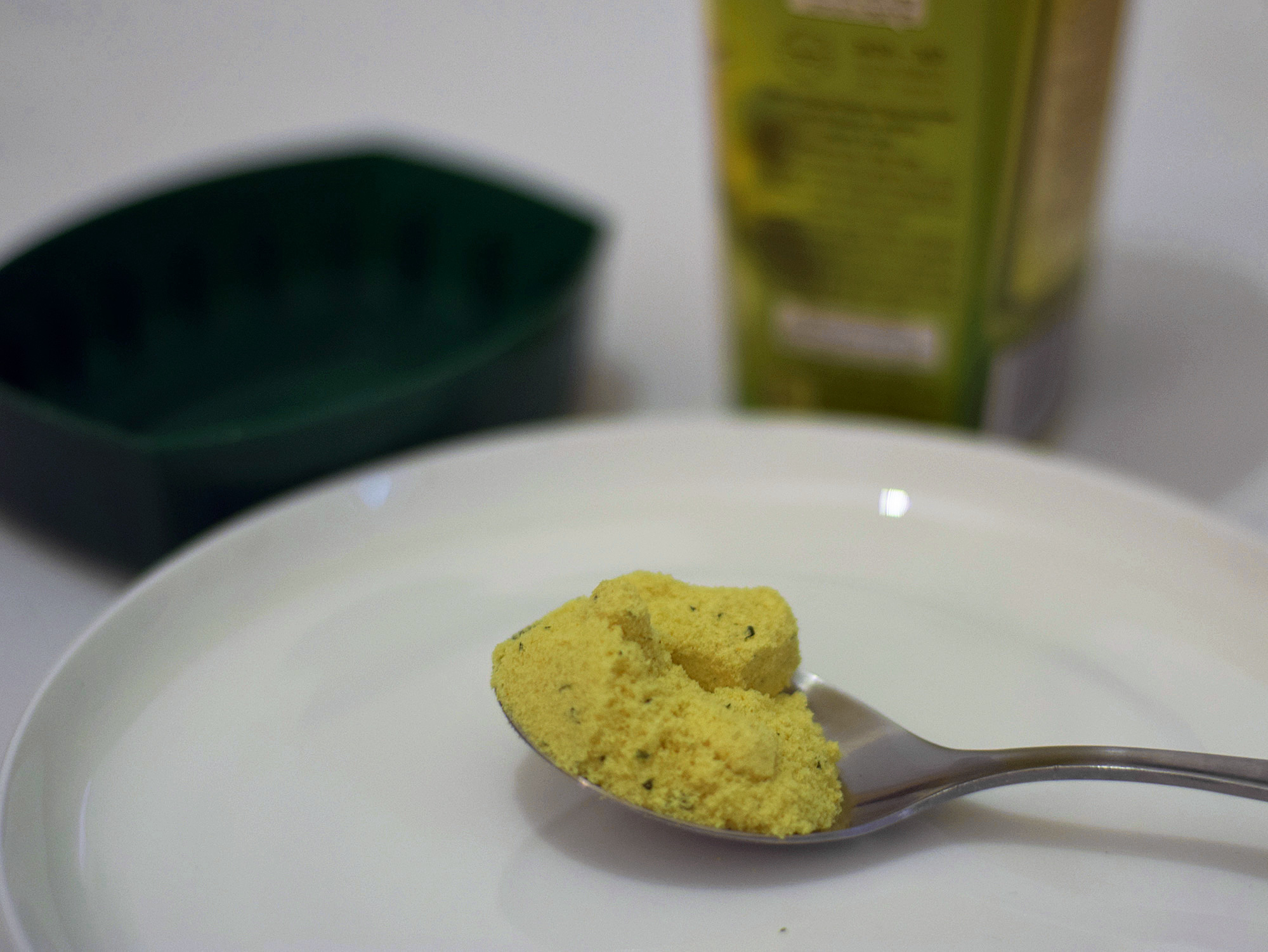
Soupe instantanée

## Condiments
- Le bouillon cube est un petit cube de bouillon déshydraté d'environ 15 millimètres de large. Il est généralement préparé en déshydratant des légumes, du bouillon de viande, de la graisse, du sel et autres condiments. Des variantes végétariennes et végétaliennes existent. De l'extrait de viande sous forme liquide concentrée est également fabriqué (Viandox).
- Les herbes aromatiques et épices.

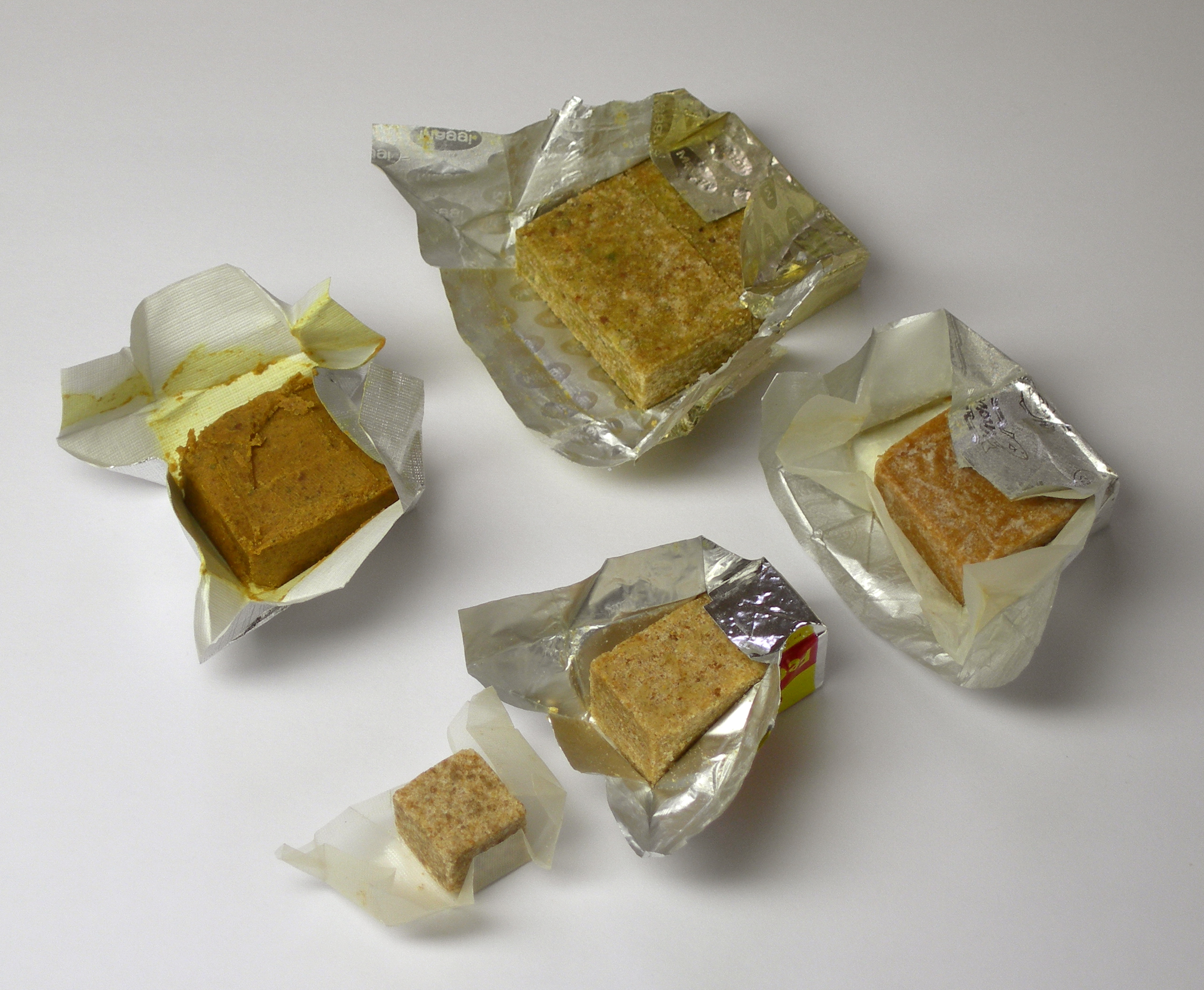
Bouillon cube
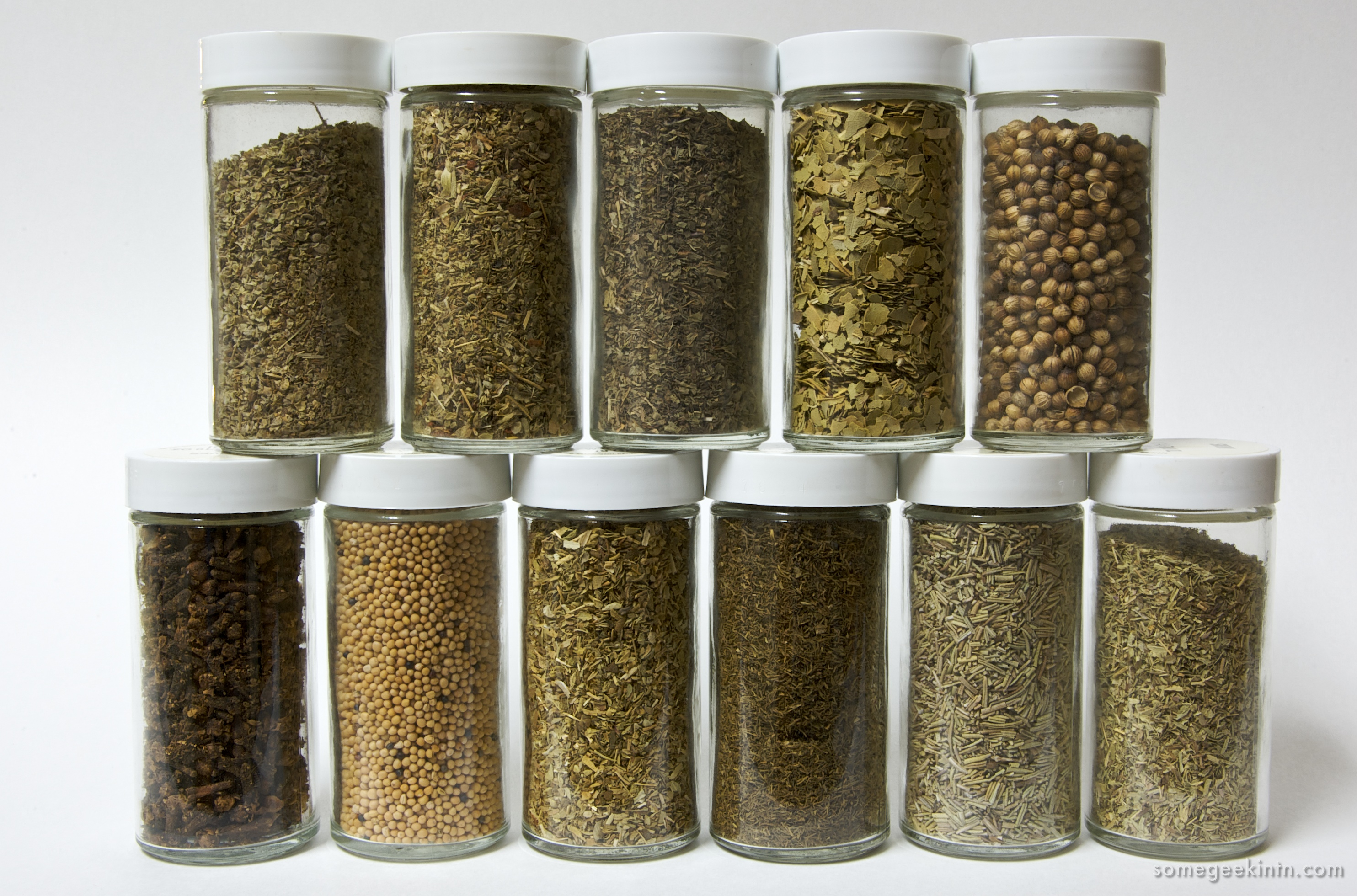
Herbes et épices séchées

## Végétaux

### Fruits séchés
Les fruits séchés sont des fruits dont la majeure partie de la teneur en eau initiale a été éliminée, soit naturellement, par séchage au soleil, ou encore à l'aide de séchoirs ou de déshydrateurs spécialisés.
Le séchage des fruits est une pratique très ancienne, remontant au 4e millénaire av. J.-C.
Les fruits secs sont très prisés en raison de leur goût sucré, leur longue durée de vie et leur importante valeur nutritive.
- Les pommes séchées peuvent être consommées séchées ou reconstituées (trempées dans de l'eau, de l'alcool ou un autre liquide) pour une utilisation ultérieure, et agrémentées d'épices ou condiments (pour créer des chips de pomme par exemple).
- L'abricot séché peut être séché entier ou en moitiés, avec ou sans noyaux.
- Les chips de banane sont des tranches de bananes séchées ou frites que l'on trouve couramment au Brésil, en Indonésie (comme le kripik) et en Inde.
- Le Chenpi est une peau de tangerine (ou de mandarine) séchée au soleil, utilisée comme assaisonnement traditionnel dans la cuisine chinoise et la médecine traditionnelle.
- Cerises séchées.
- La noix de coco peut être séchée entière ou réduite de moitié. Un produit courant est la noix de coco râpée qui a été séchée et déchiquetée.
- La canneberge (cranberries) séchée est obtenue en déshydratant partiellement les canneberges fraîches, un processus similaire à la transformation du raisin en raisins secs.
- Les dattes, fruits des palmiers dattiers, peuvent être séchées, souvent par séchage au soleil[1].
- La figue séchée est utilisée dans les produits alimentaires tels que les rouleaux de figue.
- Les fruits séchés traditionnels sont des types de fruits séchés séchés au soleil, tels que les raisins secs et les figues séchées, ou déshydratés dans des souffleries et autres séchoirs, tels que les prunes séchées (pruneaux), les abricots et les pêches.
- Le goji, fruit de Lycium barbarum, est généralement vendu en boîtes ouvertes et en petits emballages sous forme séchée et est traditionnellement cuit avant d'être consommé. Le fruit est conservé en le séchant au soleil sur des plateaux ouverts ou par déshydratation mécanique en utilisant une série croissante d’expositions à la chaleur pendant 48 heures.
- Gotgam (kaki séché).

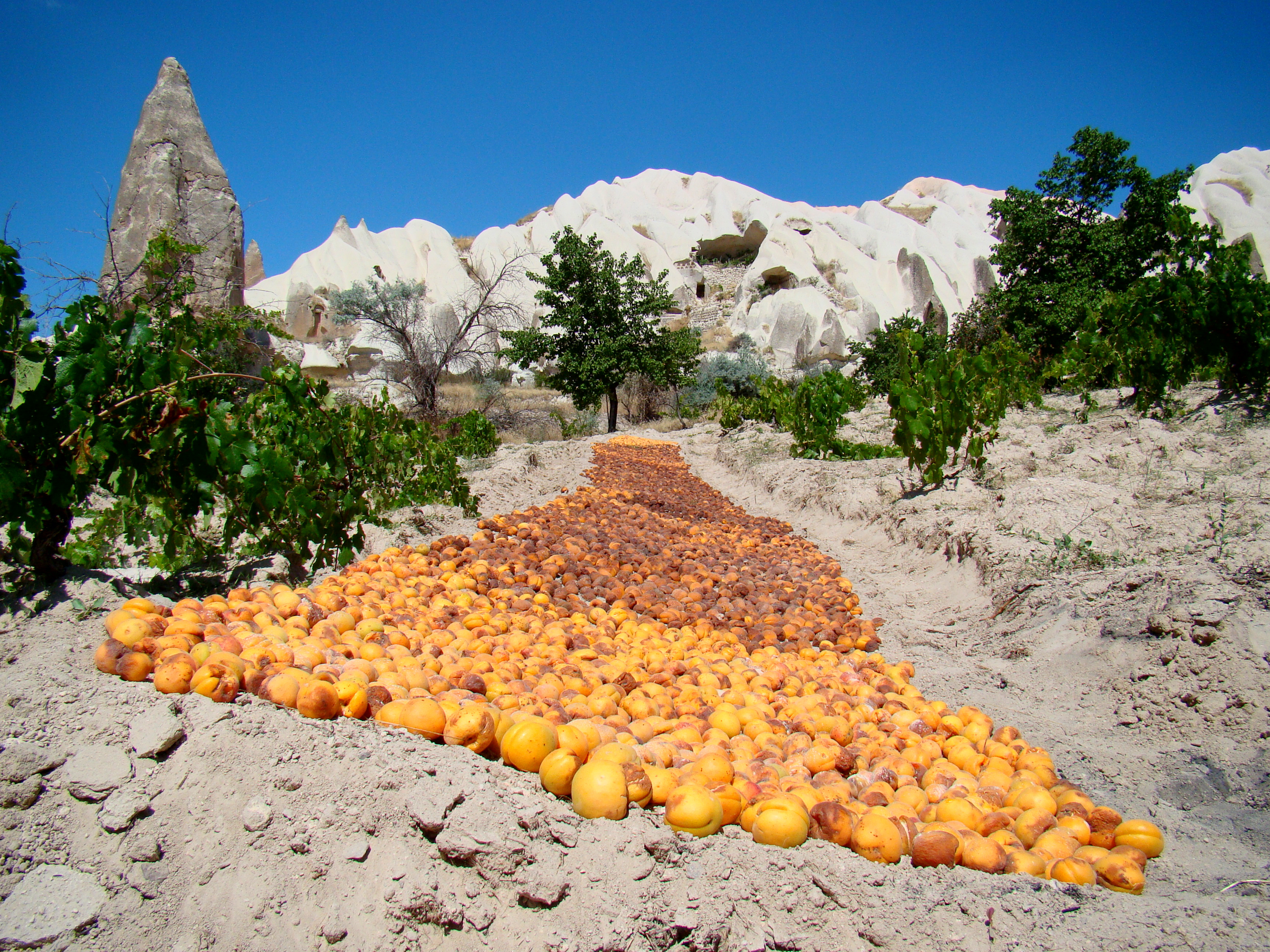
Abricots séchant sur le sol en Turquie
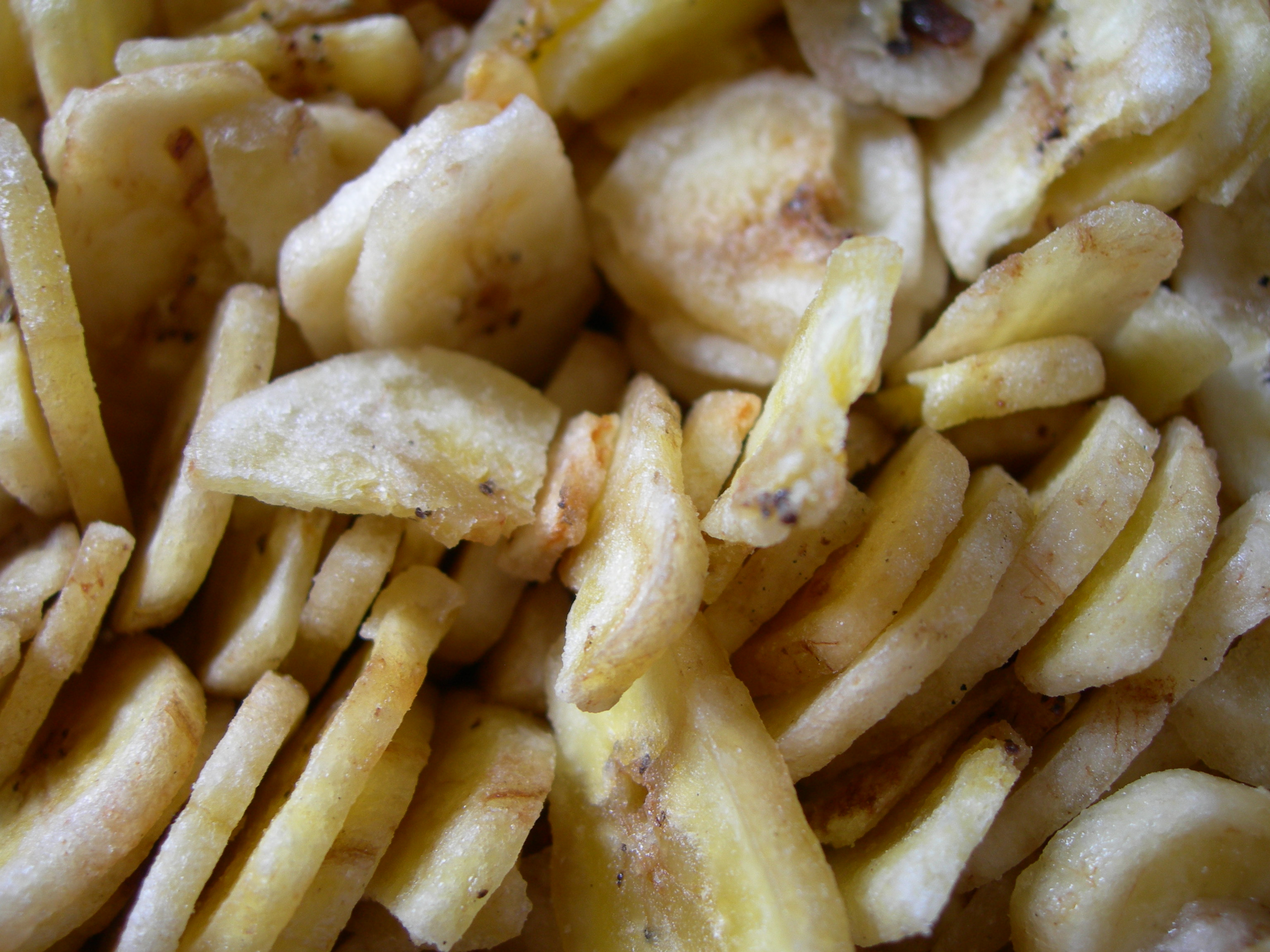
Croustilles de bananes séchées
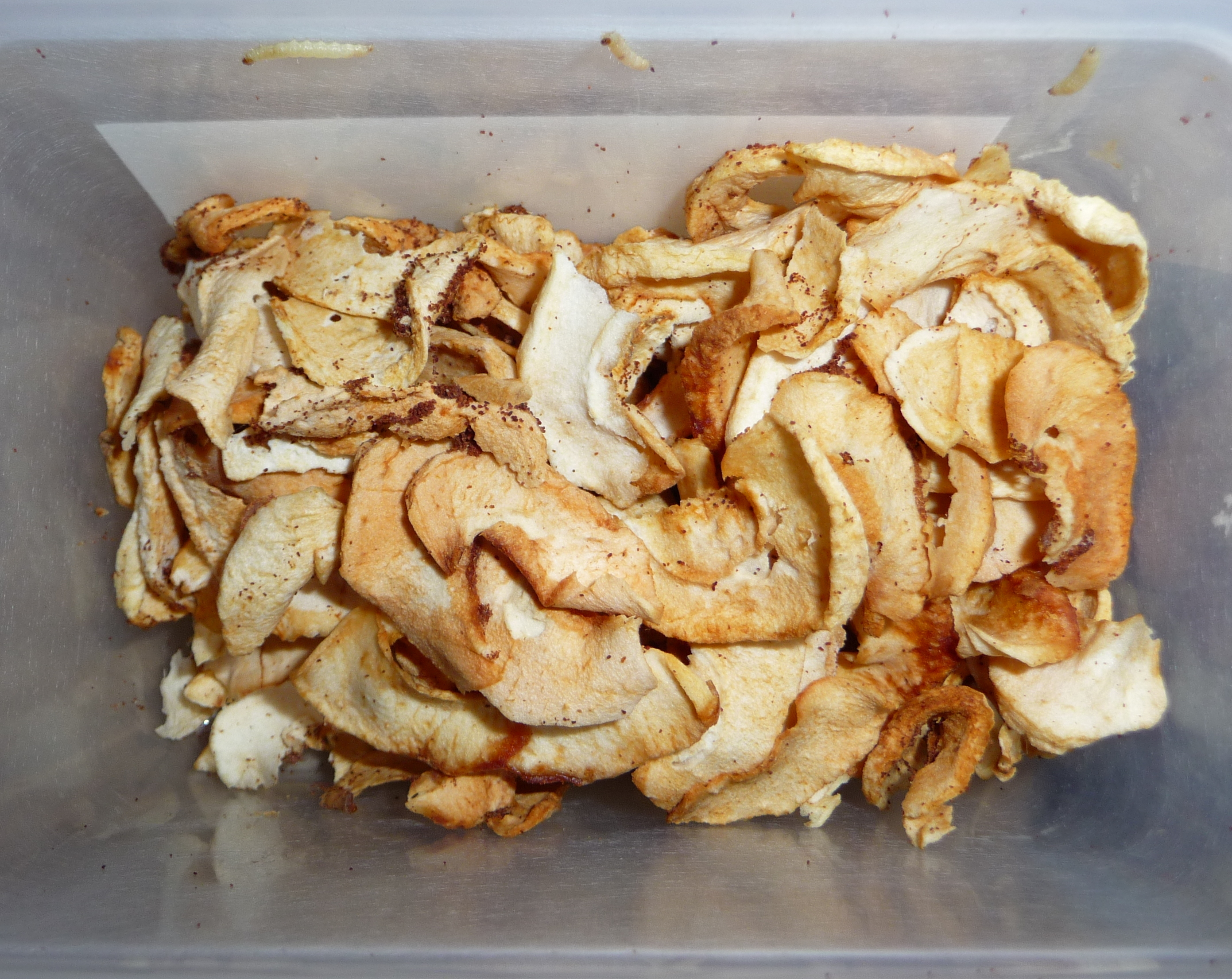
Pomme séchée
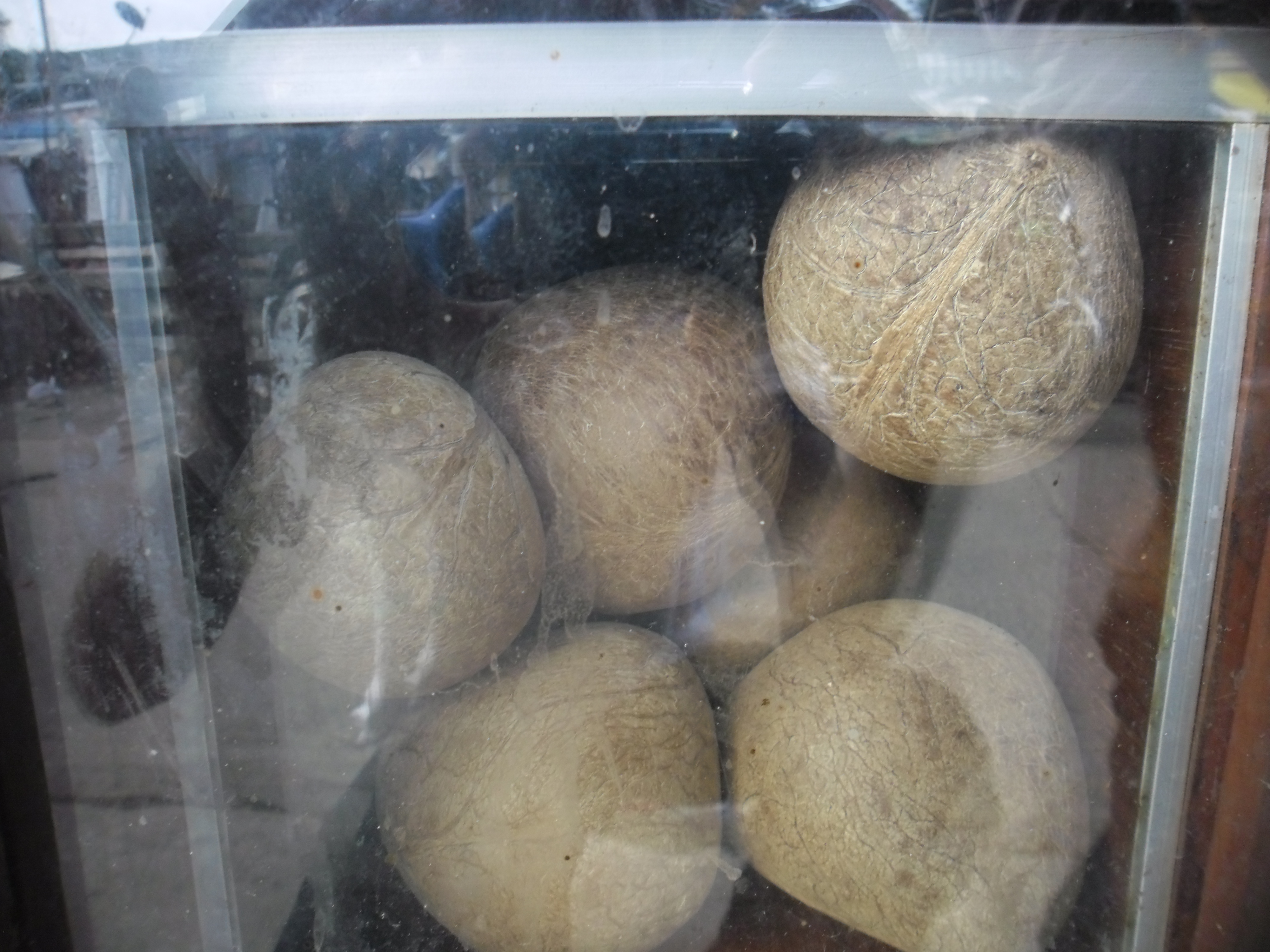
Noix de coco séchées
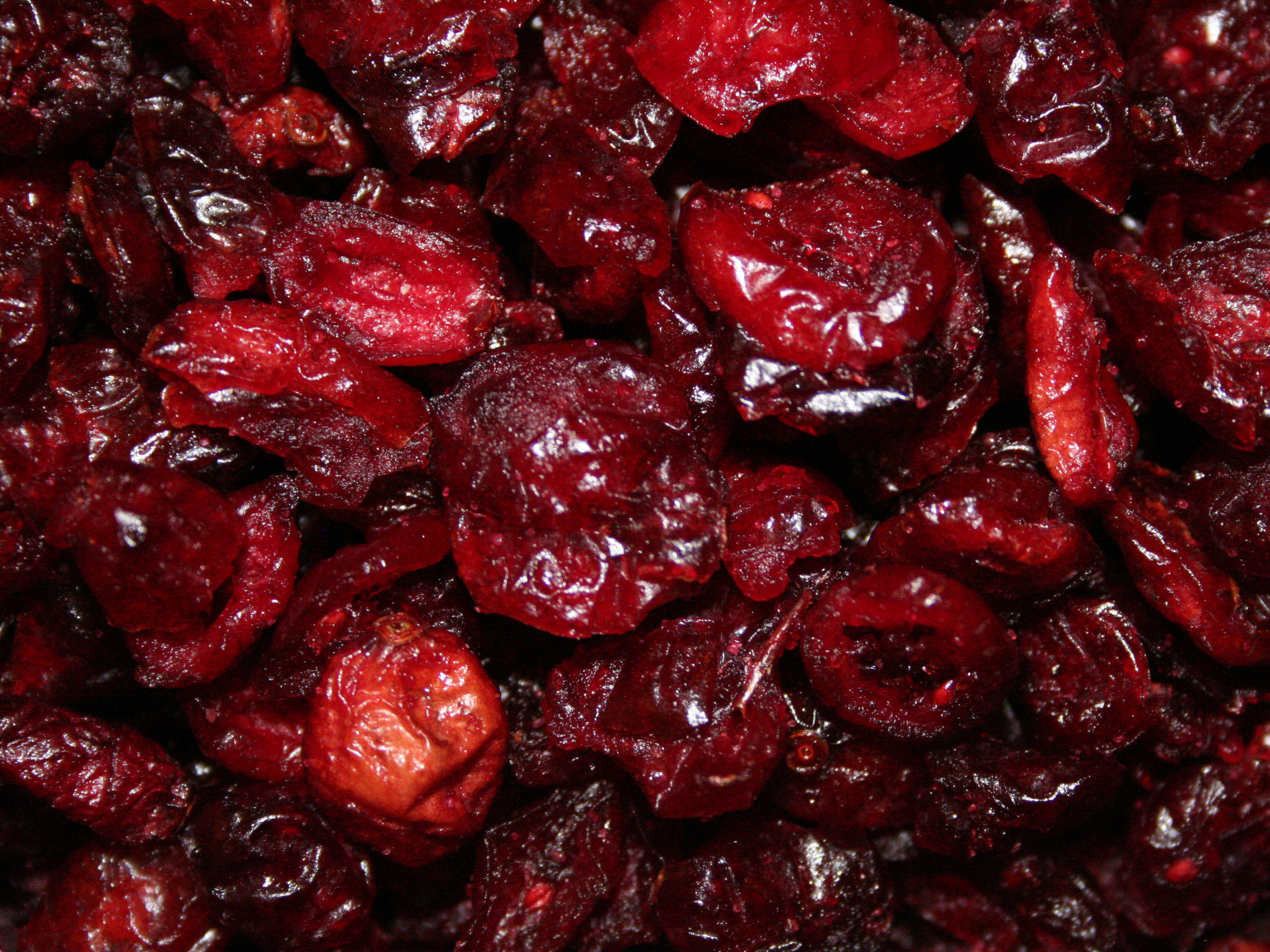
Canneberges séchées
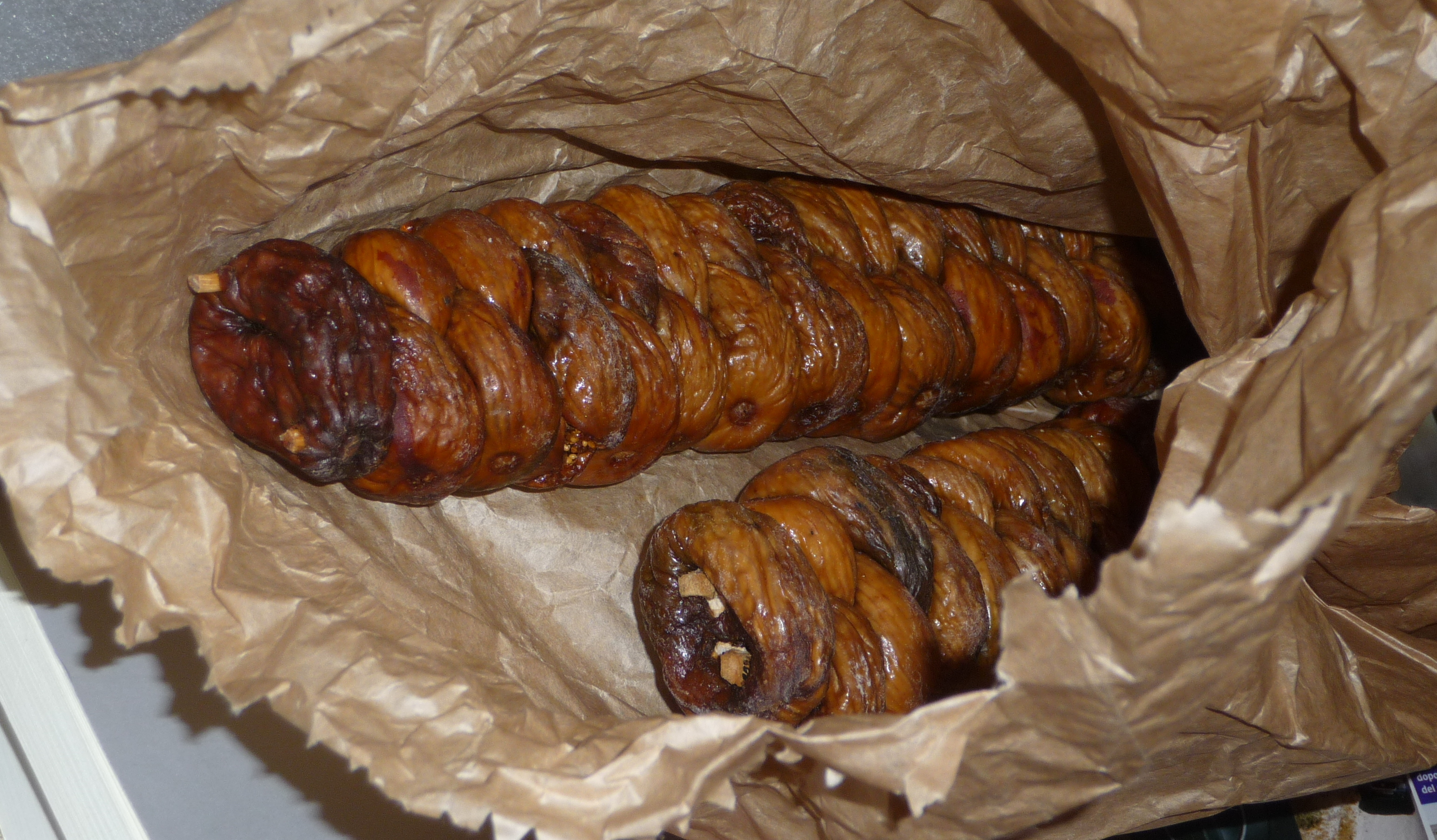
Figues séchées
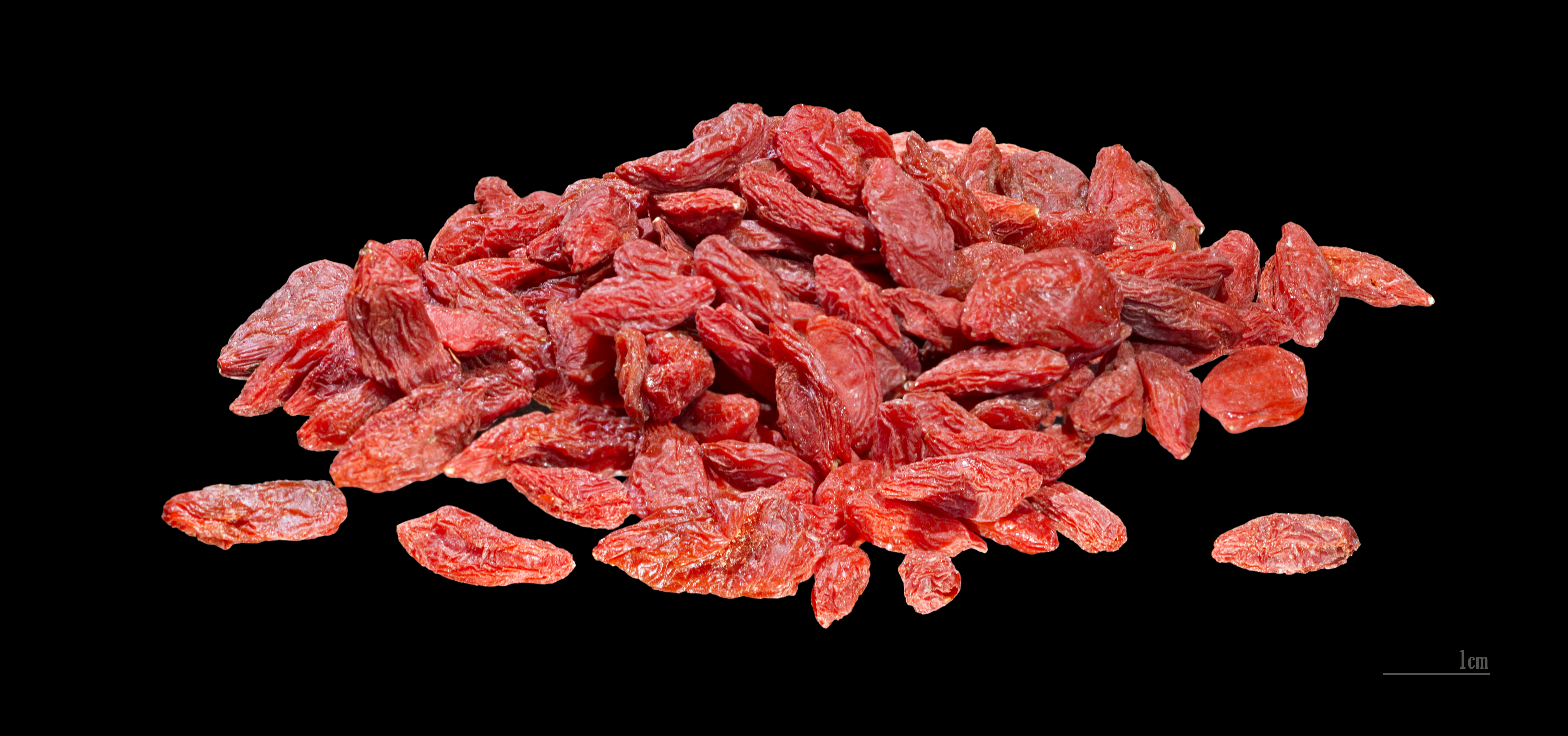
Baies de goji

- Li Hing Mui est une prune séchée et salée. Dans la plupart des régions de Chine, on l'appelle huamei . Elle a été rendu populaire à Hawaii par Yee Sheong, qui, au début des années 1900, avait commencé à importer du li hing mui et divers autres fruits en conserve de Chine à Hawaii. La poudre rouge, appelée poudre de liant, consiste en une peau de prune broyée qui a été préalablement marinée dans une combinaison de réglisse, d'aspartame, de colorant alimentaire, de sel et de sucre.

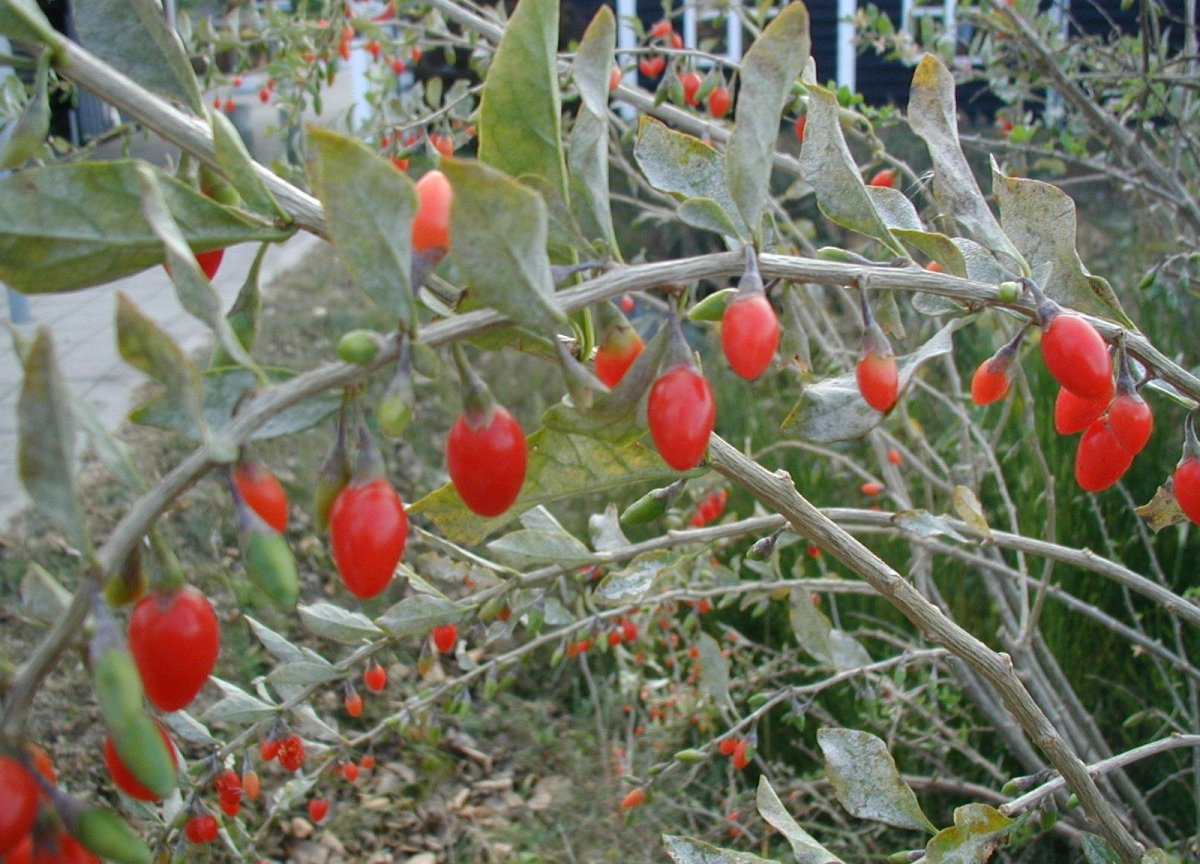
Lycium barbarum
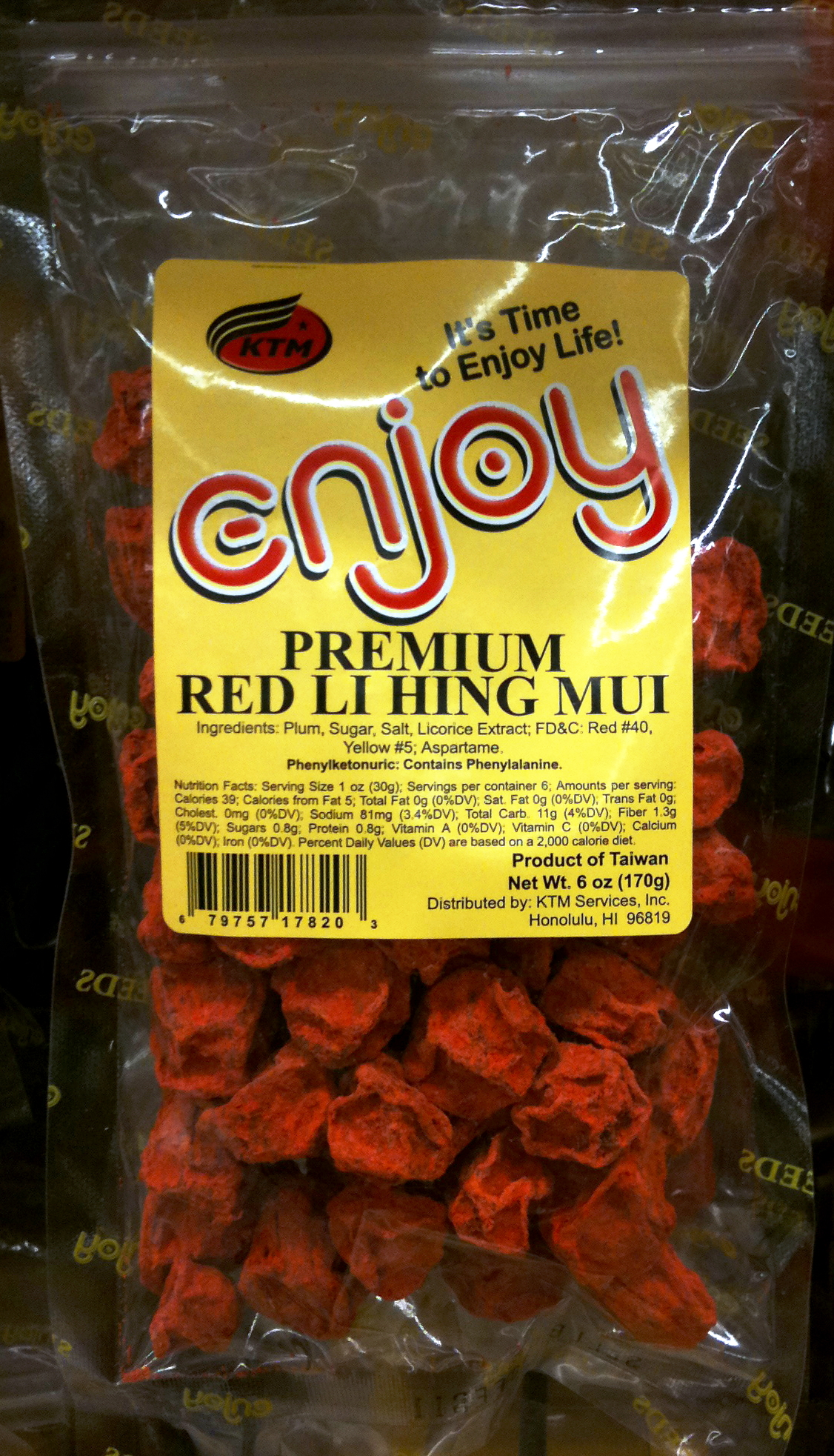
Rouge li hing mui vendu à Maui, Hawaii
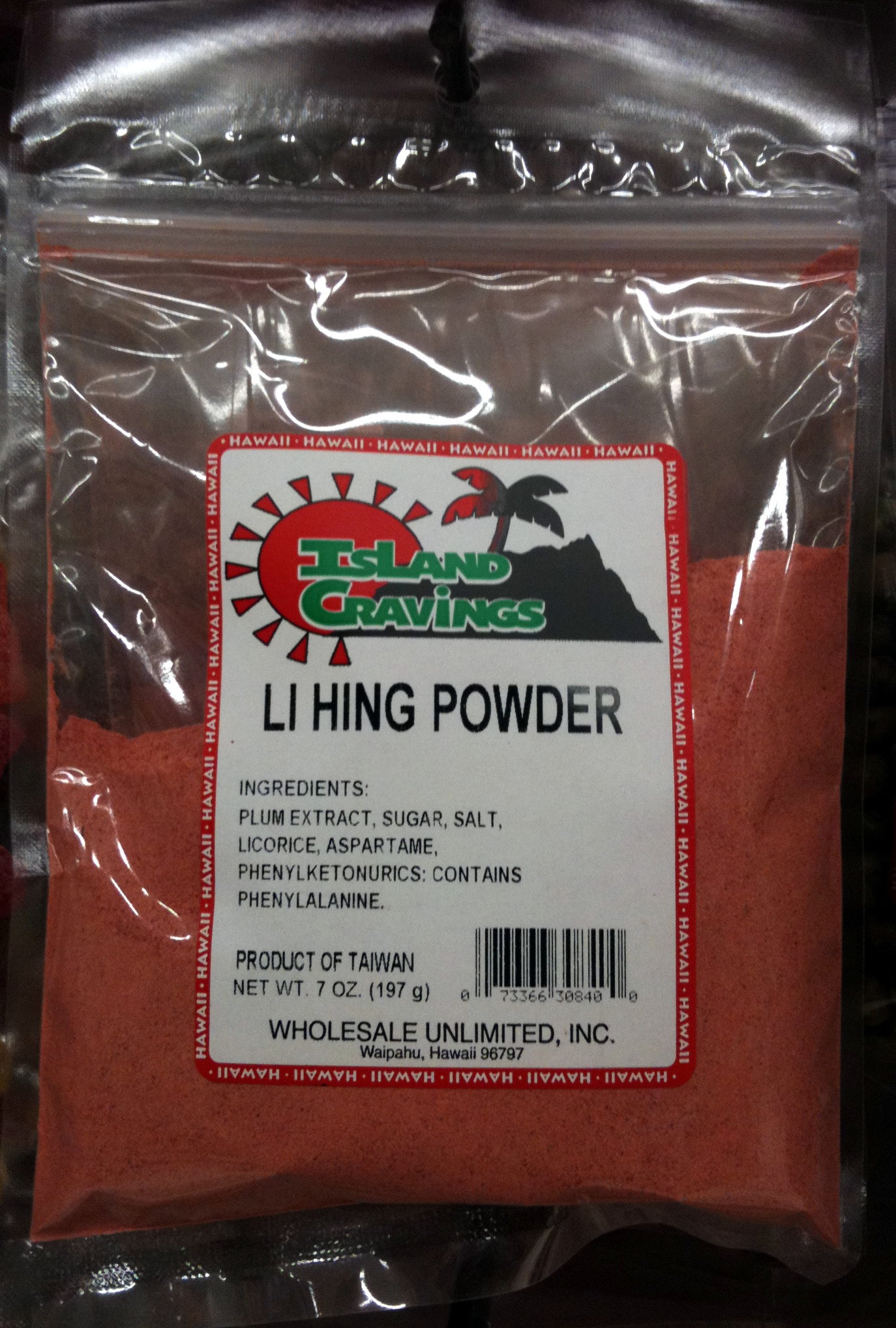
Poudre de li emballée trouvée à Hawaii

- Les mangues peuvent être séchées. Les Philippines produisent et exportent des mangues séchées. L'Inde produit couramment la mangue « amchur » ou sèche, entière ou en poudre, utilisée couramment dans les cornichons et le masala.

- Les noix sont classées comme un fruit. Dans un contexte culinaire, une grande variété de graines séchées sont souvent appelées noix, mais dans un contexte botanique, seuls ceux qui incluent le fruit indéhiscent sont considérés comme de véritables noix.

- Papaye
- Le poivre rose est une baie séchée de l’arbuste Schinus molle, plus connue sous le nom de peppertree du Pérou. En 1982, la Food and Drug Administration des États-Unis a interdit l'importation de grains de poivre brésiliens en provenance de France aux États-Unis, affirmant que les consommateurs de baies présentent un éventail de symptômes aigus, tels que paupières gonflées et indigestion. En réponse, le gouvernement français a affirmé que les baies pouvaient être consommées sans danger si elles étaient cultivées dans les conditions prescrites[2]. Les États-Unis ont par la suite levé l'interdiction.
- Les pruneaux sont des cultivars de prunes variés, principalement des Prunus domestica ou des prunes européennes, vendus comme fruits secs. Plus de 1000 cultivars de prunes sont cultivés pour le séchage.

- Les raisins secs sont produits dans de nombreuses régions du monde et peuvent être consommés crus ou utilisés dans des préparations culinaires.
- Un ristra est un arrangement de gousses de poivrons et ou piments au séchage utilisées pour les sécher et pour la décoration.

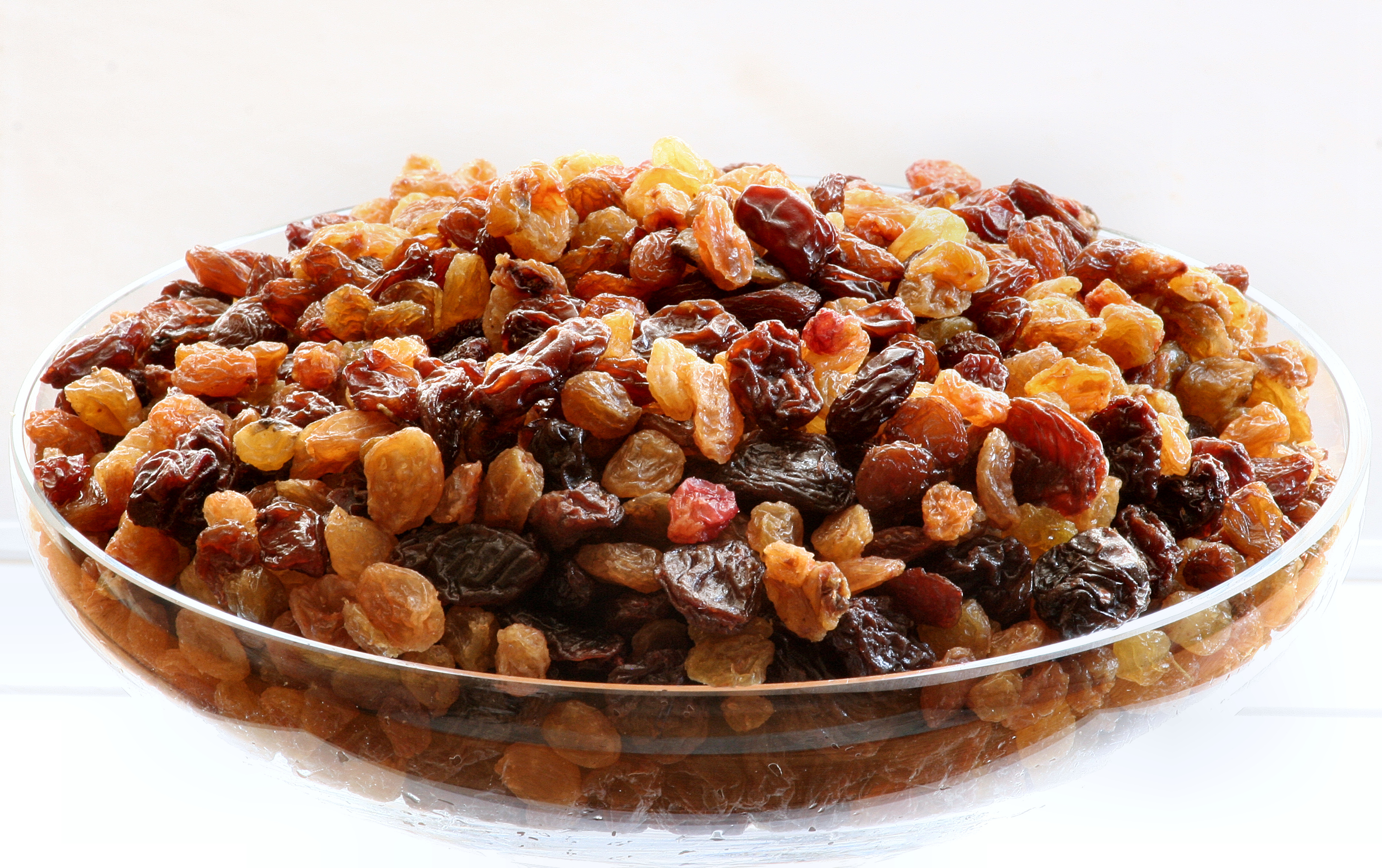
Une variété de raisins secs issues de différents types de raisins
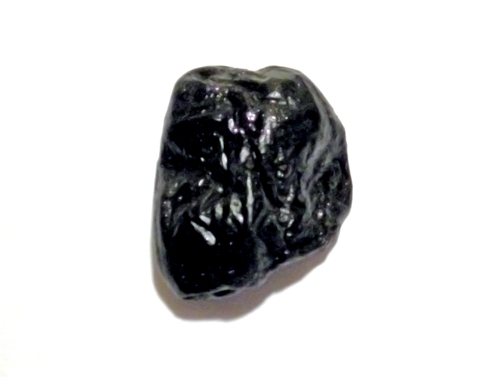
Un pruneau séché
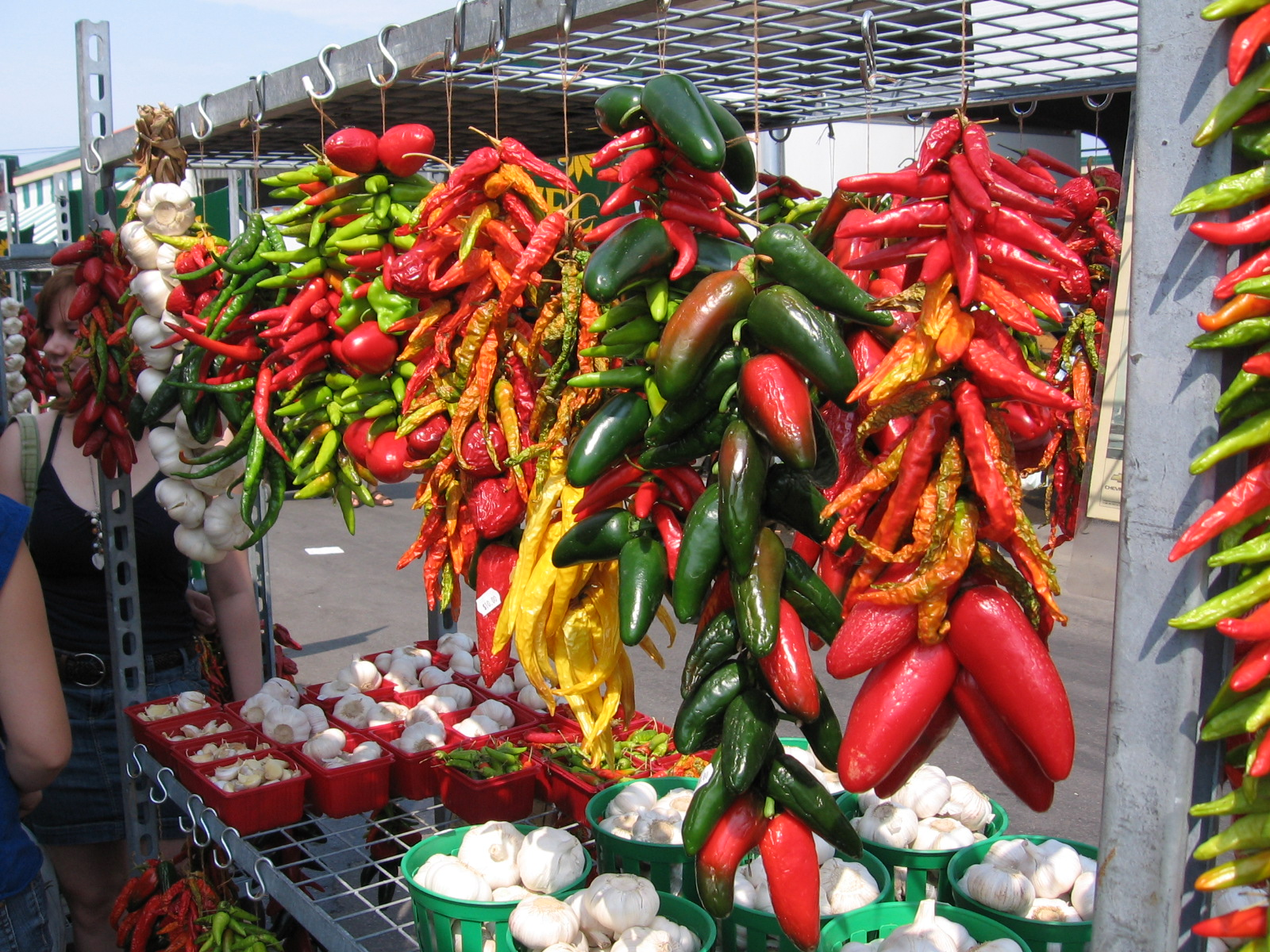
Ristras de jalapeños, autres piments chili et ail dans un marché de Montréal.
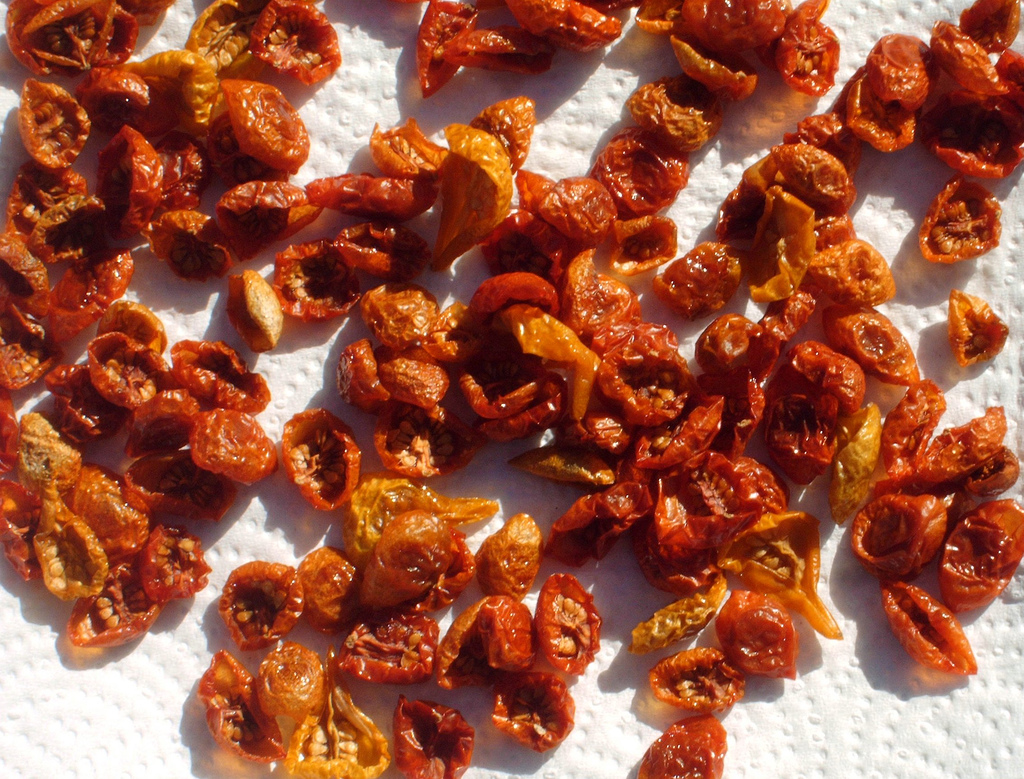
Tomates séchées

- Les saladitos sont des prunes séchées et salées, qui peuvent également être édulcorées avec du sucre et de l'anis ou enrobées de piment et de citron vert.

- Tomate séchée au soleil — ce sont des tomates mûres perdant une grande partie de leur teneur en eau après avoir été séchées au soleil. Ces tomates sont généralement traitées avec du dioxyde de soufre ou du sel avant d'être exposées au soleil afin d'améliorer leur qualité.

- L'airelle ou la baie de Goji (Lycium chinense) est l'une des deux espèces de buis à thé de la famille des solanacées dont le fruit est récolté, l'autre étant Lycium barbarum .

### Légumes séchés
Il existe de nombreux types de légumes séchés et déshydratés, tels que les pommes de terre, les haricots, les haricots mange-tout, les haricots de Lima, les légumes à feuilles, les carottes, le maïs et les oignons, l'ail, les échalotes.
- Le chuño est un produit lyophilisé à base de pomme de terre fabriqué traditionnellement par les communautés quechua et aymara de Bolivie et du Pérou. Il est répandu dans divers pays d'Amérique du Sud (en Argentine, en Bolivie, au Chili et au Pérou).

- Le daikon, coupé et séché, est appelé kiriboshi daikon, et est un des nombreux légumes séchés courants au Japon. Il faut un processus de réhydratation avant de le consommer ou le cuisiner.

- Les pommes de terre sous forme de purée instantanée sont des pommes de terre ayant subi un processus industriel de cuisson, de brassage et de déshydratation. Il s'agit d'un aliment pratique pouvant être reconstitué à la maison en ajoutant simplement de l'eau chaude et/ou du lait.

- Les chips de légumes ou de pommes de terre peuvent être préparées simplement par séchage ou par friture de légumes tranchés.

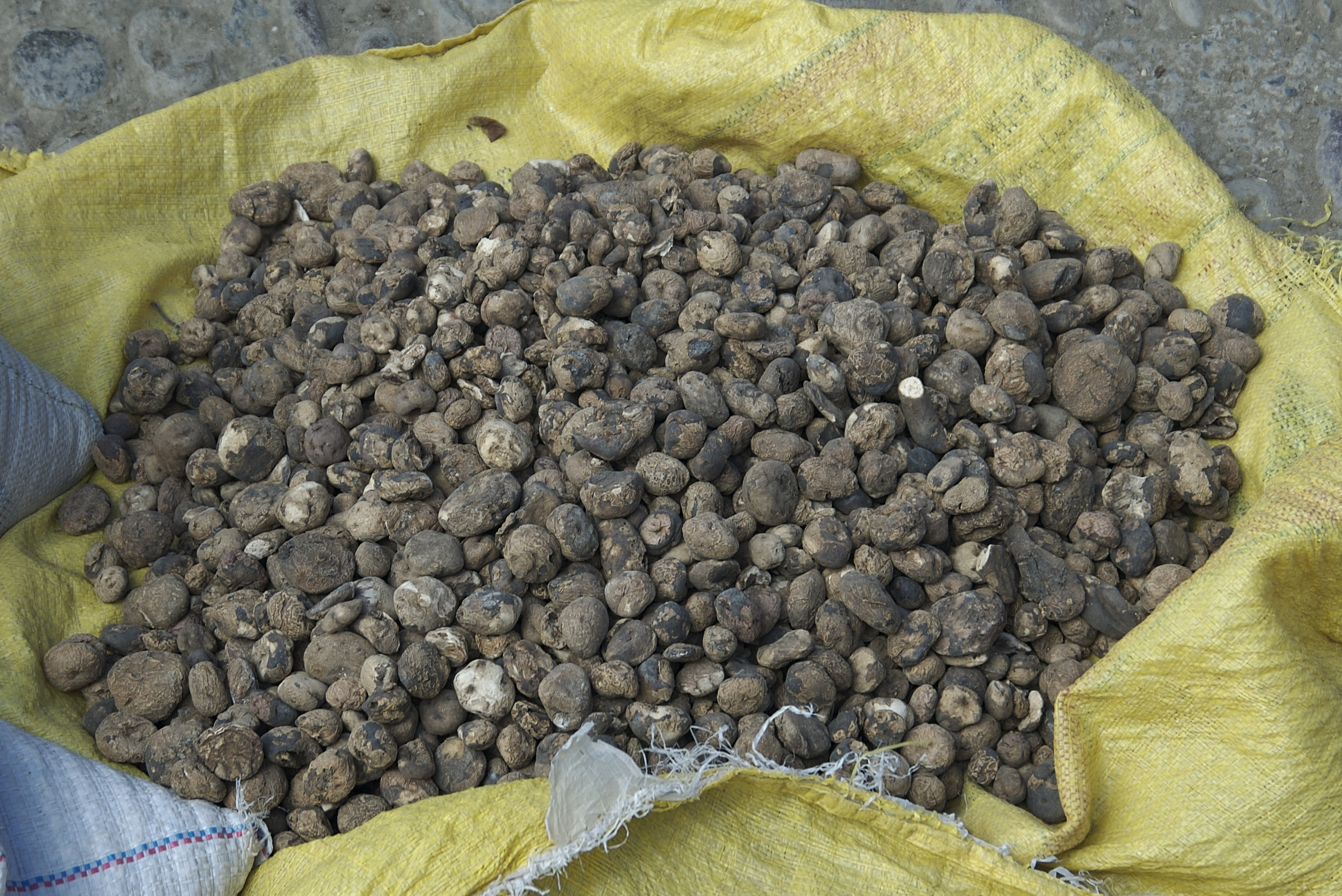
Chuño
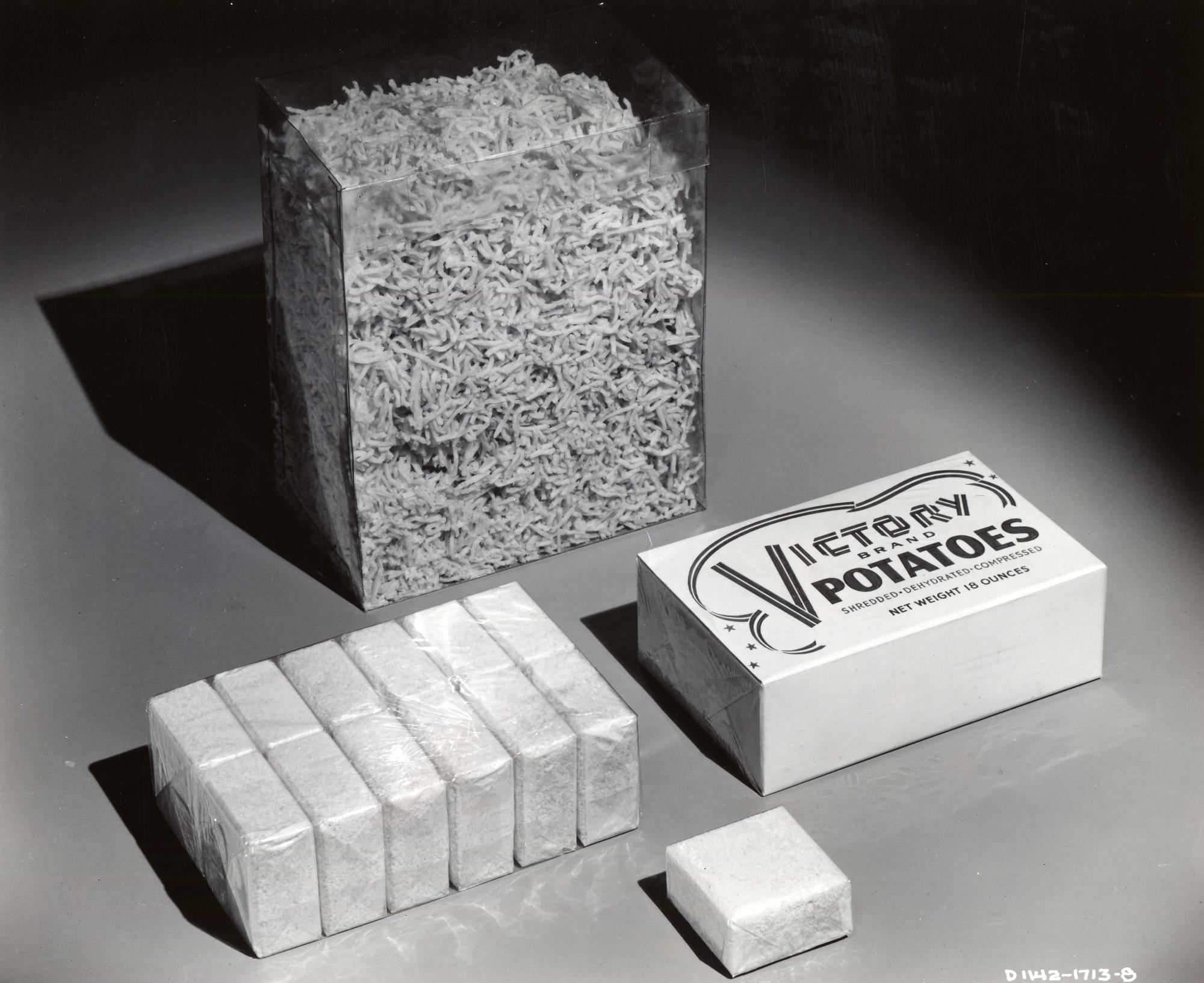
Pommes de terre râpées déshydratées
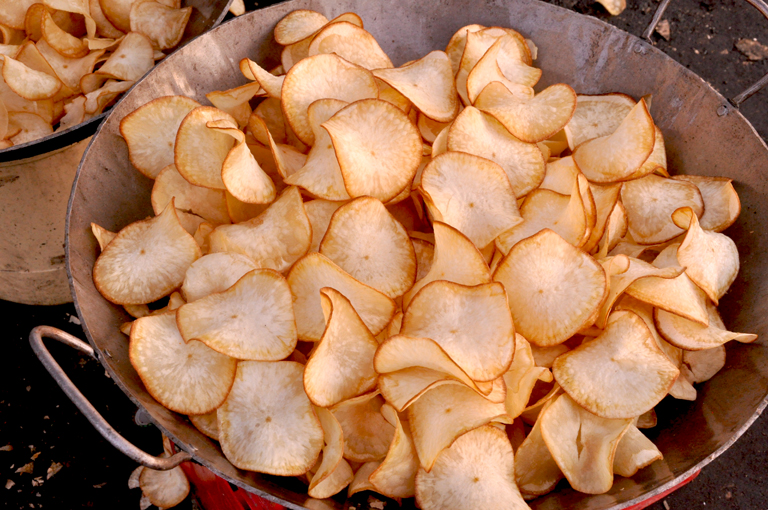
Chips de manioc frits

### Graines, céréales et légumineuses
- Haricots est un nom commun pour les grandes graines de plantes utilisées pour l'alimentation humaine ou animale de plusieurs genres de la famille Fabaceae (alternativement Leguminosae). Le terme est parfois utilisé comme synonyme de légumineuse, bien que le terme légumineuses soit généralement réservé aux légumineuses récoltées pour leur grain sec. Les haricots secs comprennent les haricots rouges, les haricots noirs, les haricots Pinto, les haricots blancs et plusieurs autres.

- Les céréales comprennent le blé, le maïs, le soja, le riz et d'autres céréales telles que le sorgho, les graines de tournesol, le colza / canola, l'orge, l'avoine, l'épeautre, etc., sont séchées dans des séchoirs à céréales[3]. Dans les principaux pays agricoles, le séchage comprend la réduction de l'humidité d'environ 17-30% à 8-15%, selon le grain. La teneur en humidité finale pour le séchage doit être suffisante pour le stockage. Les autres céréales comprennent les lentilles, le riz sauvage, les pois chiches et le mil. Ils peuvent qe présenter sous forme soufflé (riz : Rice Krispies)...

- Certaines variétés de maïs sont séchées pour produire du pop-corn. Les grains de maïs soufflé à haute teneur en humidité apparaîtront lorsqu'ils seront fraîchement récoltés, mais ne seront pas bien, et seront également sensibles aux moisissures lors de leur stockage. Ainsi, les producteurs et les distributeurs de maïs soufflé sèchent les grains jusqu'à ce qu'ils atteignent le niveau d'humidité auquel ils se dilatent le plus lorsqu'ils sont cuits.

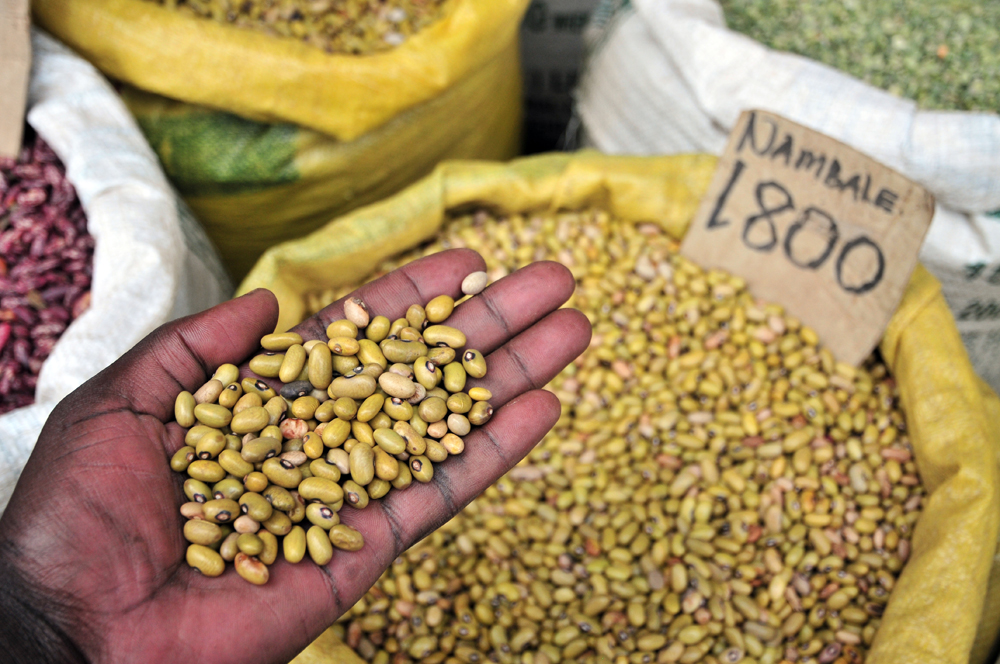
Haricots sur un marché
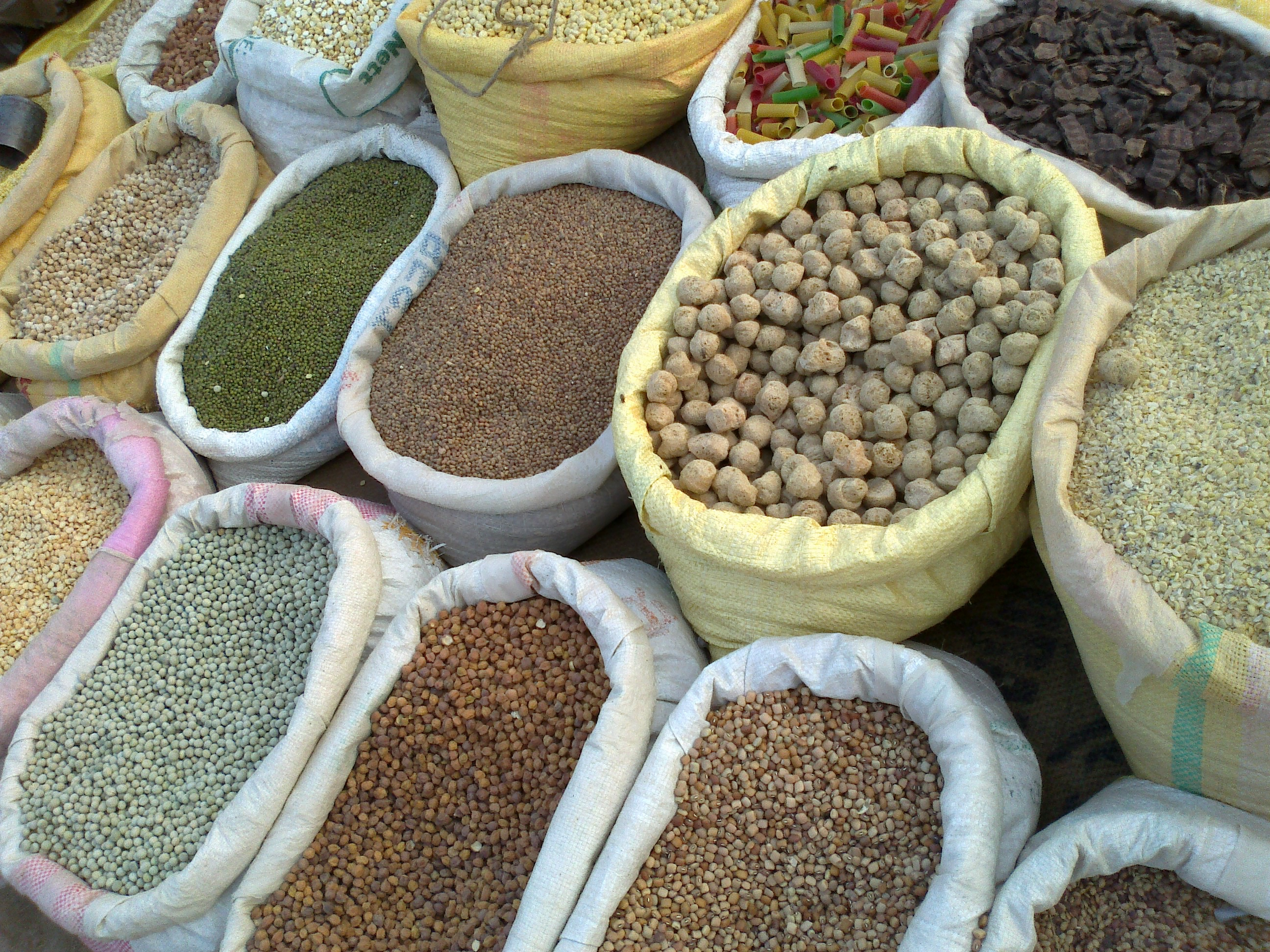
Grains sur un marché
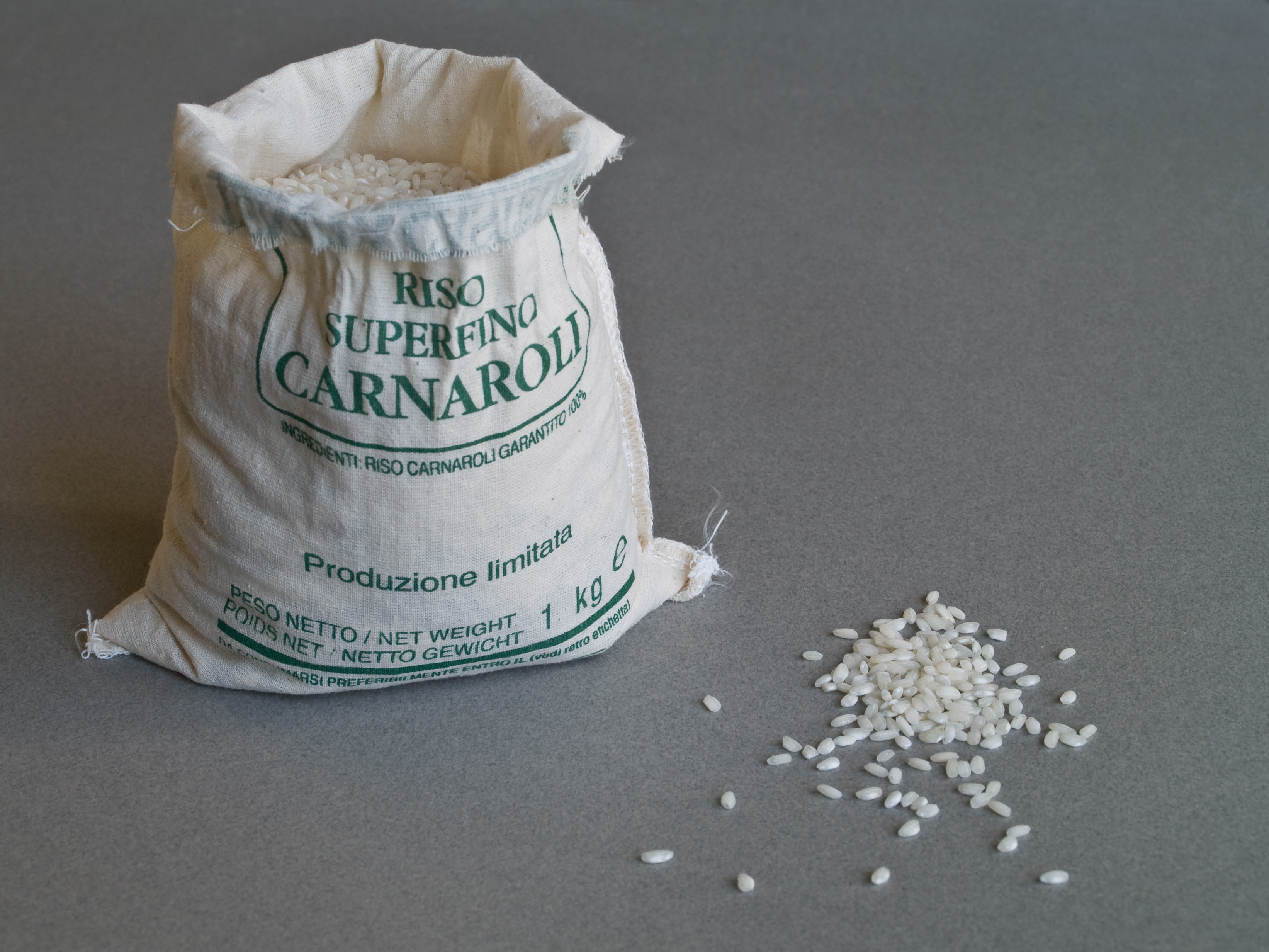
Carnaroli, une variété de riz italien
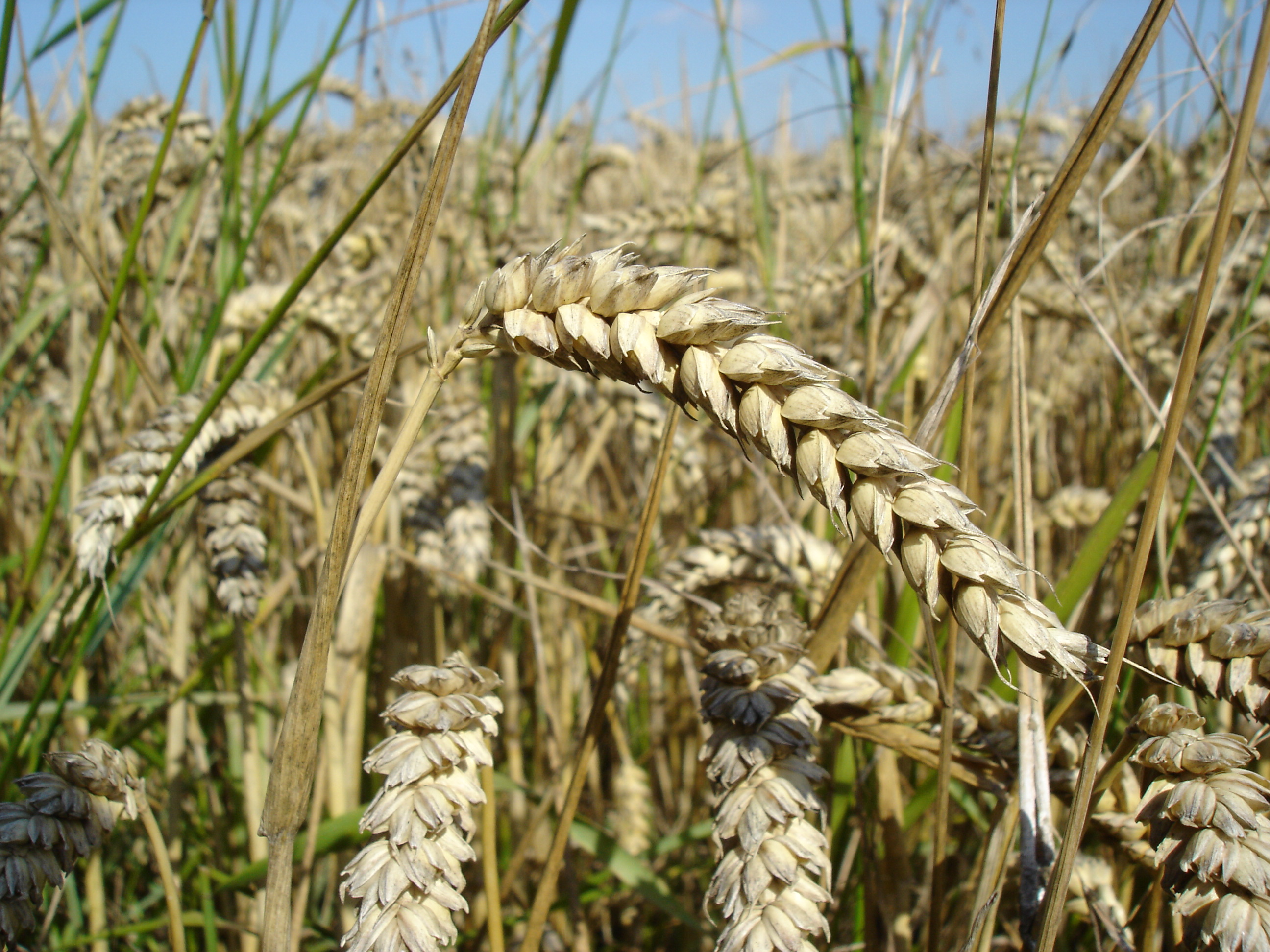
Blé
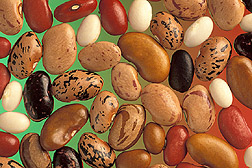
Haricots secs

- Les nouilles instantanées sont séchées. Elles sont généralement vendues accompagnées de petits sachets de poudre d'arômes et/ou d'huile en guise d'assaisonnement.

- La farine d'avoine instantanée est cuite, séchée et reconstituée avec de l'eau chaude. Elle peut se présenter sous forme de flocons (céréales petit-déjeuner) ou en poudre (bouillie nourrisson).

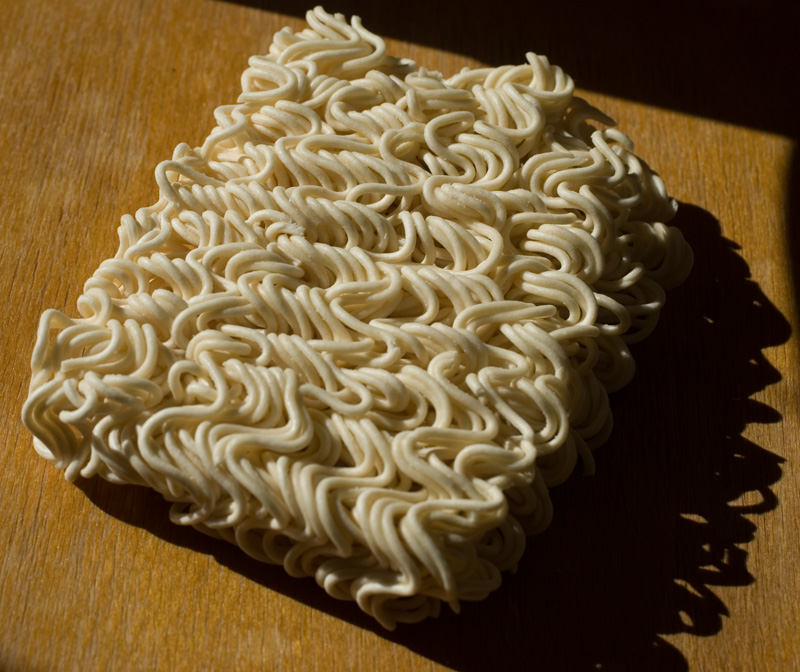
Ramen instantané
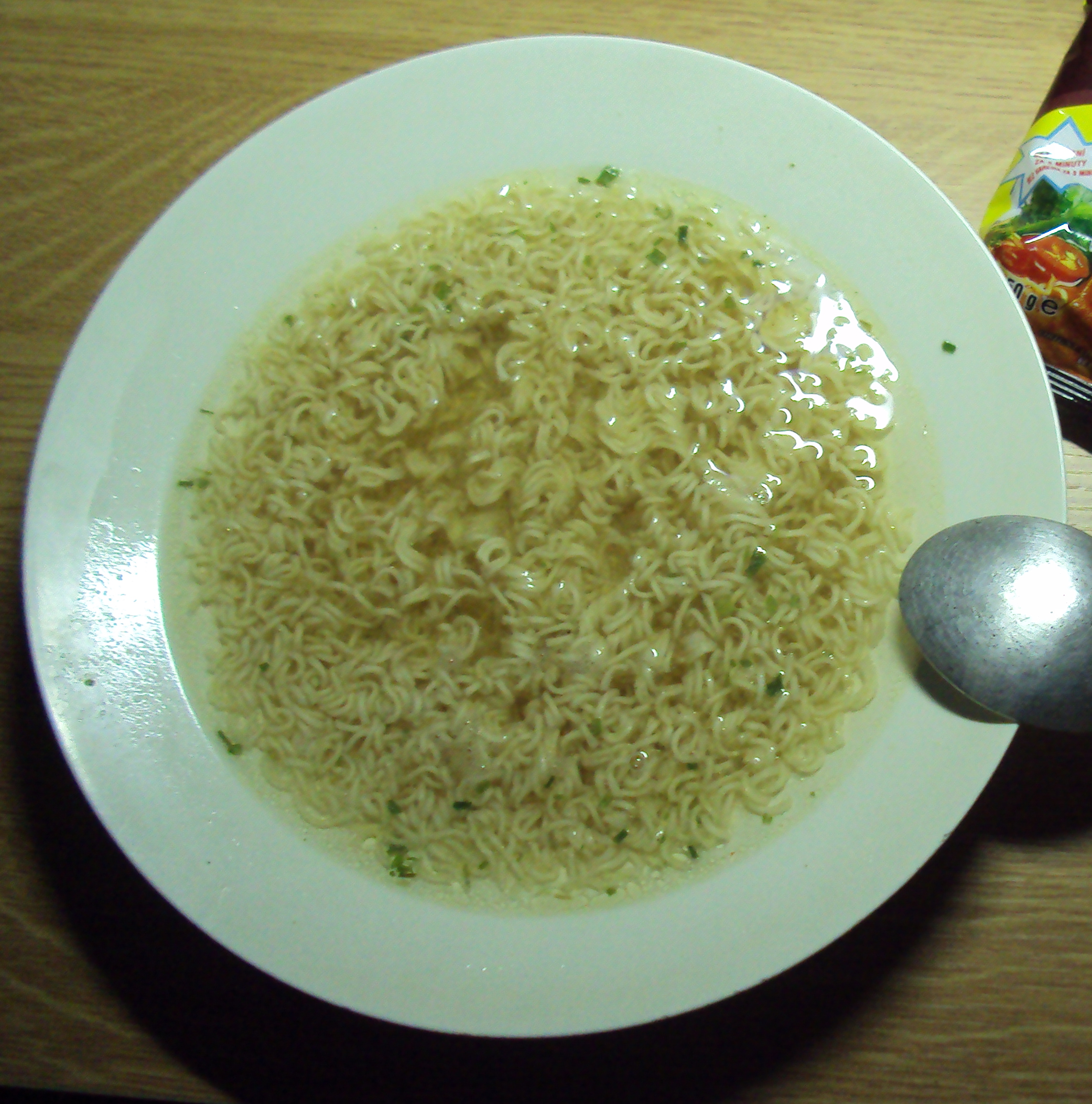
Nouilles instantanées reconstituées
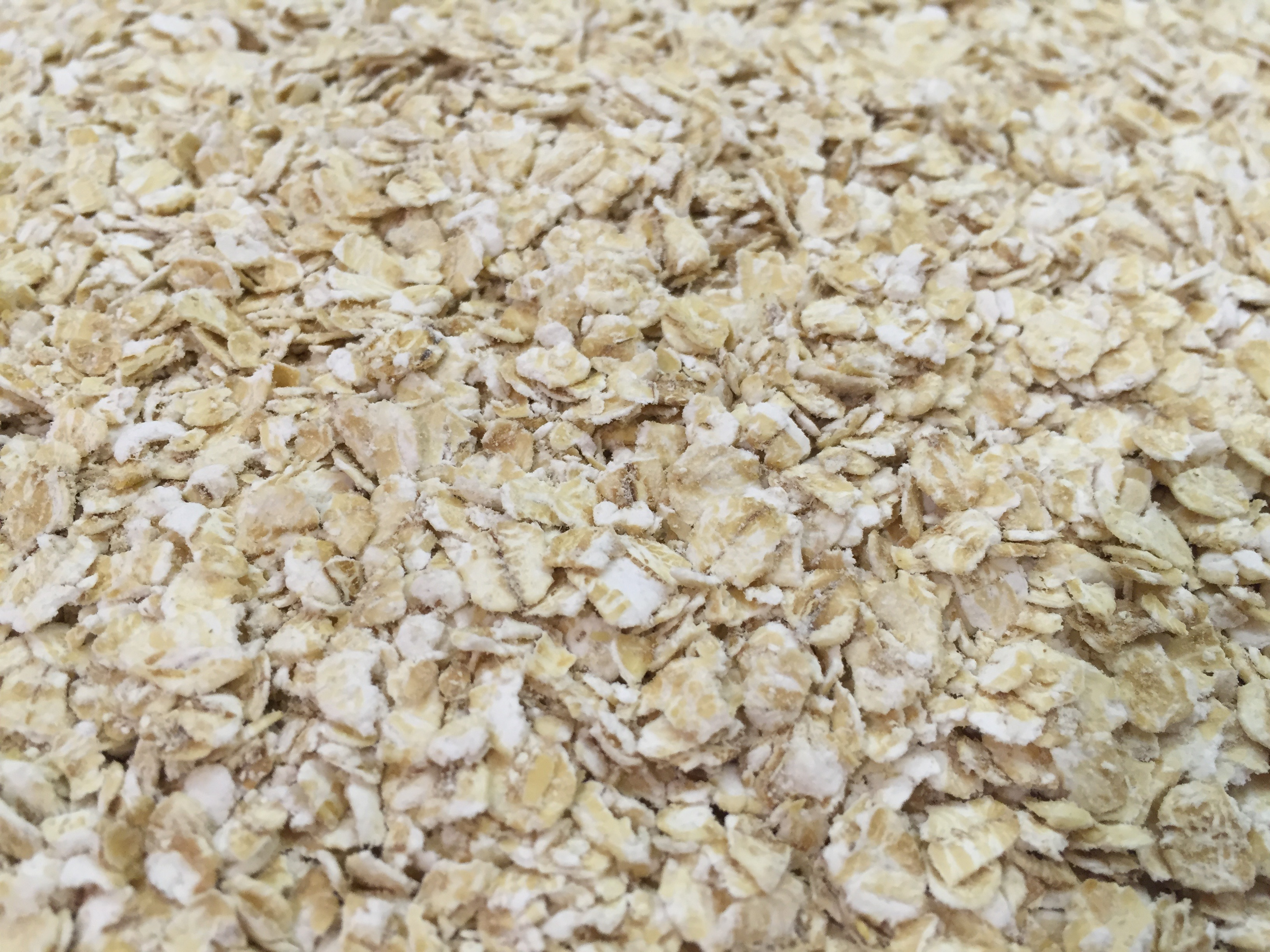
Flocons d'avoines instantanés

• Les Krupuk sont fabriqués en mixant des crevettes (par exemple) avec de la farine de tapioca et de l'eau pour en faire des boules qui sont ensuite cuites à la vapeur, puis débitées en des tranches qui sont mises à sécher.

## Champignons
- La levure de boulanger vendue en sachet.
- Champignons séchés — typiquement préparé par séchage au soleil, séchage à l'air chaud ou lyophilisation. Certains types de champignons séchés sont les shiitakes, la paille et les morilles, les cèpes, les girolles.
- Extrait de champignons — un extrait concentré en pâte, à base de champignons comestibles séchés. L'extrait de champignon est utilisé pour ajouter de la saveur aux soupes, aux sauces, à la sauce soja et à d'autres aliments.

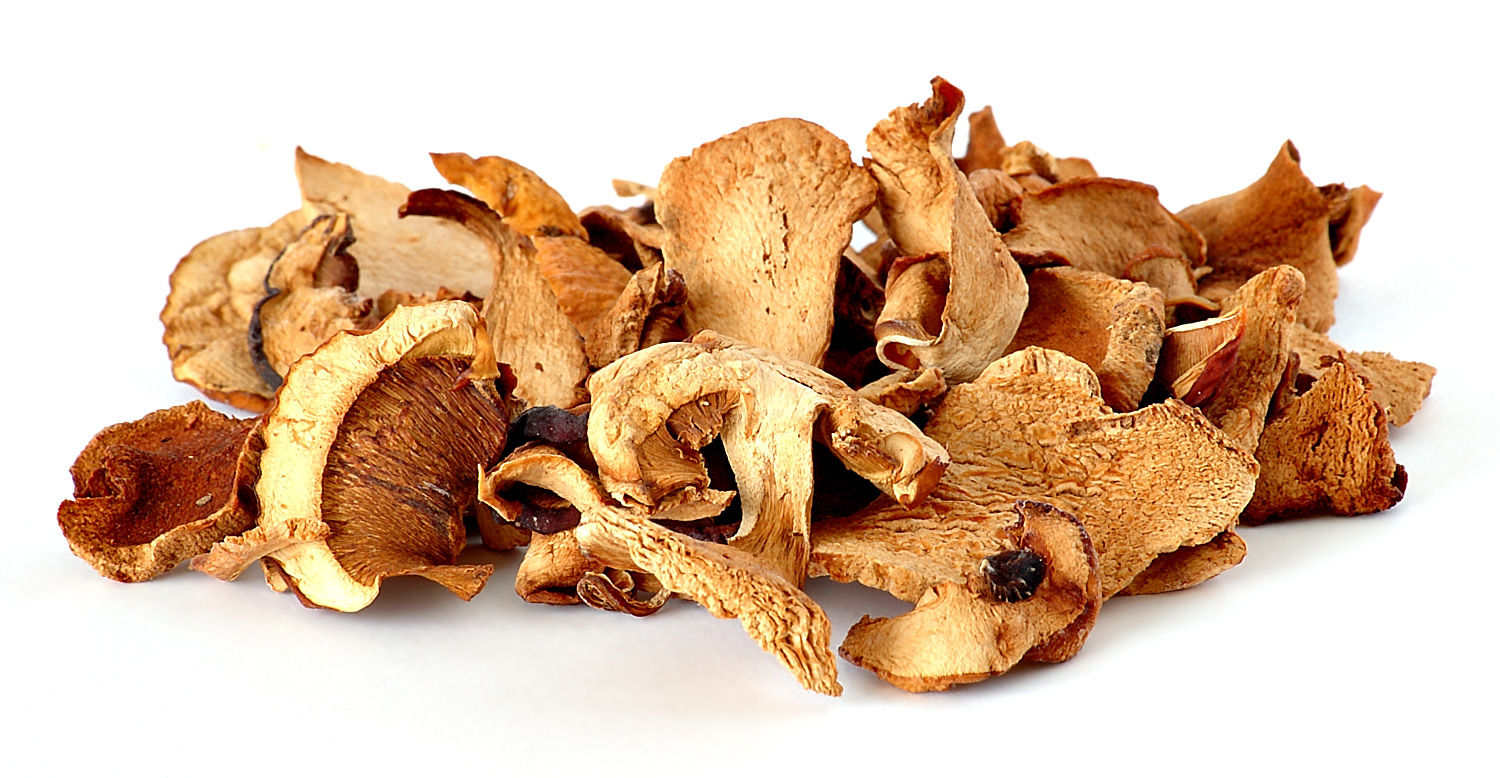
Champignons séchés

## Aliments d'origine animale

### Œufs
- Les œufs en poudre sont un exemple d'ovoproduit : des œufs entièrement déshydratés et fabriqués en utilisant le séchage par pulvérisation, de la même manière que pour le lait en poudre. Les œufs en poudre ont une durée de conservation de 5 à 10 ans lorsqu'ils sont stockés sans oxygène dans un environnement frais.
- Les œufs lyophilisés sont un autre produit à base d'œuf séché, pouvant être conservés jusqu'à 25 ans.

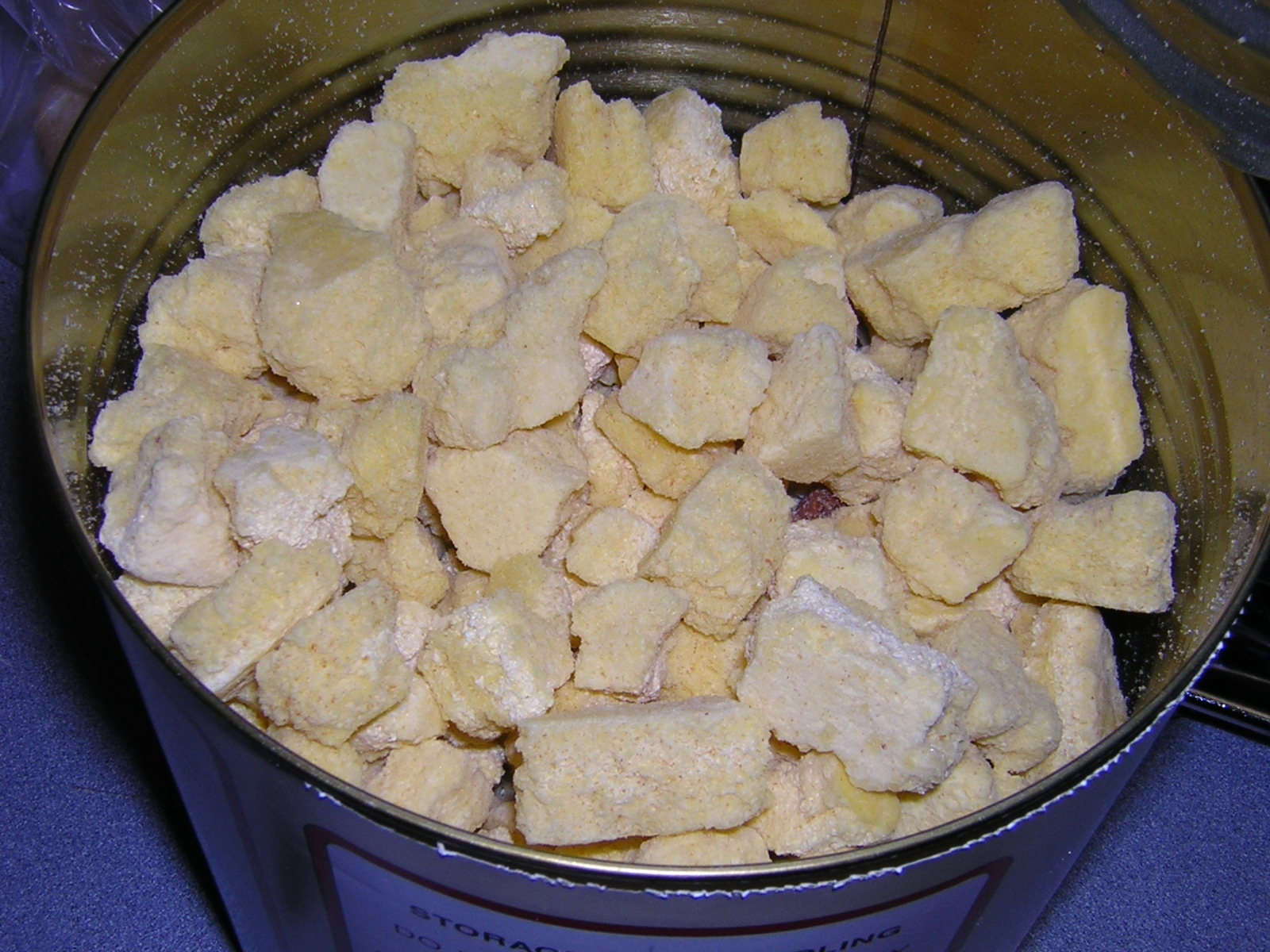
Les œufs lyophilisés peuvent rester stables jusqu'à 25 ans.

### Poisson séché et fruits de mer
Le séchage du poisson est une méthode de conservation des aliments qui consiste à éliminer l’ eau du poisson, ce qui inhibe la croissance des micro - organismes. Le séchage à l'air libre utilisant le soleil et le vent est pratiqué depuis l'Antiquité pour conserver les aliments. Les poissons sont également conservés par des méthodes traditionnelles telles que le fumage et le salage.
- Les méduses comestibles sont souvent salées, créant ainsi un produit fini séché.
- Bacalhau — le mot portugais pour la morue et, dans un contexte culinaire, la morue séchée et salée . Les plats de bacalhau sont courants au Portugal, au Brésil et en Galice, dans le nord-ouest de l'Espagne et, dans une moindre mesure, dans les anciennes colonies portugaises telles que l'Angola, Macao et Goa au Brésil.
- Balyk — parties molles de poisson salées et séchées, provenant généralement de grandes espèces de grande valeur: l'esturgeon ou le saumon.
- Bokkoms — rougets entiers salés et séchés consommés en Afrique du Sud.
- Boknafisk — une variante du stockfish et est du poisson non salé partiellement séché par le soleil et le vent sur des flocons en train de sécher ('hjell') ou sur un mur. Boknafisk est principalement associé au nord de la Norvège, mais il est consommé sur toute la côte norvégienne jusqu'à Bergen.
- Budu — une sauce préparée traditionnellement en mélangeant de l'anchois et du sel puis en laissant fermenter de 140 à 200 jours.

- Palourdes séchées
- Conpoy - un type de produit de fruits de mer séché fabriqué à partir du muscle adducteur des pétoncles[5].
- Craster Kipper — harengs séchés originaires de la ville de Craster située dans le Northumberland.

- Daing - également connu sous le nom de Tuyô, ou Bilad, fait référence au poisson séché des Philippines, une variante de ce type appelée labtingaw utilise moins de sel et est séchée pendant une période beaucoup plus courte (seulement quelques heures). Le résultat est encore légèrement humide et plus charnu que la variante entièrement séchée.

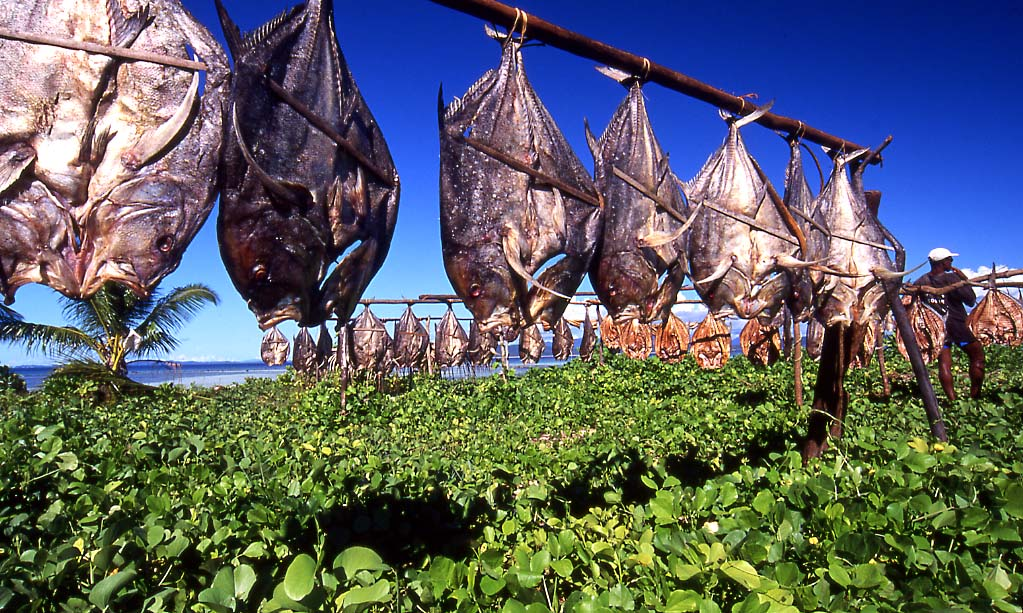
Poisson plat séchant au soleil à Madagascar
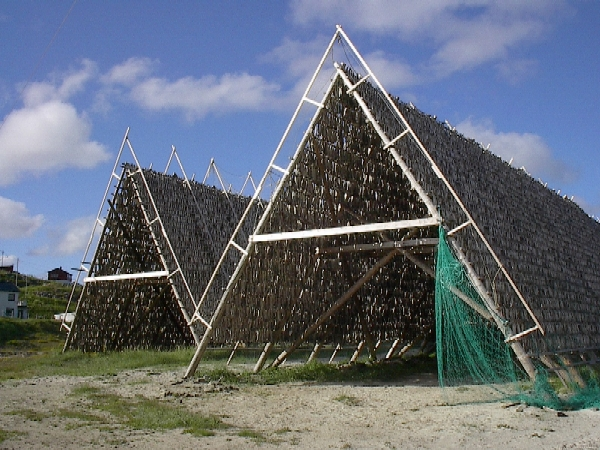
Boknafisk séchant sur des hjells en Norvège
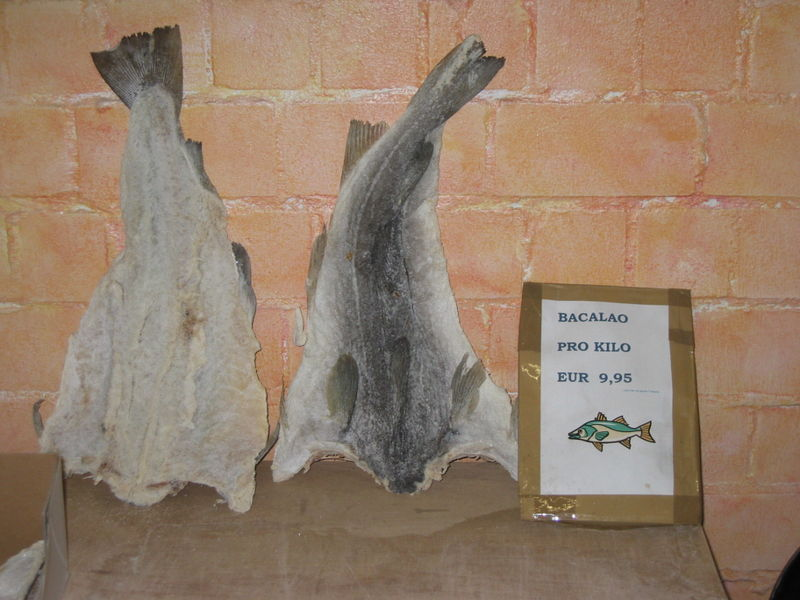
Morue salée et séchée, produite en Norvège
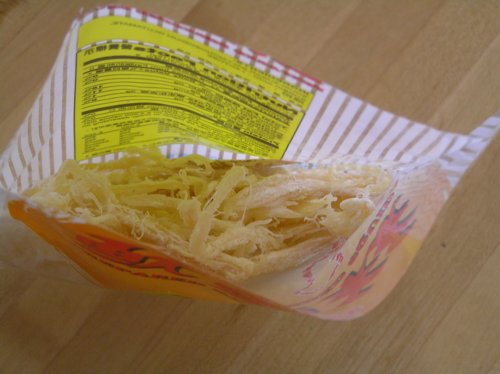
Calmars séchés râpés préparés
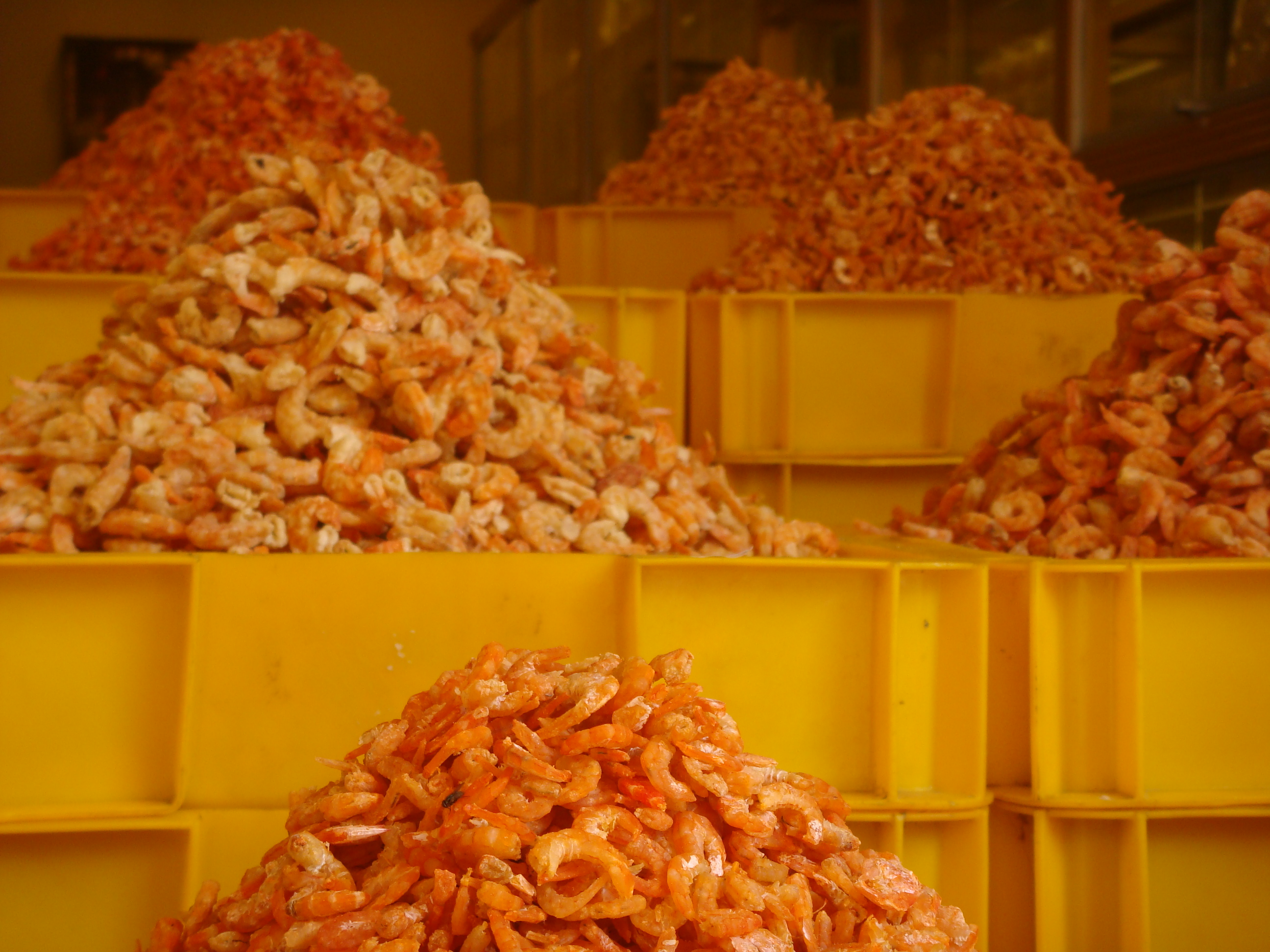
Crevettes séchées à vendre près du marché de Bến Thành, Saigon
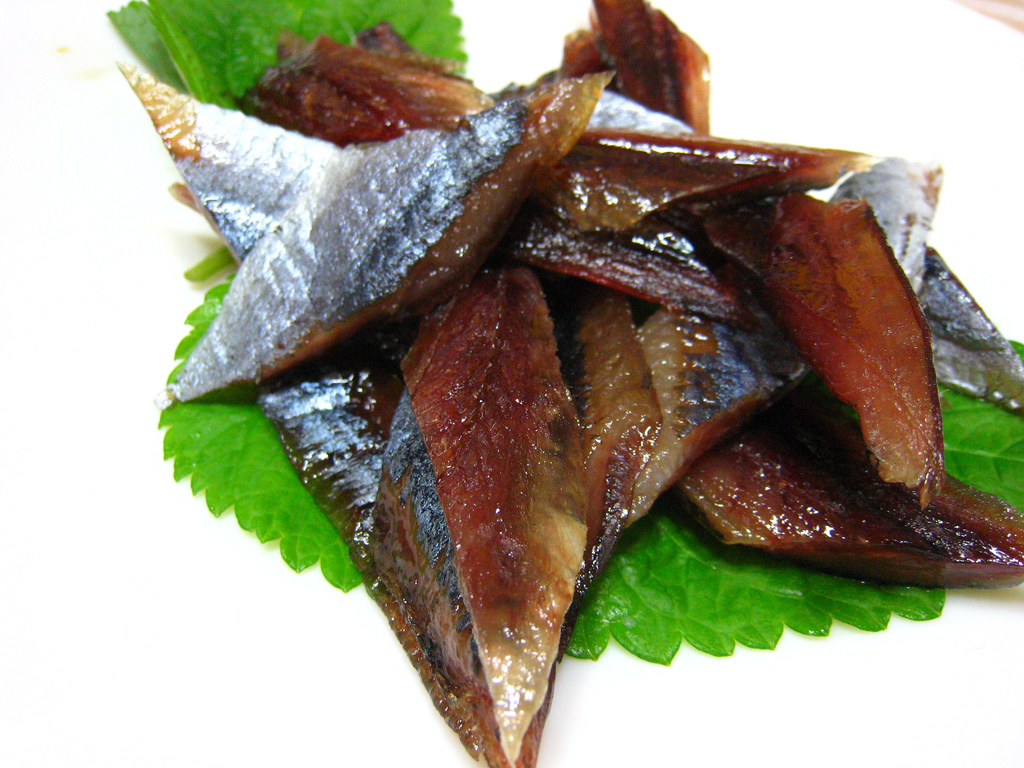
Gwamegi

- Fesikh — Un plat de poisson égyptien traditionnel composé de mulets gris salés et séchés fermentés, de la famille des mugils, un poisson d'eau salée vivant dans la mer Méditerranée et la mer Rouge.

- Gwamegi — un hareng du Pacifique demi-séché ou du saury fait pendant l'hiver. Il est principalement consommé dans les régions de la province du Gyeongsang du Nord, telles que Pohang, Uljin et Yeongdeok, où une grande quantité de poisson est pêchée.

- Juipo - un poisson séché coréen traditionnel, vendu comme snack dans la rue. Fabriqué à partir du limon, il est séché, aplati et assaisonné et possède une saveur douce et subtile.

- Katsuobushi — le nom japonais pour le thon listao (Katsuwonus pelamis) séché, fermenté et fumé.
- Keumamah, poisson séché Acehnais traditionnel[6].
- Kipper — un hareng entier, un petit poisson gras[7] qui a été divisé en papillon le long de la crête dorsale, éviscéré, salé ou mariné et fumé à froid sur des copeaux de bois en combustion (généralement du chêne).
- Kusaya — un poisson salé séché et un poisson fermenté produit dans l'archipel d'Izu. Bien que l'odeur de kusaya soit forte, son goût est assez moelleux.

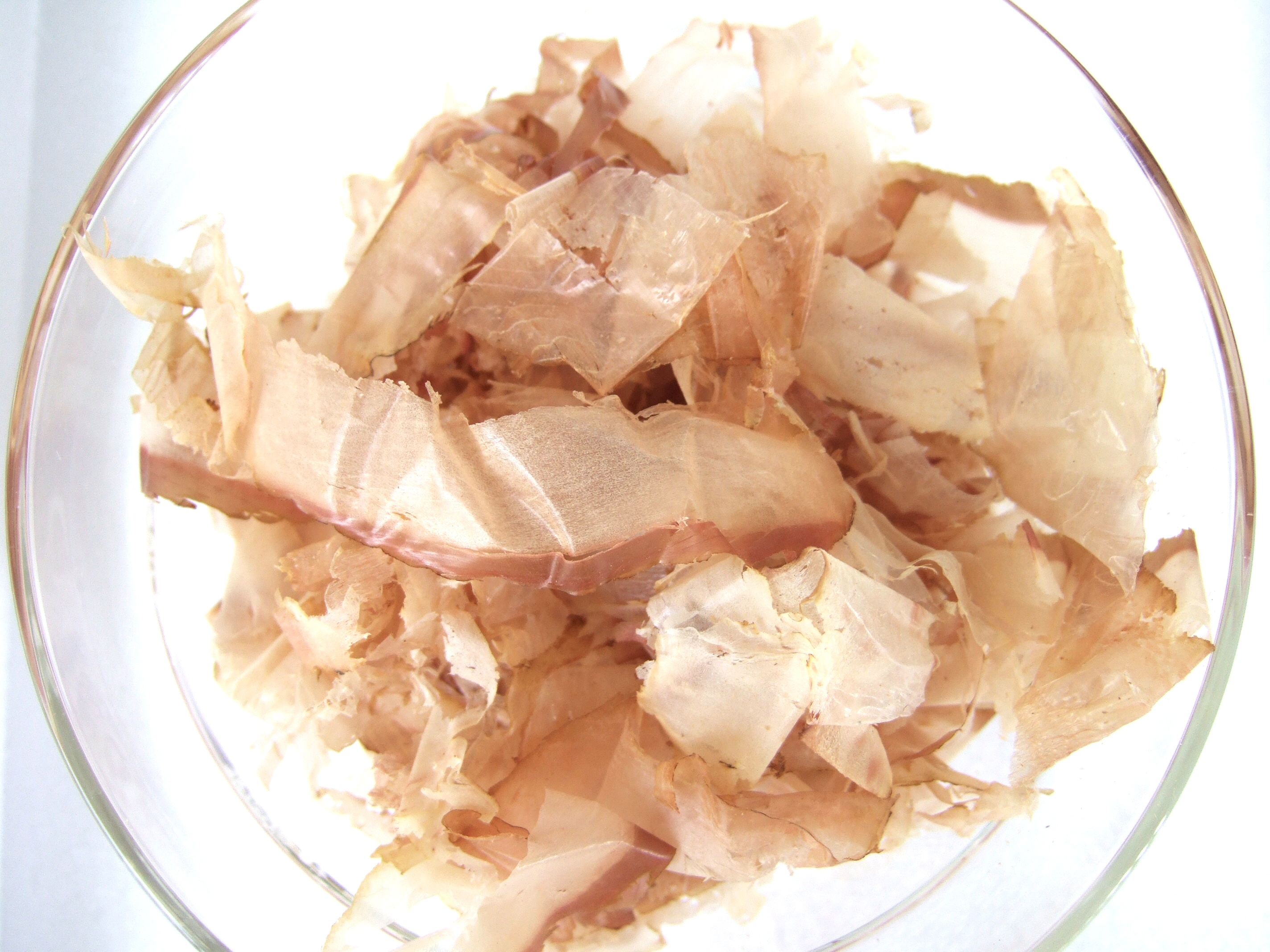
Copeaux de katsuobushi dans un paquet
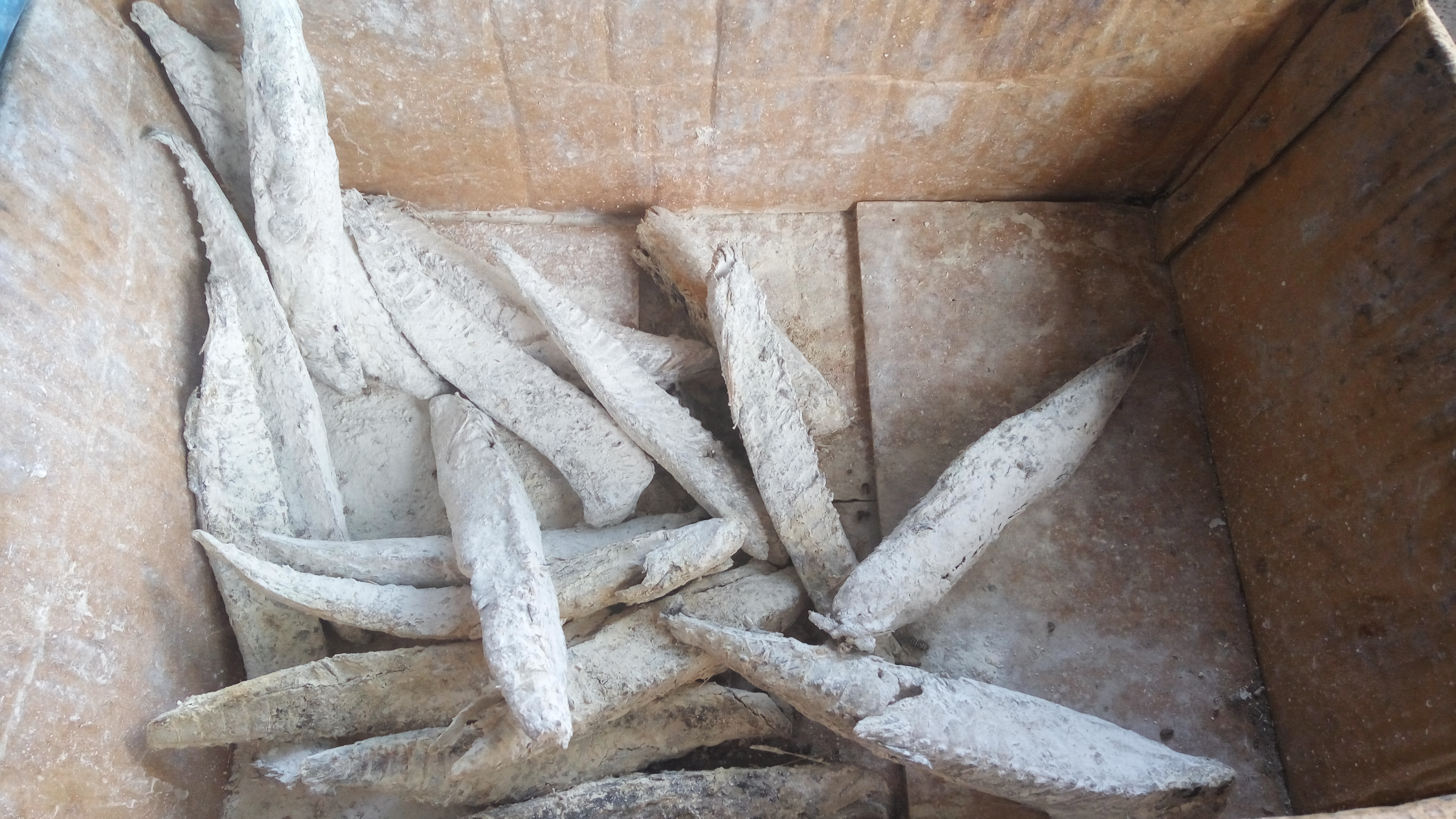
Keumamah
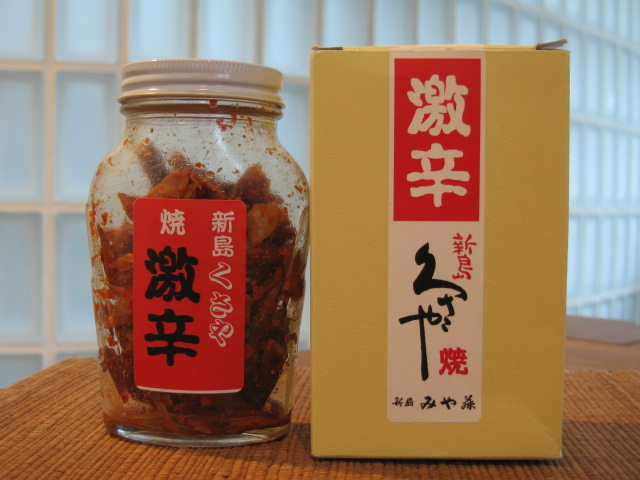
Kusaya en bouteille de Niijima

- Le maquereau est séché en Grèce, en Turquie et à Chypre et est appelé "çiroz" en Turquie.
- Poisson Maldives — thon séché produit traditionnellement aux Maldives. C'est un aliment de base de la cuisine maldivienne, ainsi que de la cuisine sri-lankaise. Dans le passé, c'était l'une des principales exportations des Maldives vers le Sri Lanka.
- Mojama — un mets espagnol consistant en des filets salés de thon, faits en utilisant les reins du thon.

- Poulpe — peut être séché pour le préserver

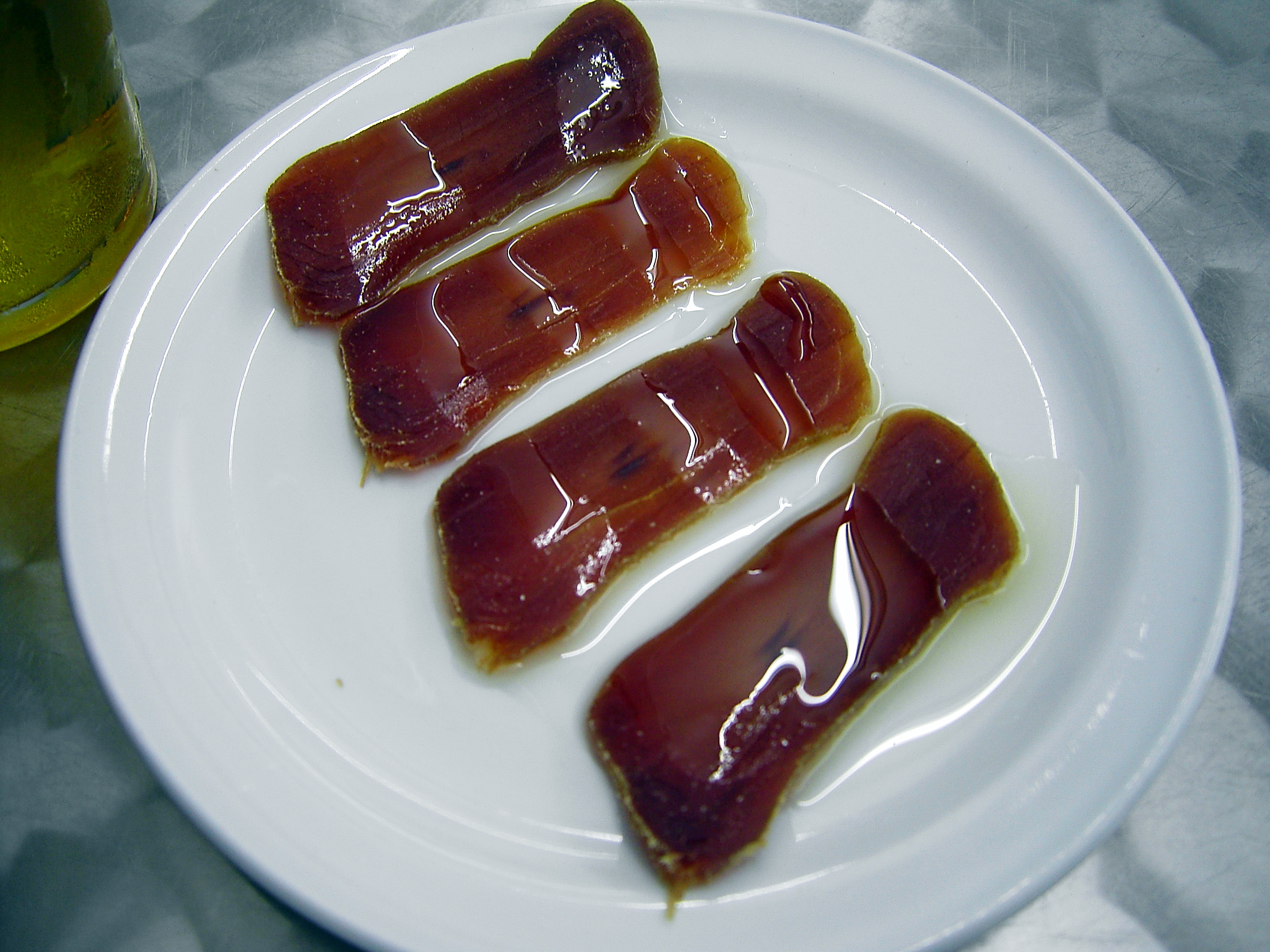
Mojama
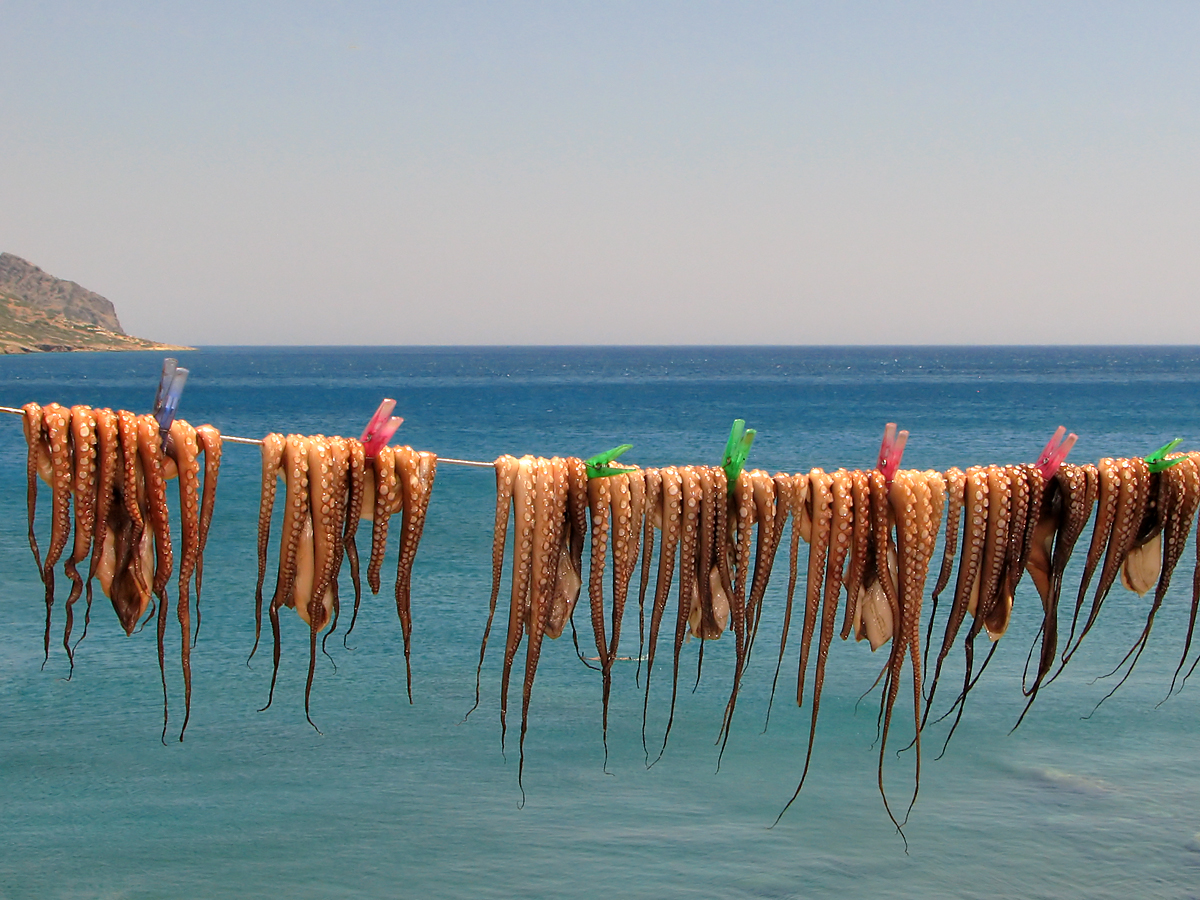
Pieuvre séchée au soleil en Grèce
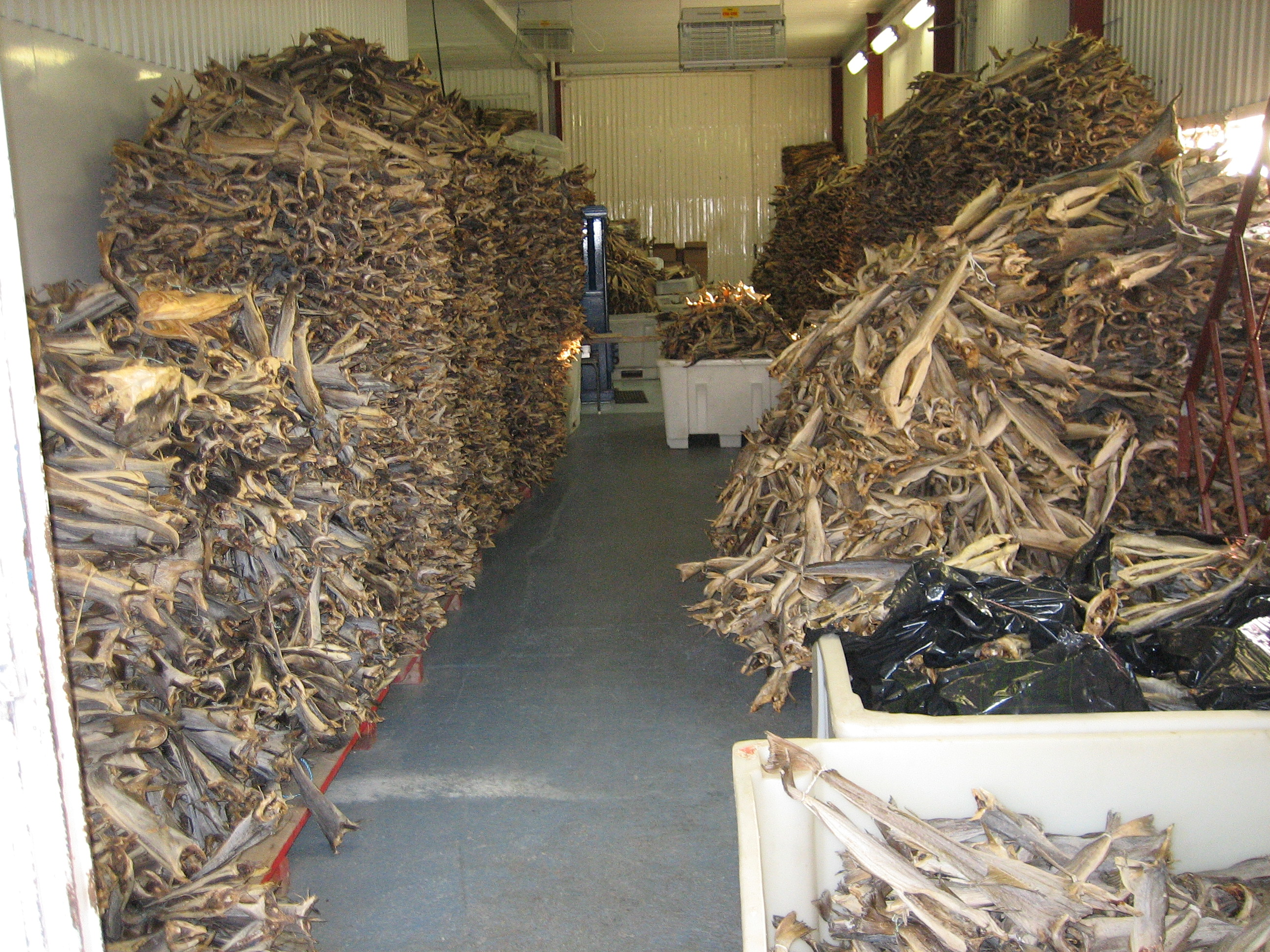
Un entrepôt de stockfish dans le village de Forsøl en Norvège
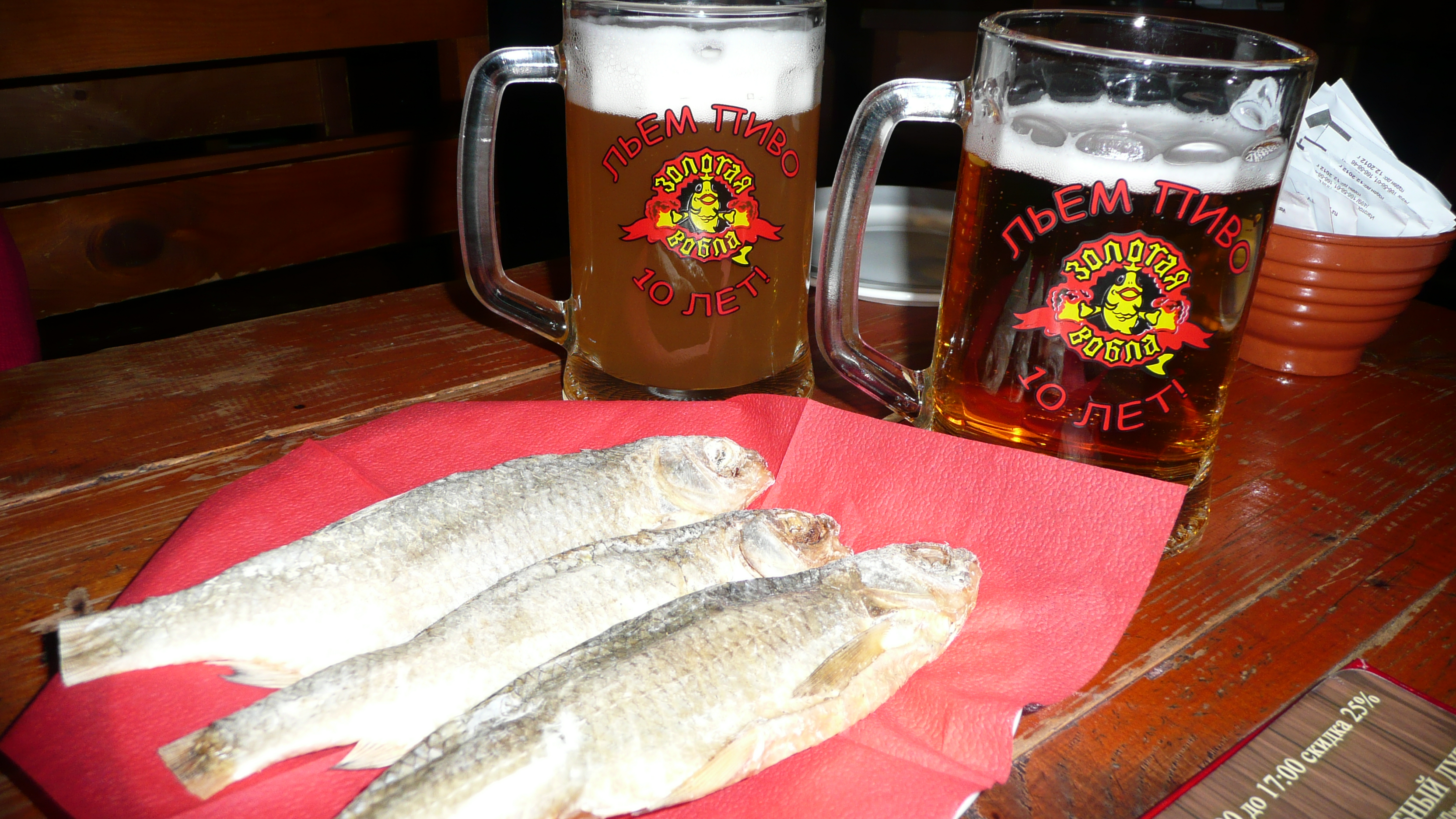
Vobla séchée au sel, servie avec de la bière

- Piracuí — connu dans la région amazonienne brésilienne sous le nom de "farinha de peixe" (farine de poisson), il est traditionnellement fabriqué à partir de poisson salé séché, broyé ou déchiqueté.

- Sanyaa — un type de poisson séché préparé par les Newars.
- Crevettes séchées — crevettes séchées au soleil et rétrécies . Elles sont souvent utilisées dans les cuisines asiatiques.
- Shũṭki (শুঁটকি) ou Shũṭki machh (মাছ) — poisson ou crevette séché au soleil tel que préparé dans la cuisine bangladaise.
- Calmar séché déchiqueté — fruits de mer séchés et assaisonnés, à base calmar ou de seiche, que l'on trouve couramment dans les pays côtiers asiatiques, la Russie et Hawaii.
- Stockfisch — poisson non salé, en particulier la morue, séché par l'air froid et le vent sur des étagères en bois sur l'estran, appelées "hjell".

- Tatami Iwashi — Un produit alimentaire transformé japonais fabriqué à partir de sardines ou de shirasu, disposé et séché tout en étant enlacé en une seule couche.

- Vobla — Le vobla séché au sel est un repas ou une collation russe se mêlant bien avec la bière. Il est populaire dans de nombreux ménages russes et dans les brasseries et pubs.

### Viande séchée
La viande séchée est présente dans de nombreuses cuisines du monde :
- Apohtin : un aliment séché traditionnel chypriote à base de viande de chèvre salée.

- Bacon : certaines formes de bacon sont séchées, comme le bacon lyophilisé.
- Bakkwa : un produit chinois à base de viande séchée sucrée-salée semblable au jerky.
- Jambon de Bayonne : jambon salé séché à l'air qui tire son nom de l'ancienne ville portuaire de Bayonne, située dans l'extrême sud-ouest de la France, située à la fois dans les régions culturelles du Pays basque et de la Gascogne. C'est une viande légèrement sucrée et délicatement parfumée avec un peu de sel au goût.
- Biltong : préparation originaire d'Afrique du Sud. Divers types de viandes sont utilisés : bœuf, gibier ou encore viande d'autruche. Il est généralement fabriqué à partir de filets de viande crus.
- Jambon Forêt Noire : variété de jambon fumé salé à sec, un produit à base de viande de porc, produite dans la région de la Forêt-Noire en Allemagne. Le jambon est la cuisse et le croupion d'un cuissot de porc ou de sanglier. C'est le jambon fumé le plus vendu en Europe[8].
- Borts : une viande mongole séchée à l'air avec une préparation consistant à la couper en longues lamelles suspendues puis séchées à l'ombre.
- Bresaola : bœuf salé séché à l'air, vieilli deux ou trois mois, jusqu'à ce qu'il devienne dur et prenne une couleur rouge foncé, presque violette. Il est originaire de Valtellina, une vallée des Alpes au nord de la Lombardie, dans le nord de l'Italie.
- Brési : le bœuf salé, séché et fumé sur une période de trois mois, fabriqué dans le département du Doubs. Il ressemble aux Grisons Buendnerfleisch et apparaît pour la première fois dans des ouvrages sur la gastronomie aux alentours de 1560.
- Bündnerfleisch : Une viande séchée à l'air qui est produite dans le canton des Grisons, en Suisse. L'ingrédient principal est le bœuf, extrait de la partie supérieure de la cuisse ou de l'épaule de l'animal, sans graisse ni tendon. Avant le séchage, la viande est traitée avec du vin blanc et des assaisonnements tels que du sel, de l'oignon et des herbes assorties.

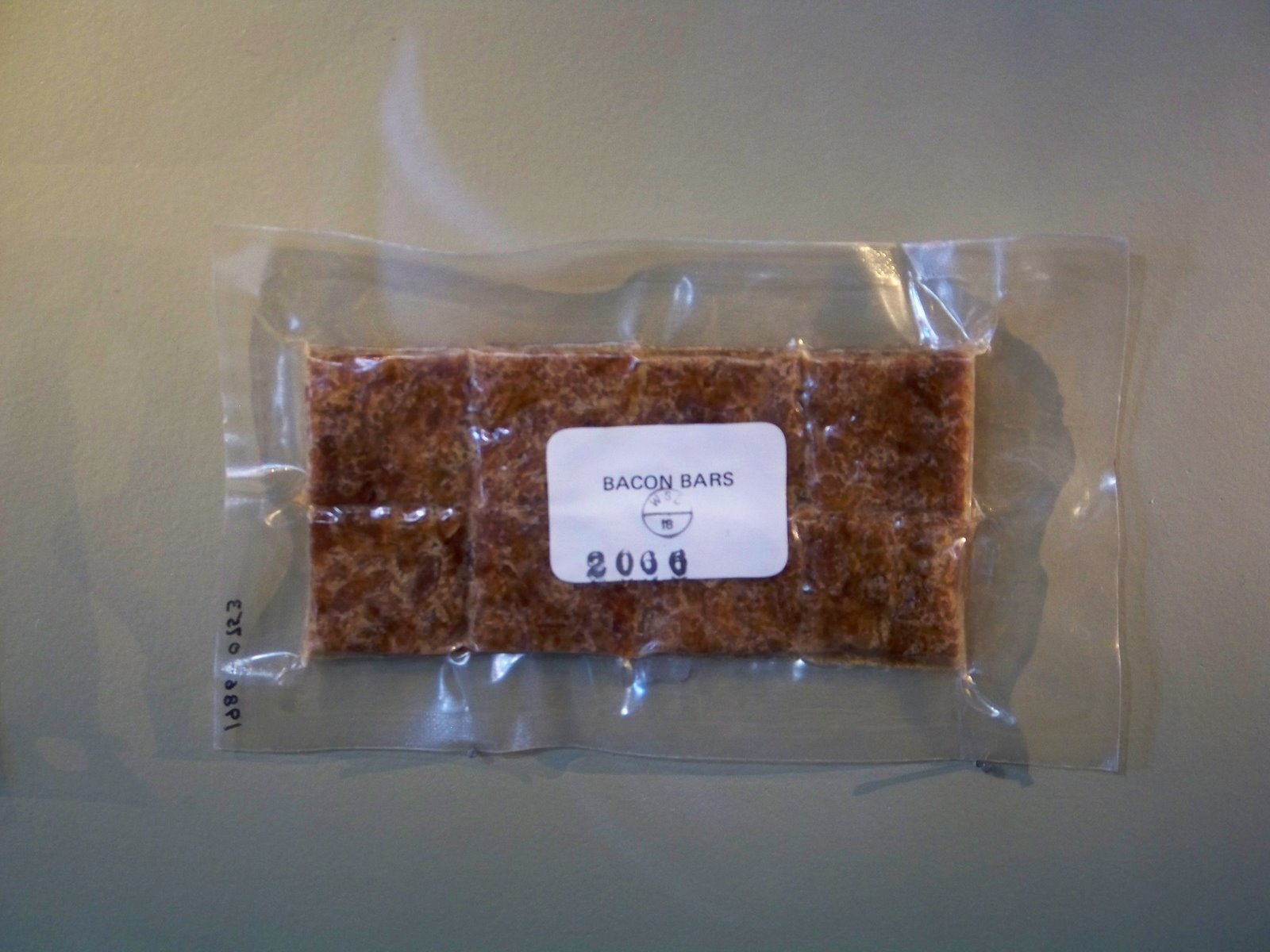
Lardons lyophilisés.
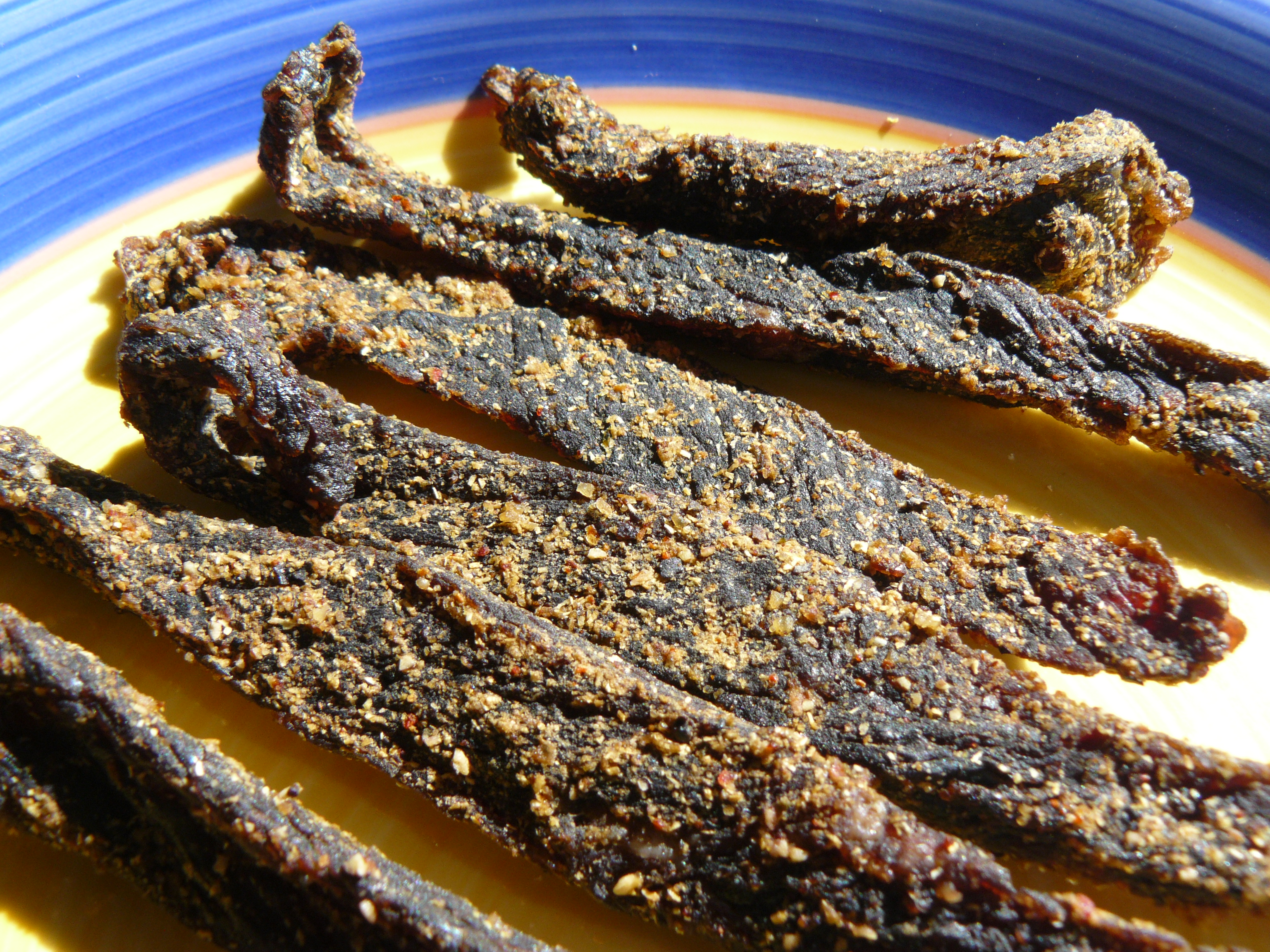
Bâtonnets de biltong au bœuf faits maison.
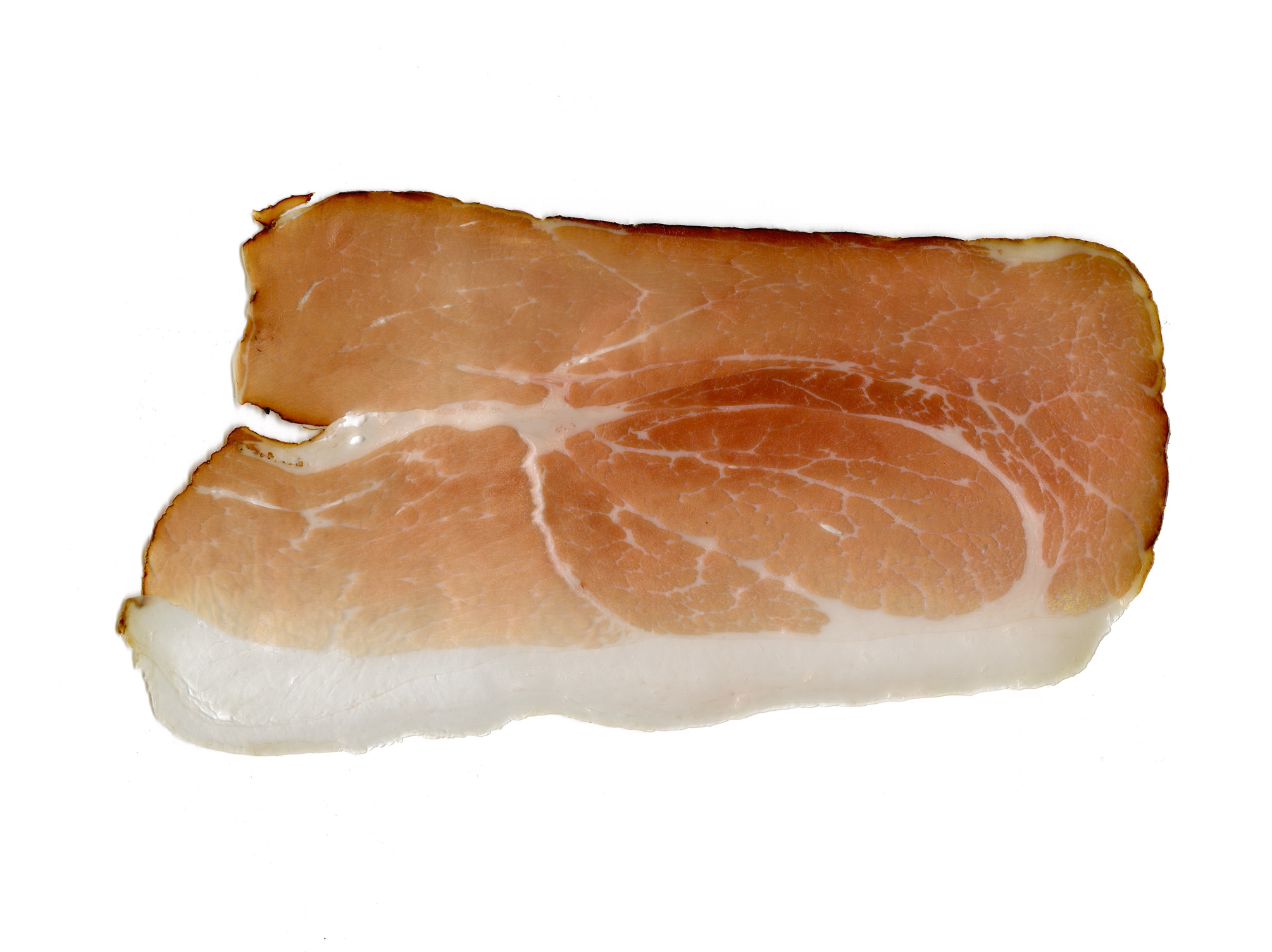
Jambon de Forêt Noire tranché.
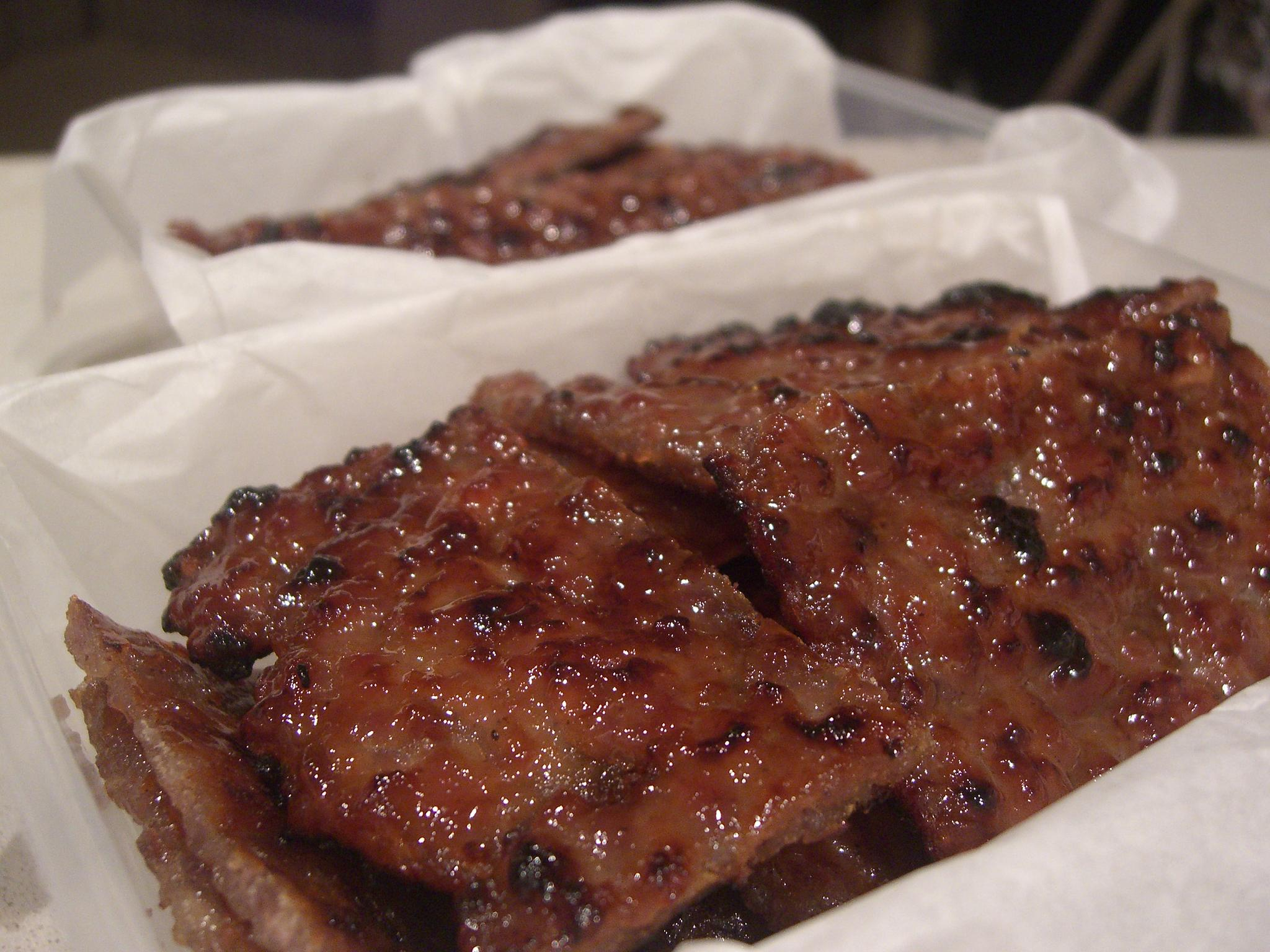
Bakkwa chinois (viande séchée) à base de porc.
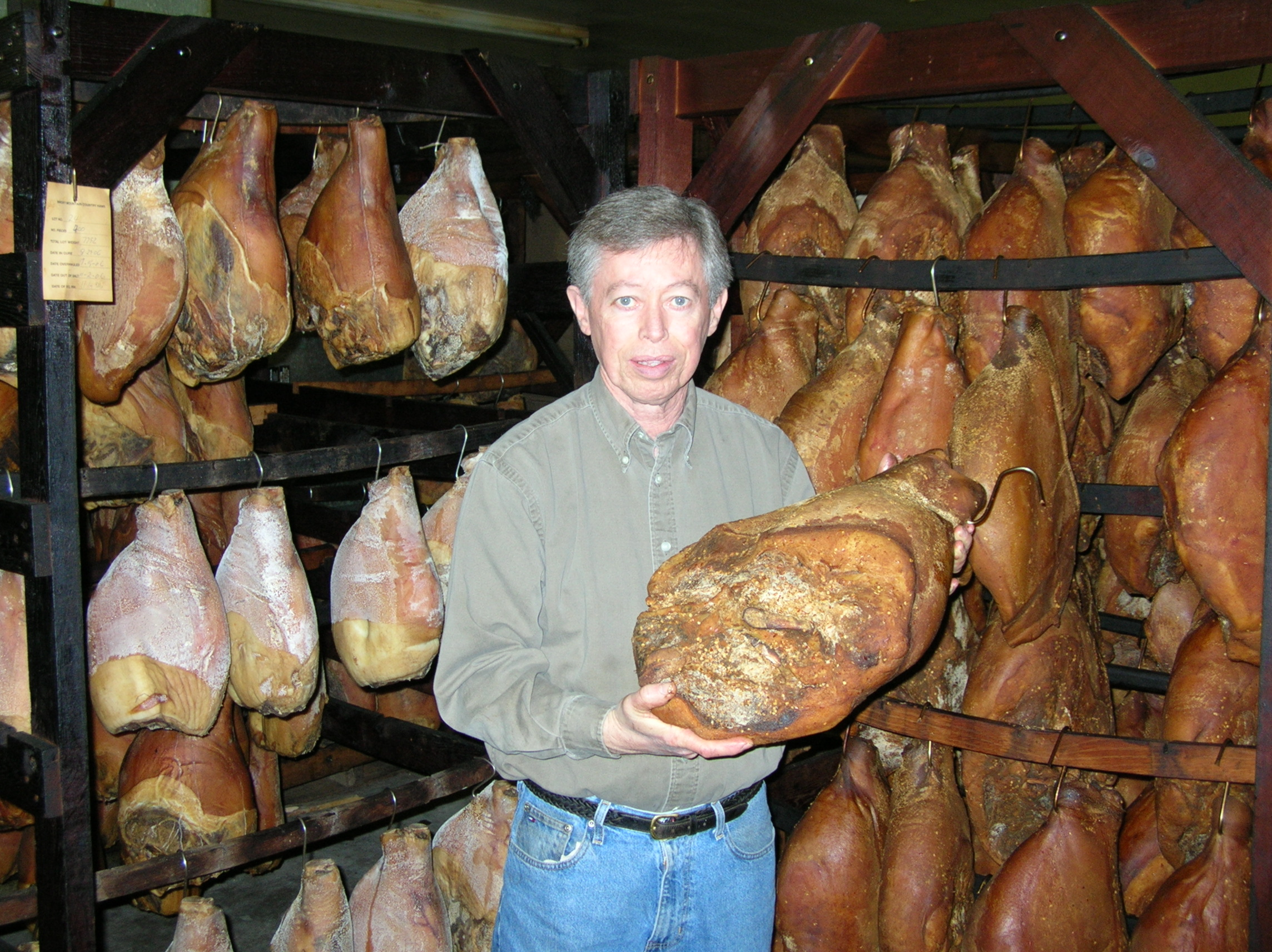
Jambon de campagne sur des étagères.
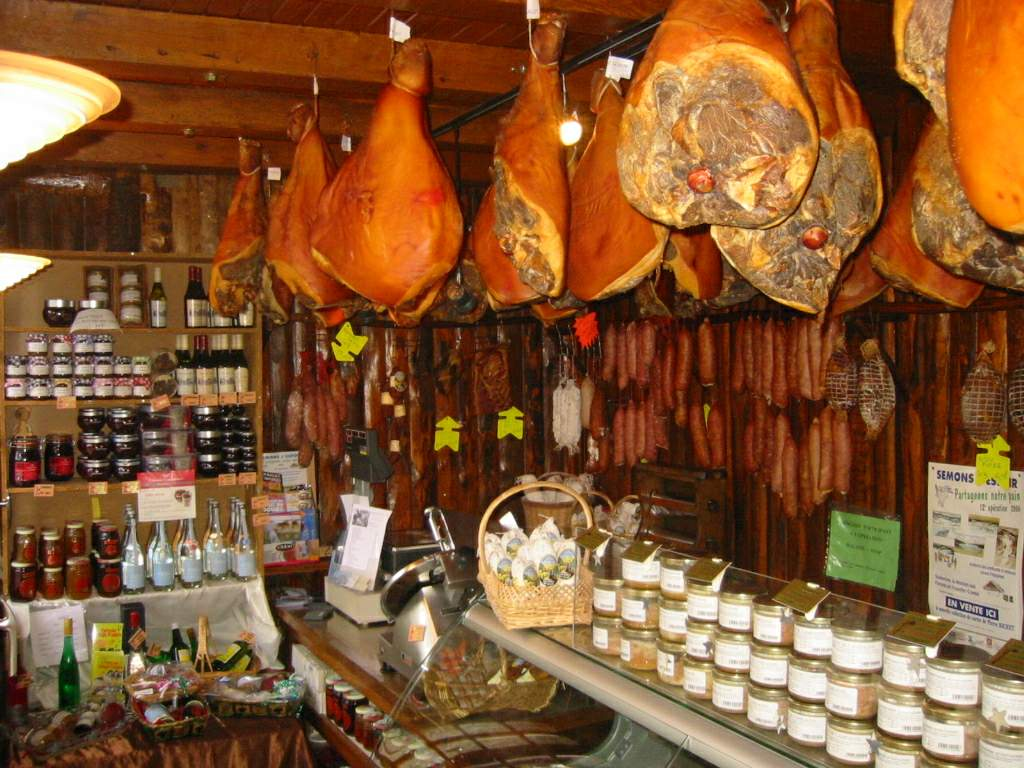
Charcuterie dans le Jura, France.

- Cabanossi : sorte de saucisse sèche semblable à un salami doux. Il est fabriqué à partir de viande de porc et de bœuf, légèrement assaisonné, puis fumé.
- Carne-de-Sol : un plat du nord-est du Brésil. Il se compose de bœuf fortement salé, qui est exposé au soleil pendant un ou deux jours.
- Carne Seca : une sorte de bœuf séché dans la cuisine mexicaine. Dans la cuisine du nord du Mexique, en particulier dans les États de Chihuahua et de Sonora, le carne seca est cuit dans un plat appelé machaca.
- Carne-seca : une sorte de viande séchée et salée, généralement du bœuf, dans la cuisine brésilienne, elle accompagne souvent les haricots noirs.
- Cecina : cecina signifie en espagnol "viande qui a été salée et séchée au moyen d'air, de soleil ou de fumée". Le mot vient soit du siccus latin (sec), soit de la ciercina celtique liée au cierzo espagnol moderne ou au vent du nord. En Espagne, la cecina ressemble au jambon, mais elle est élaborée en soignant du bœuf, du cheval ou (moins fréquemment) de la chèvre, du lapin ou du lièvre. Cecina de León, qui se compose des cuisses de bœuf salées, fumées et séchées à l'air dans la province de León, dans le nord-ouest de l'Espagne, possède le statut d'appellation d'origine protégée.
- Charcuterie : la branche de la cuisine consacrée aux produits préparés, tels que le bacon, le jambon, les saucisses, les terrines, les galantines, les pâtés et les confits, principalement de viande de porc.
- Charque : une forme de viande séchée commune en Amérique du Sud, à base de viande séchée et salée, à l'origine de lama, mais de nos jours principalement de bœuf.
- Saucisse chinoise : terme générique désignant les nombreux types de saucisses originaires de Chine.
- Bœuf ébréché : bœuf salé et séché finement pressé. Certaines variétés sont fumées pour ajouter de la saveur.
- Chorizo : peut être une saucisse fraîche, auquel cas il faut la cuire avant de la manger. En Europe, il s’agit plus souvent d’une saucisse fumée, fermentée, salée.
- Jambon de pays : variété de jambon salé typiquement très salé. Les jambons de pays sont salés au sel (et occasionnellement au nitrite et au nitrate) pendant un à trois mois.

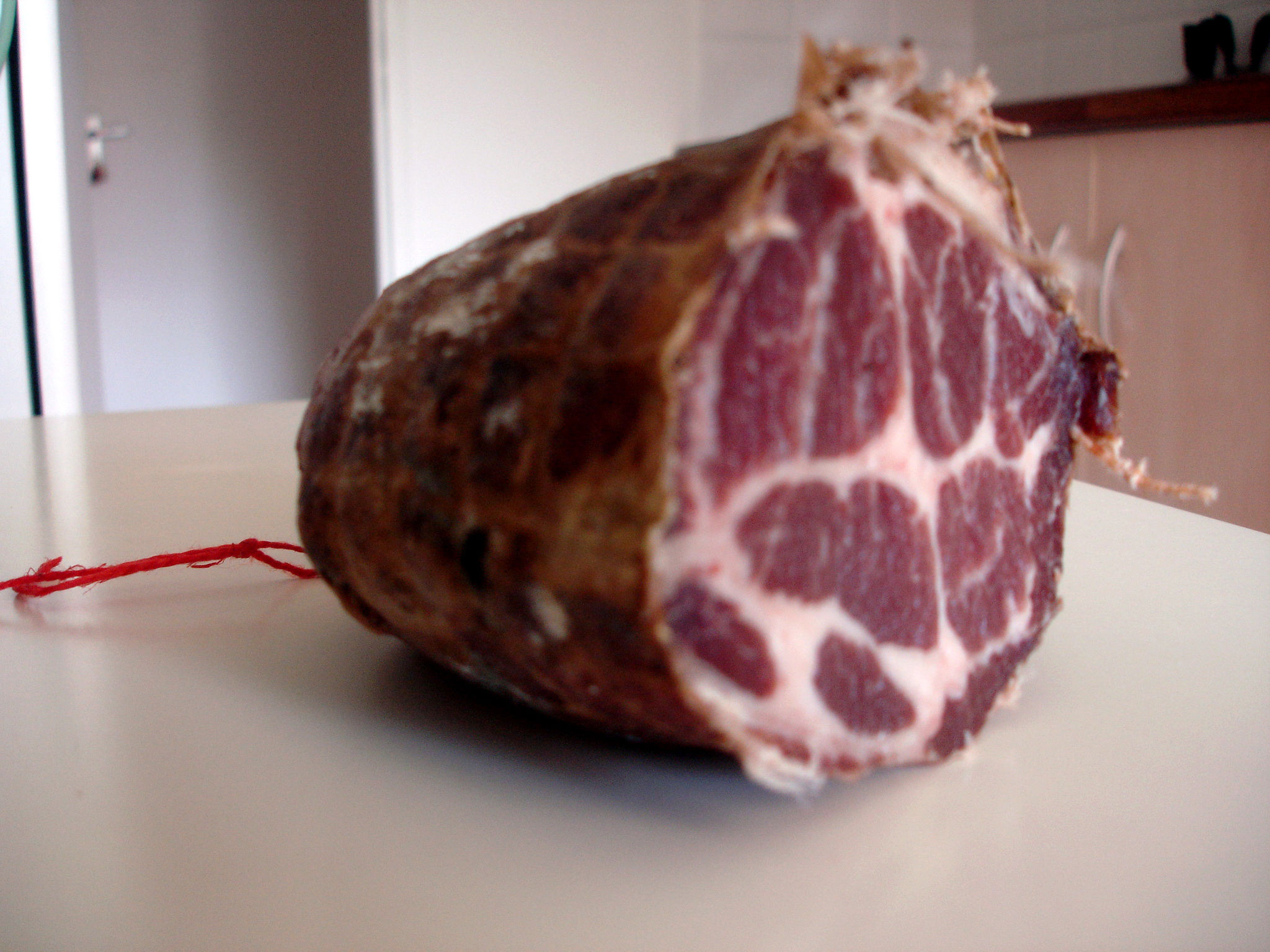
Coppa Spécialité Corse, une variété de capicola
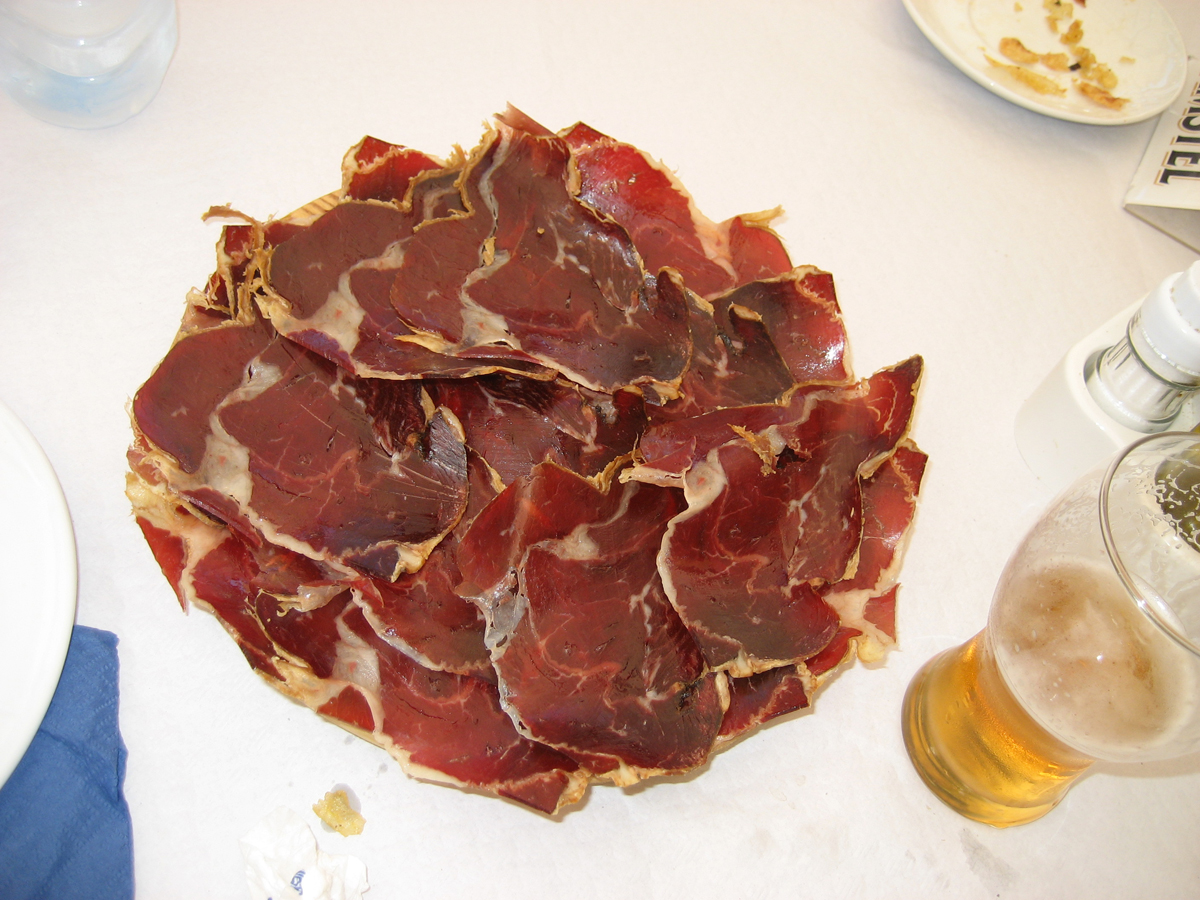
Cecina
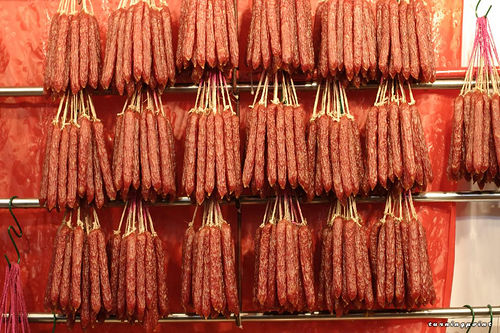
Saucisses chinoises séchées
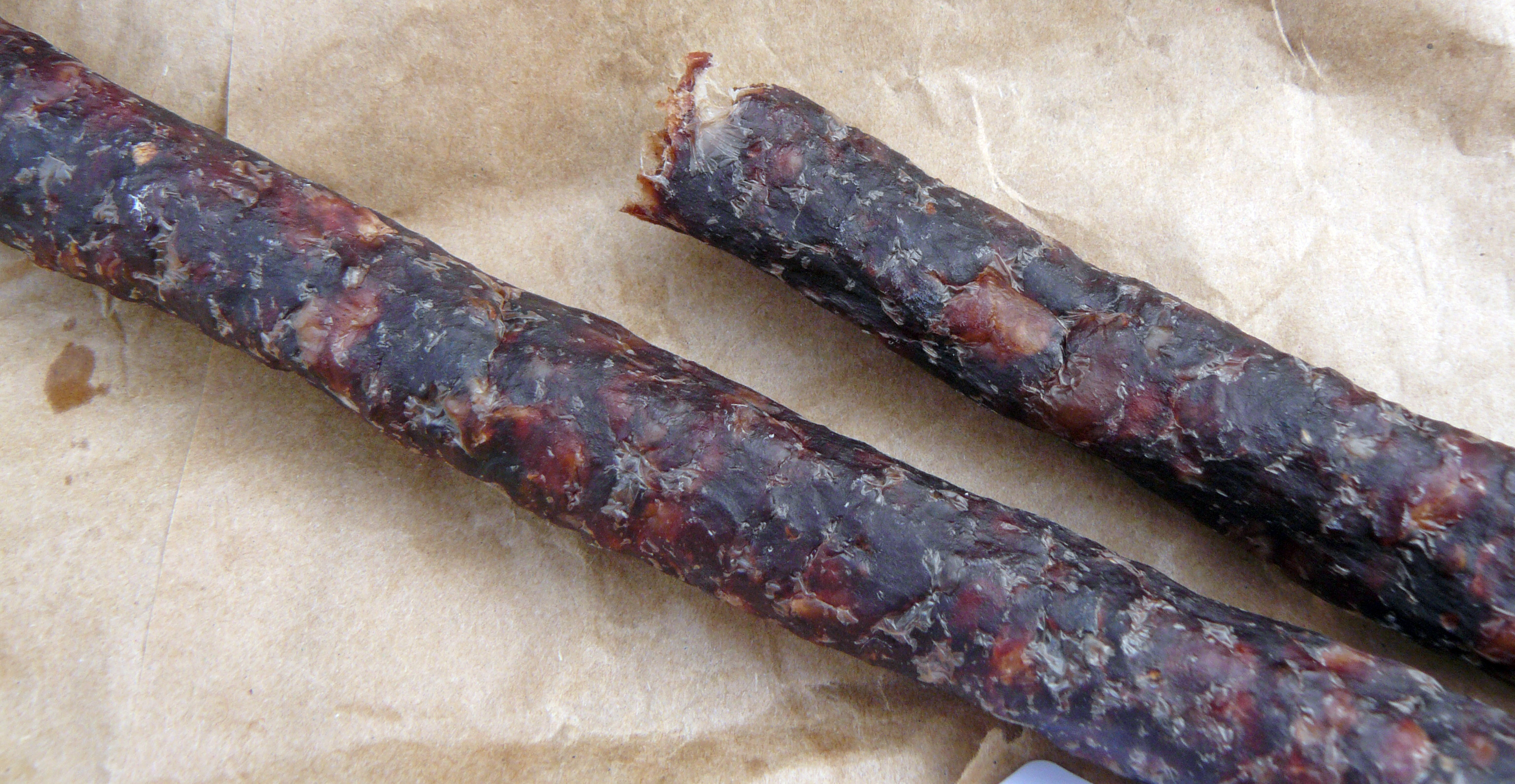
Morceaux de Droëwors

- Droëwors — une collation d' Afrique australe, à base de saucisse de boerewors aux graines de coriandre.

- Elenski but — jambon sec de la ville d'Elena, dans le nord de la Bulgarie, raffiné et populaire dans tout le pays. La viande a un goût spécifique et peut être conservée durant de nombreuses années.

- Fenalår — En Norvège, gigot d'agneau salé, séché et séché. Le temps de durcissement est normalement d'environ trois mois, mais le "fenalår" peut être affiné pendant un an ou plus. La viande est rouge foncé à brunâtre, avec un goût prononcé de mouton. Le fenalår est un plat très populaire en Norvège. Il est souvent servi avec d'autres aliments conservés dans un buffet de Noël ou lors de la fête de la Constitution norvégienne. Normalement, la viande est servie en fines tranches, mais il est également courant - lors de réunions informelles - d’envoyer la jambe autour de la table avec un couteau pointu et trapu. Les invités coupent alors la jambe eux-mêmes. Ainsi, dans l’ouest de la Norvège, "fenalår" s’appelle "spikkekjøtt", littéralement "viande de caramel", mais ce nom peut également provenir du mot "speke", "guérir".

- Salami de Gênes — une variété américaine de salami généralement soupçonnée d'être originaire de la région de Gênes. Il est normalement fabriqué à partir de viande de porc, mais peut également contenir du bœuf ou être tout bœuf. Il est assaisonné avec de l'ail, du sel, du poivre noir et blanc, des graines de fenouil et du vin rouge ou blanc.

- Saucisses hongroises — La cuisine de la Hongrie produit un grand nombre de types de saucisses.Les saucisses hongroises peuvent être bouillies, fraîches ou séchées et fumées, avec différentes épices et saveurs, «chaudes» ou «douces».

- Jamón ibérico — "Jambon ibérique", également appelé pata negra et carna negra) est un type de durcissement du jambon produit principalement en Espagne, mais aussi dans certaines régions portugaises où il est appelé presunto ibérico. Selon les règles espagnoles sur les denrées alimentaires Denominación de Origen, le jamón ibérico peut être fabriqué à partir de porc ibérique noir ou de porc croisé pour autant qu’il soit au moins à 75% ibérico .
- Jamón Serrano — une marque commerciale de jambon généralement servi en tranches minces, ou parfois coupé en dés. La grande majorité des jambons Jamón Serrano sont issus de cuisses de porcs blancs industriels de race landrace. Ils peuvent être élevés n'importe où dans le monde.
- Saccadé — viande maigre coupée en gras, coupée en lamelle puis séchée. Généralement, on y ajoute de sel, afin d'empêcher les bactéries de se développer sur la viande.
- Jambon Jinhua — Un type de jambon sec qui tire son nom de la ville de Jinhua, où il est produit, dans la province du Zhejiang, dans l'est de la Chine. Il est utilisé dans la cuisine chinoise pour aromatiser certains plats ou pour préparer les bouillons de nombreuses soupes chinoises.

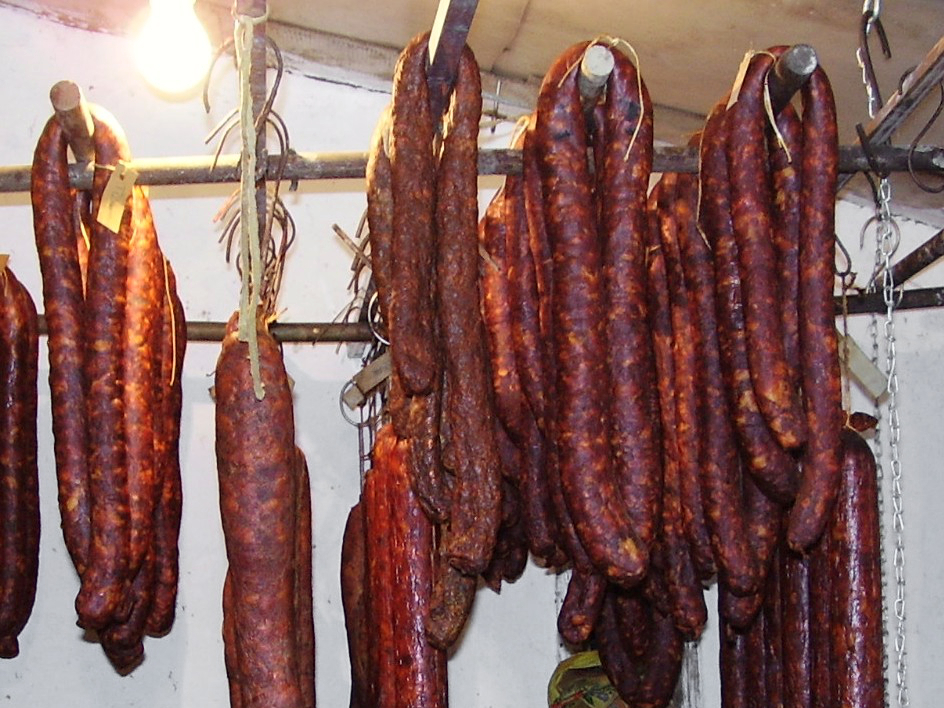
Csabai kolbász, un type de saucisse hongroise
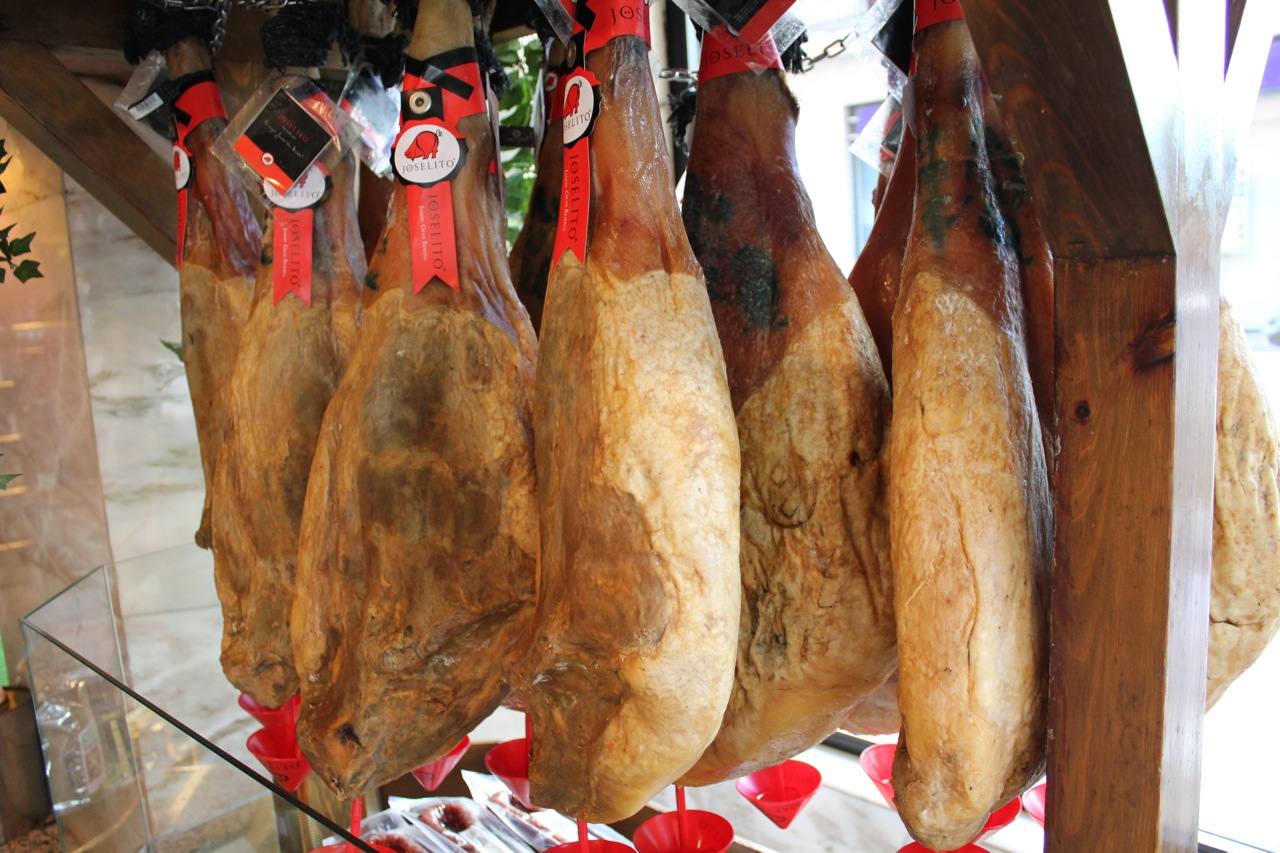
Jambon de marque Jamón Serrano
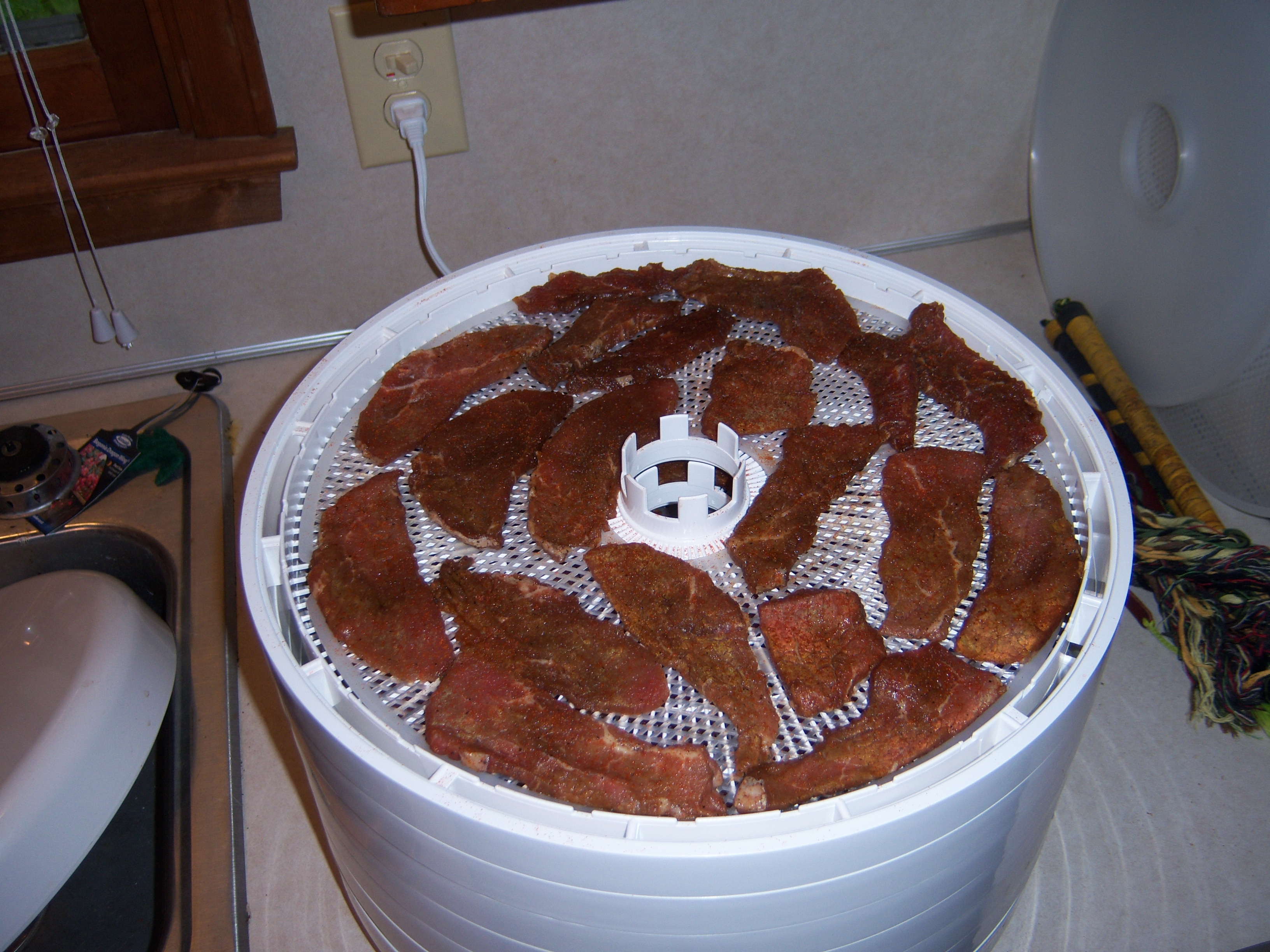
Viandre crue avant sa préparation en charqui
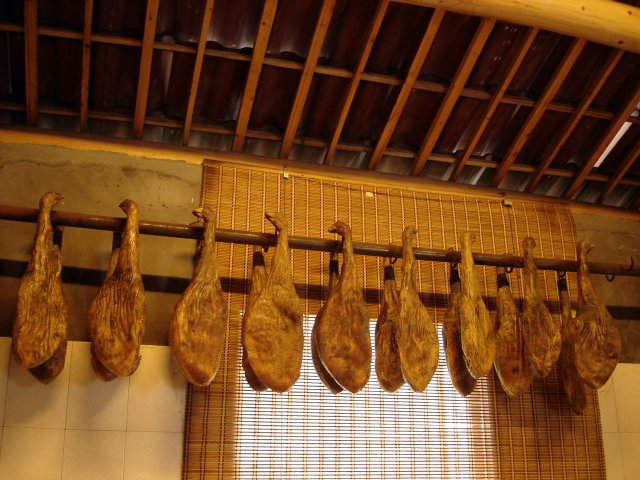
Jambon Jinhua
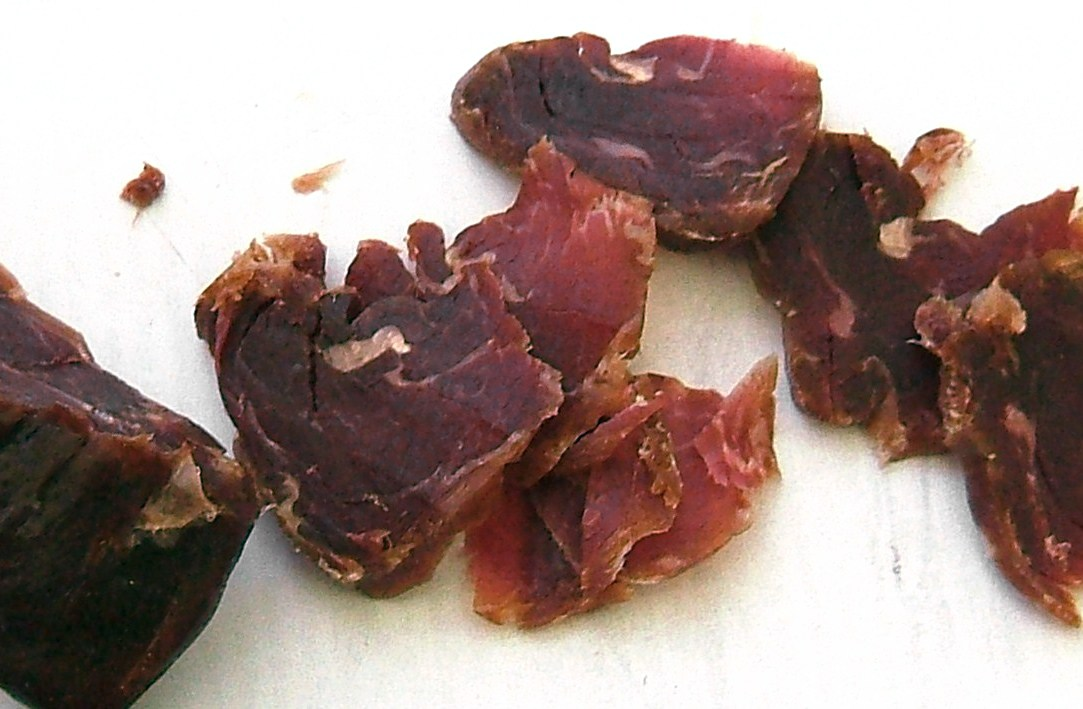
Kuivaliha, sous forme de viande de renne séchée

- Kilishi —version de biltong ou de viande séchée originaire de Hausaland, c'est un mets délicat à base de viande de vache, de mouton ou de chèvre après le retrait de l'os.
- Kuivaliha — viande salée et séchée, souvent viande de renne, est un aliment traditionnel et un mets raffiné du nord de la Finlande, préparé au printemps.
- Kulen — sorte de saucisson hautement épicé, semi-séché, fumé et salé de Croatie (Slavonie) et de Serbie (Vojvodina). La viande subit un traitement de fermentation ainsi qu'un séchage à l'air.

- Lacón Gallego — jambon séché de Galice, en Espagne, bénéficiant du statut IGP en vertu du droit européen Historiquement, Lacón a été mentionné dans des textes depuis au moins le XVIIe siècle. Seules des races de porc spécifiques sont utilisées pour produire cet aliment, et le produit réel est uniquement fabriqué avec l' épaule de porc.
- Lahndi — Un aliment d'hiver populaire dans le nord de l'Afghanistan, généralement à base d'agneau et de mouton, bien qu'il puisse également être préparé à partir de bœuf.
- Lomo embuchado — une viande séchée faite à partir de filet de porc.
- Lountza — filet de porc séché et fumé originaire de Chypre.

- Machaca — plat préparé le plus souvent à partir de bœuf ou de porc séché et épicé, puis réhydraté et pilé pour le rendre tendre. La viande reconstituée est ensuite réutilisée dans la préparation de divers plats.
- Extrait de viande — bouillon de viande très concentré, généralement à base de bœuf. Il est utilisé pour ajouter une saveur de viande à certaines préparations culinaires. Les extraits de viande ont été largement supplantés et remplacés par les cubes de bouillon et les extraits de levure.

- Njeguška pršuta — spécialité de Njeguši, un village du Monténégro. C'est jambon cru, servi non cuit et semblable au prosciutto italien. Sa saveur unique est attribuée au résultat du mélange d'air de mer et de montagne et de bois brûlé pendant le processus de séchage.

- Pancetta —sorte de bacon italien consistant en de la viande de poitrine de porc salée au sel et assaisonnée de poivre. Souvent coupé en petits dés, à l'image des lardons.
- Pastirma — bœuf salé d'origine anatolienne, séché à l'air et hautement assaisonné.
- Pastrami — charcuterie populaire, généralement élaborée à partir de viande de bœuf en Roumanie, de porc et de mouton . Comme le bœuf salé, le pastrami a été créé à l'origine pour préserver la viande avant la réfrigération moderne.
- Pemmican — aliment historique, le pemmican est un mélange concentré de matières grasses et de protéines utilisé comme aliment nutritif.
- Pepperoni — variété américaine de salami, généralement à base de viande de porc et de bœuf. Le pepperoni est typiquement doux, légèrement fumé et de couleur rouge vif.
- Pinnekjøtt — en Norvège, un plat principal composé d'agneau ou de mouton, sa préparation utilise une méthode traditionnelle de conservation des aliments utilisant le séchage, le séchage et, dans certaines régions, le fumage.
- Pitina — charcuterie italienne originaire des vallées de Tramonti di Sopra et de la Cellina, dans la province de Pordenone, dans le nord-est de l'Italie.
- Presunto — nom donné au jambon sec du Portugal. De nombreuses variétés existent.
- Prosciutto — jambon sec qui est généralement tranché finement et servi non cuit; ce style s'appelle prosciutto crudo en italien et se distingue du jambon cuit, du prosciutto cotto.

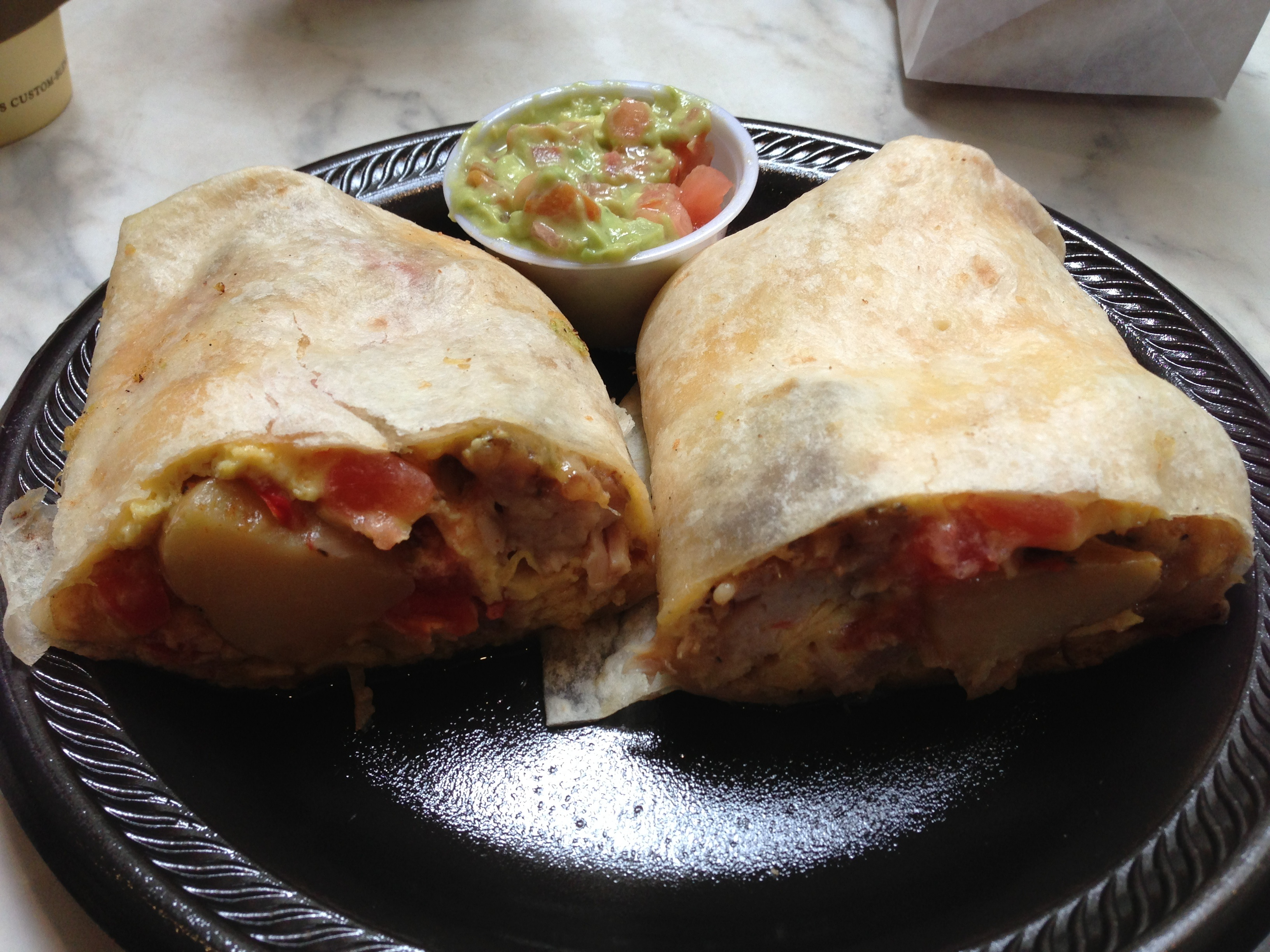
Machaca de porc, œufs et pommes de terre dans une tortilla, accompagnés d'une sauce
Pastırma en train d' être préparé à Kastamonu en Turquie
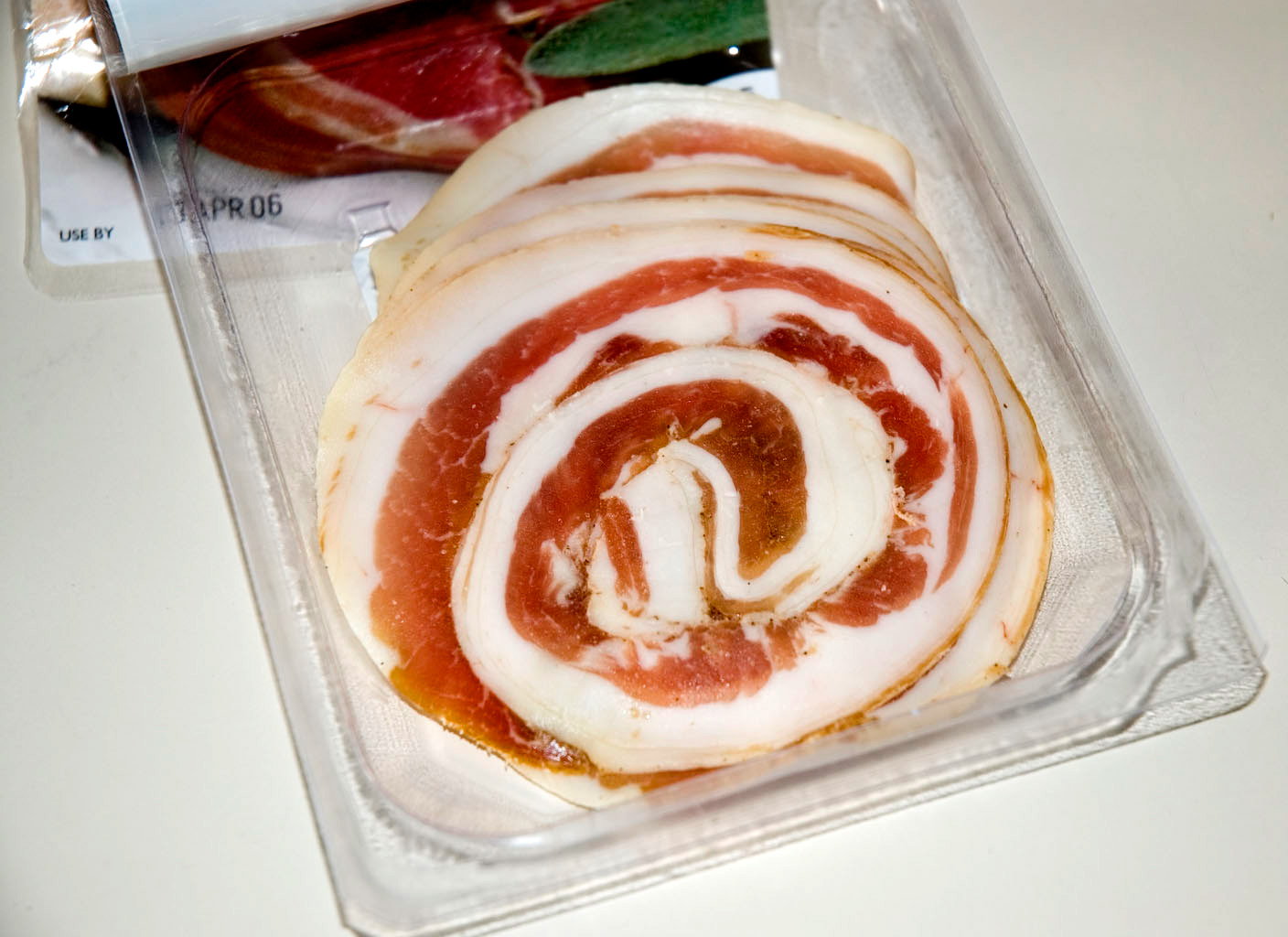
Pancetta emballée
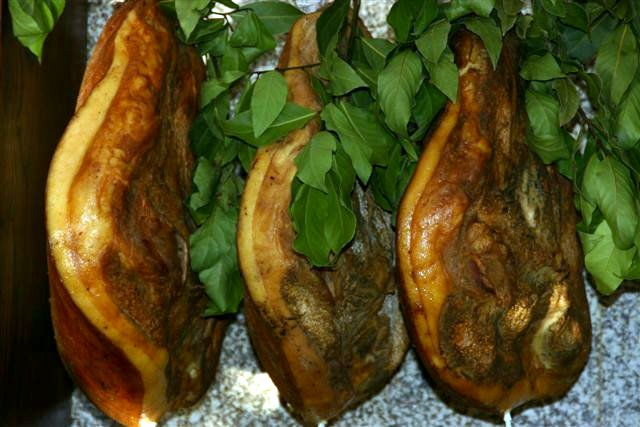
Presunto de Chaves
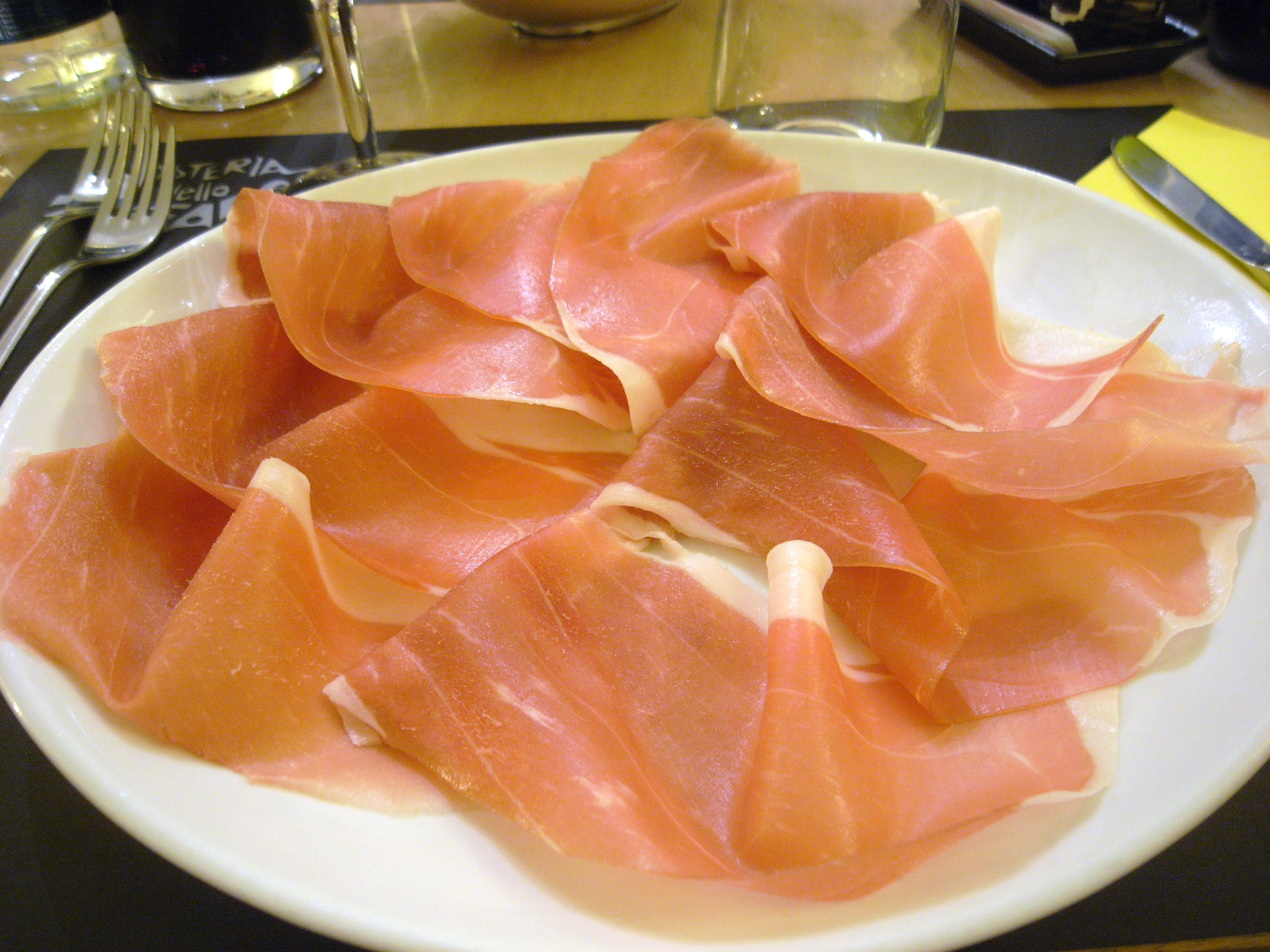
Prosciutto di Parma
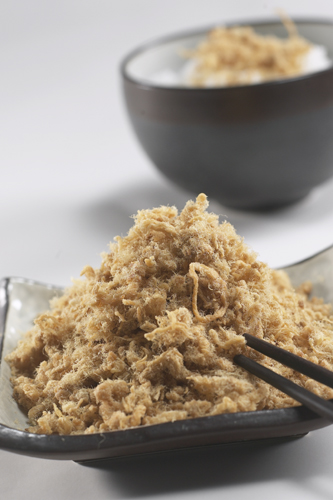
Rousong

- Rousong — Produit à base de viande séchée, de texture légère et duveteuse semblable au coton, originaire de Fujian, en Chine. Il s'est également étendu à Taiwan[9]. Le rousong est utilisé comme garniture pour de nombreux aliments, tels que le lait congelé, le tofu et le lait de soja salé.

- Salami — saucisse salée, viande fermentée et séchée à l'air, provenant d'un ou de plusieurs animaux. Des variétés de salami sont traditionnellement préparées dans toute l'Europe.
- Salumi — Produits de charcuterie italiens à base de porc principalement. Il vient du mot italien salume, pl. salumi "viande salée", dérivé du latin sal "sel". Le terme salumi englobe également la bresaola, à base de viande de bœuf, ainsi que des produits cuits tels que la mortadelle et le prosciutto cotto.
- Secca de bœuf — type de bœuf salé séché fabriqué à Entrevaux. Semblable au Bindenfleisch suisse, il est généralement consommé en entrée.
- Skerpikjøt — type de mouton séché au vent, c'est un mets délicat des îles Féroé, que l'on mange traditionnellement à Noël mais aussi à d'autres moments de l'année.
- Slinzega — type de viande séchée à l'air produite à Valtellina, dans les Alpes italiennes. Il est élaboré de manière similaire à la Bresaola, avec des morceaux de viande plus petits, qui ont donc un goût plus fort.
- Jambon Smithfield — forme spécifique du jambon de pays, un Statut de Virginie de 1926 (adopté par l’ Assemblée générale de Virginie) régissait d’abord l’utilisation du terme "Smithfield Ham". Les jambons Smithfield sont une variété spécifique de jambons de pays guéris par la méthode de traitement au sel sec de longue cure et vieillis pendant une période minimale de six mois dans les limites de la ville de Smithfield, Virginie, États-Unis.
- Soppressata — saucisson sec italien. Deux types principaux sont fabriqués: une saucisse sèche traitée typique de la Basilicate, des Pouilles et de la Calabre, et un saucisson non traité très différent, originaire de la Toscane et de la Ligurie.
- Speck — le terme "Speck" désigne le speck italien, un type de prosciutto. Speck est aussi un mot anglais qui signifie "graisse" ou "graisse", attesté depuis le début du e siècle.
- Suho meso — préparation à base de viande de bœuf fumée dans la cuisine bosniaque et serbe.
- Sukuti — mot népalais pour viande sèche (charqui). Le Sukuti est soit consommé directement, soit grillé au charbon et épicé en apéritif ou en collation, ou bien mélangé avec d'autres ingrédients et servi comme plat d'accompagnement .

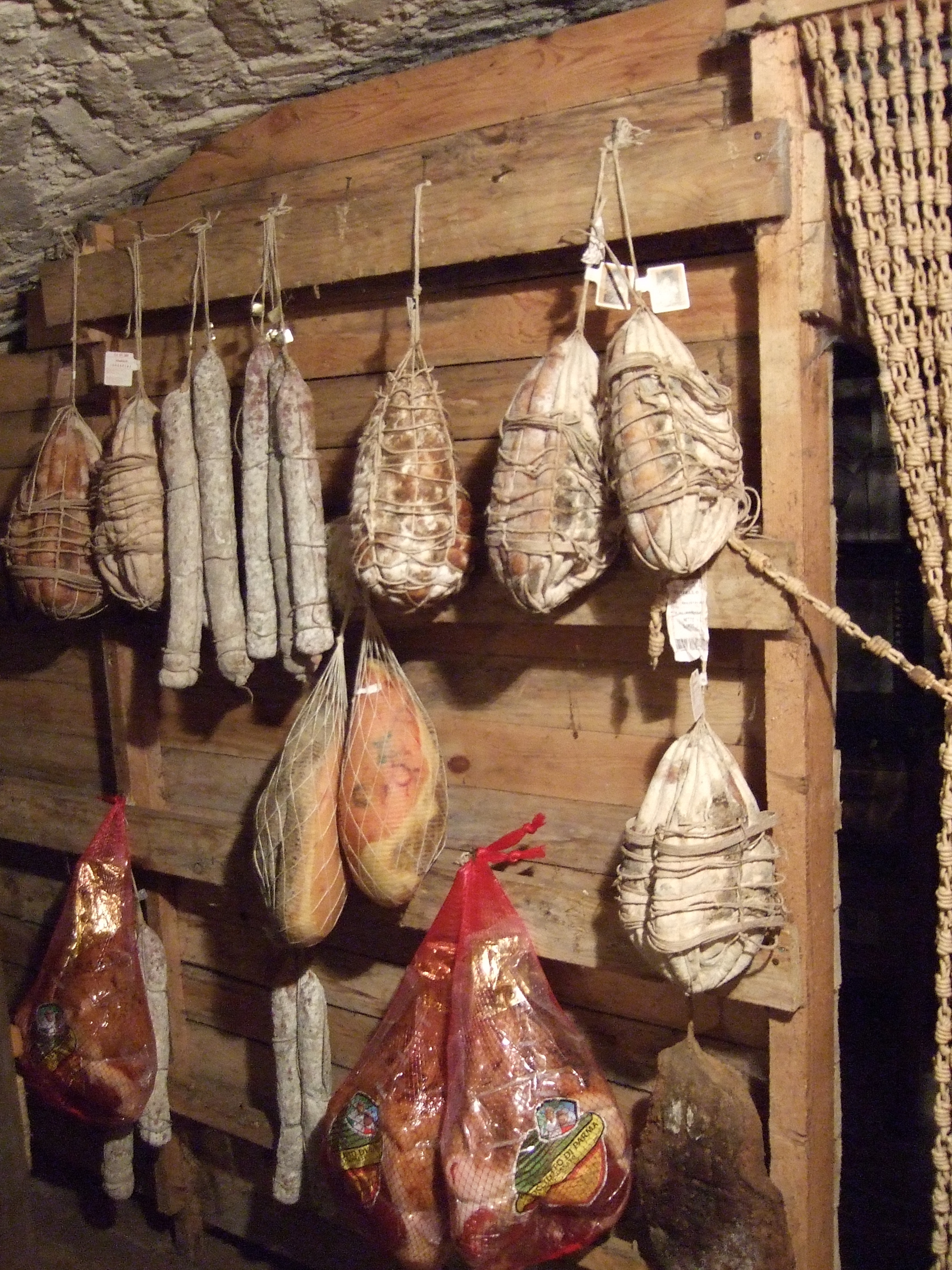
Salumi vieillissant
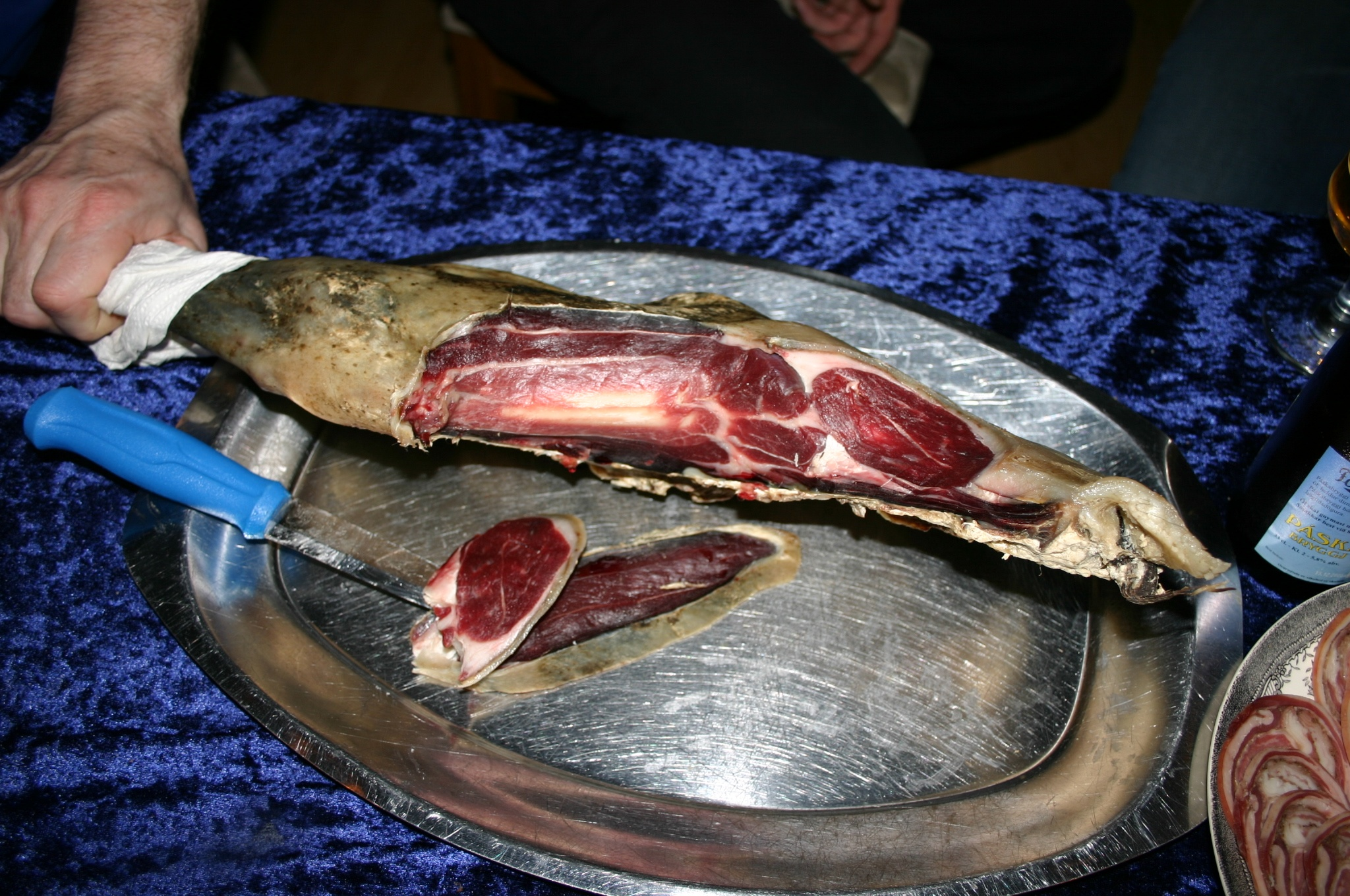
Le Skerpikjøt est du mouton séché et constitue un aliment typique des îles Féroé.
Jambon Smithfield
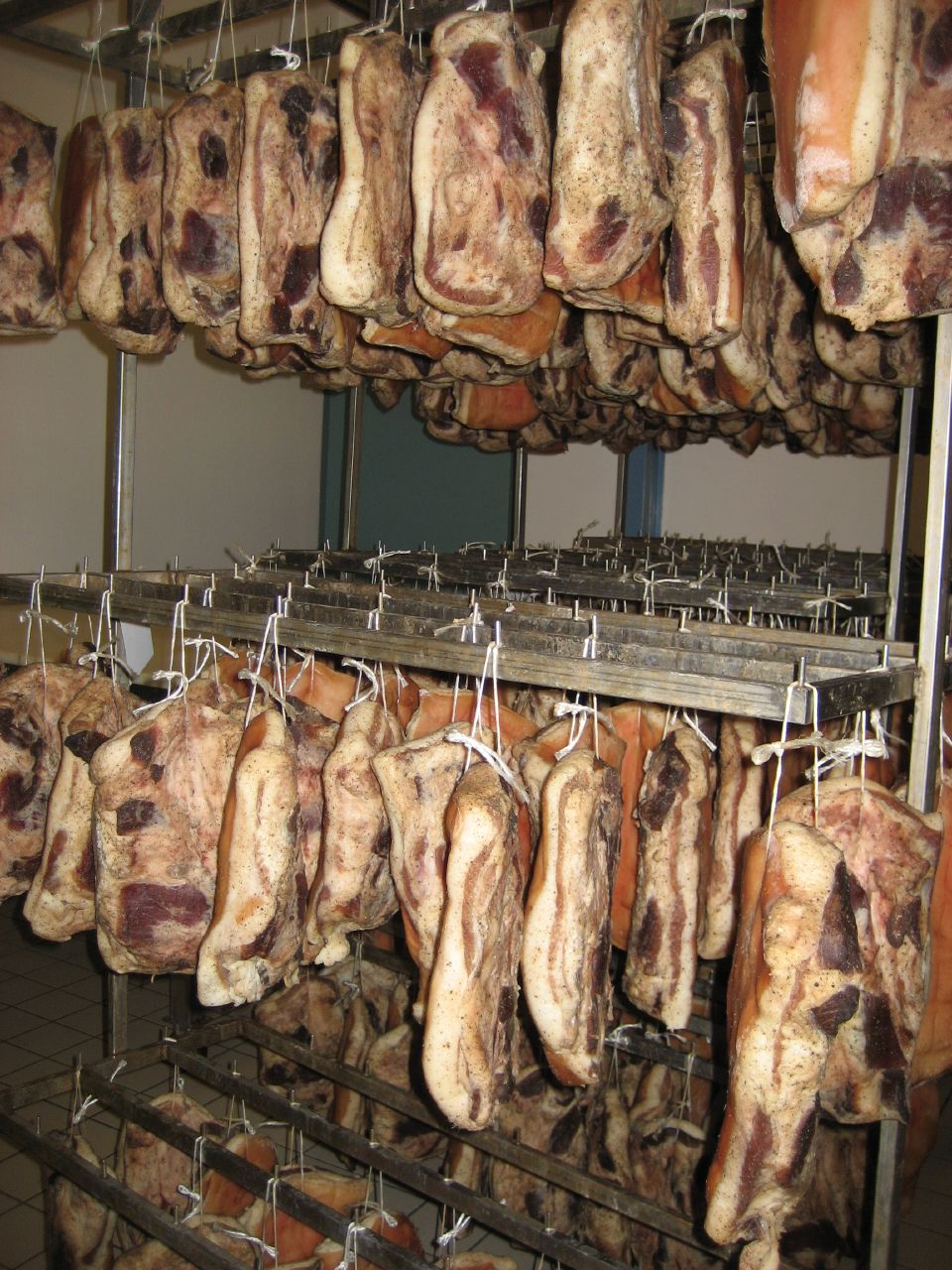
Tache fumée

- Tapa — aliment philippin à base de bœuf, de mouton ou de venaison séché ou séché, bien que d’autres viandes ou même du poisson puissent être utilisés. Il est préparé à partir de fines tranches de viande cuites avec du sel et des épices comme méthode de conservation.
- Tsamarella — une cuisine traditionnelle chypriote. Il s'agit de viande, généralement de chèvre, salée et conservée. Le processus de préparation implique traditionnellement un séchage au soleil.
- Point tyrolien — Jambon aux saveurs de genièvre, originaire du Tyrol, une région historique située en partie depuis 1918 en Italie. La tache tyrolienne est fabriquée à partir de la patte arrière du porc et est désossée avant d'être séchée avec du sel et une combinaison d'épices variée, pouvant inclure l'ail, les feuilles de laurier, les baies de genièvre, la noix de muscade et d'autres épices. Il est ensuite reposé pendant plusieurs semaines, après quoi commence le processus de fumage. Il est fumé à froid lentement et par intermittence pendant deux ou trois heures par jour pendant environ une semaine à l'aide de bois tels que le hêtre à des températures ne dépassant jamais 20 °C. Il est ensuite mûri pendant cinq mois.
- Tolkusha

- Salami d'hiver — type de salami hongrois. À base de porc mangalitsa et d’épices: poivre blanc, piment de la Jamaïque et autres Le salami d'hiver est séché à l'air froid et fumé lentement.

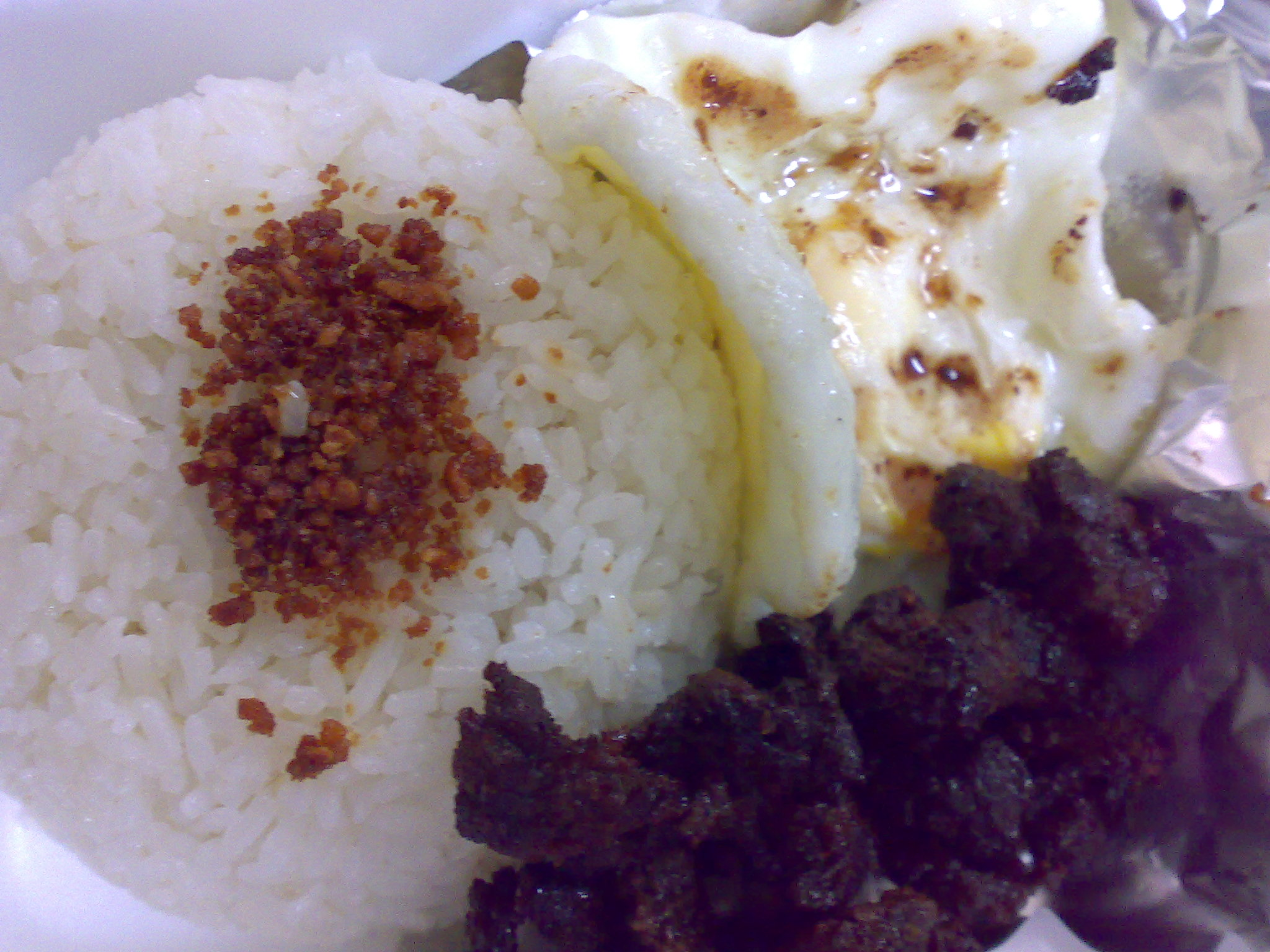
Tapa (en bas)
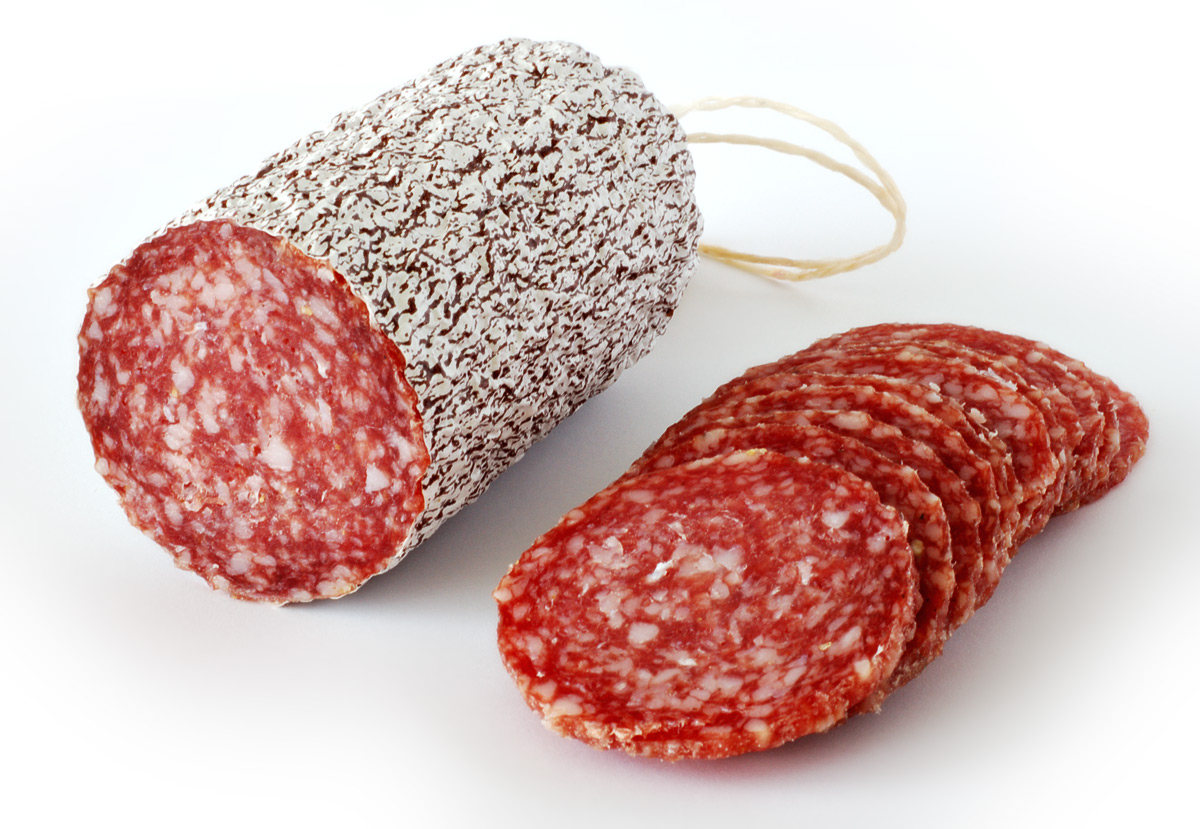
Téliszalámi (salami d'hiver)

## Voir également
- Séchage (cuisine)